# Remscheid

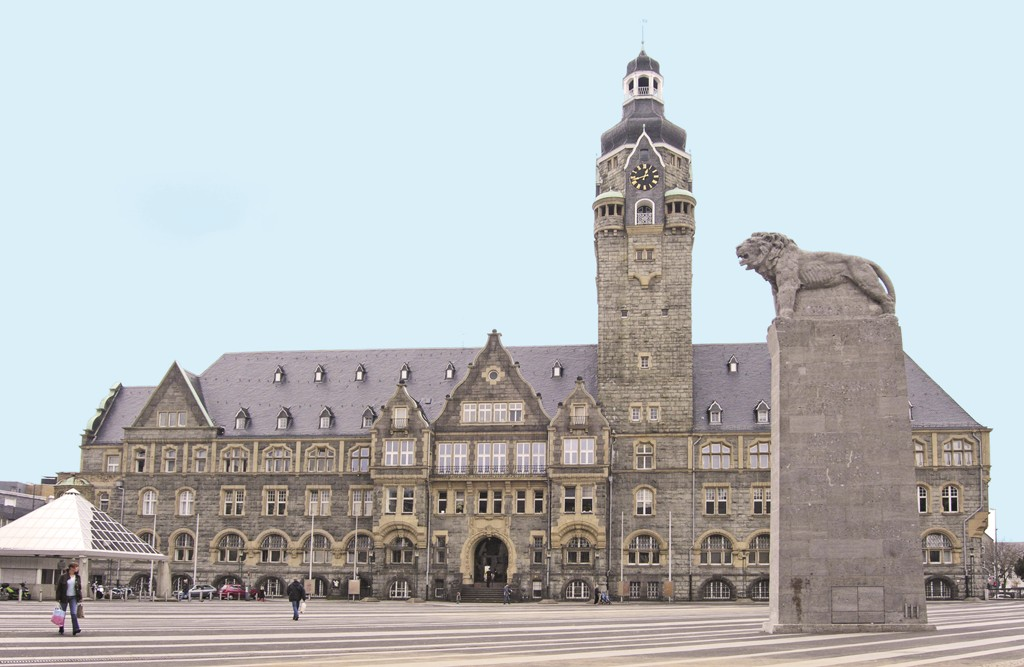
Rathaus Remscheid und Theodor-Heuss-Platz mit Löwendenkmal

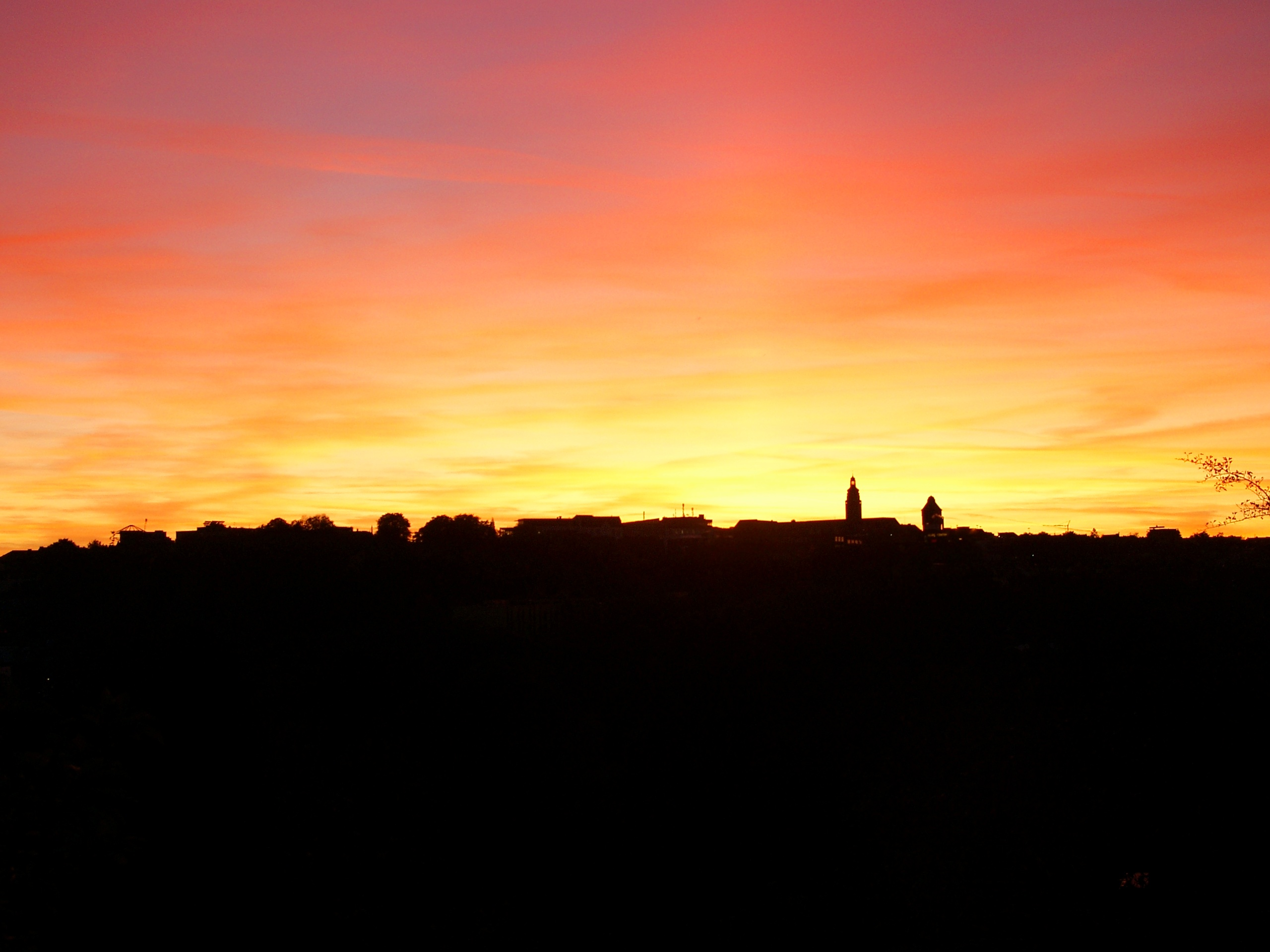
Remscheids Skyline von Osten, links der Rathausturm

Ansichtskarte des Remscheider Rathauses um 1910

Remscheid ist eine kreisfreie Großstadt im nordrhein-westfälischen Regierungsbezirk Düsseldorf. 
Die Stadt ist Mitglied im Landschaftsverband Rheinland sowie ein Bestandteil der Metropolregion Rhein-Ruhr und des Bergischen Städtedreiecks. Außerdem ist sie als Mittelzentrum in Nordrhein-Westfalen klassifiziert.
Die Einwohnerzahl Remscheids überschritt 1929 mit Bildung der „neuen“ Stadt Remscheid die Schwelle von 100.000 Einwohnern, wodurch sie Großstadt wurde.
Aufgrund der weitreichenden Handelsbeziehungen seiner Metall- und Werkzeugindustrie nach Übersee nennt sich Remscheid volkstümlich-traditionell seit den 1880er Jahren die „Seestadt auf dem Berge“.

## Geographie
Remscheid liegt auf den Höhen des Bergischen Landes im Innern des großen Wupperbogens, über den tief eingeschnittenen Tälern des Eschbachs, des Morsbaches und der Wupper und ihrer Seitentäler östlich von Solingen und südlich von Wuppertal, welche zugleich die beiden nächsten größeren Städte sind.
Die höchste Stelle des Stadtgebiets von Remscheid befindet sich in Hohenhagen auf dem Brodtberg und beträgt 378,86 m ü. NN, die tiefste Stelle befindet sich an der Wupper bei Wiesenkotten und beträgt 96 m ü. NN. Die größte Nord-Süd-Ausdehnung des Stadtgebiets beträgt 9,4 km, die größte West-Ost-Ausdehnung 12,4 km. Der Temperaturunterschied innerhalb des Stadtgebietes beläuft sich auf 5 °C.
Bedingt durch den Steigungsregen ist Remscheid sehr stark von Niederschlägen betroffen, die Niederschläge speisen eine Reihe von künstlich angelegten Seen. Vor allem in den Wintermonaten gehört die Stadt zu den niederschlagsreichsten Orten in Deutschland. So fallen in Extremfällen teilweise bis zu 100 l/m² im Monat.

### Nachbargemeinden
Folgende Städte und Gemeinden grenzen an die Stadt Remscheid, sie werden im Uhrzeigersinn beginnend im Osten genannt:
Radevormwald und Hückeswagen (beide Oberbergischer Kreis), Wermelskirchen (Rheinisch-Bergischer Kreis) sowie Solingen und Wuppertal (beides kreisfreie Städte).
| Wuppertal | Wuppertal                                   | Radevormwald |
| Solingen  | Kompassrose, die auf Nachbargemeinden zeigt | Radevormwald |
| Solingen  | Wermelskirchen                              | Hückeswagen  |

### Stadtgliederung

#### Stadtbezirke und Stadtteile

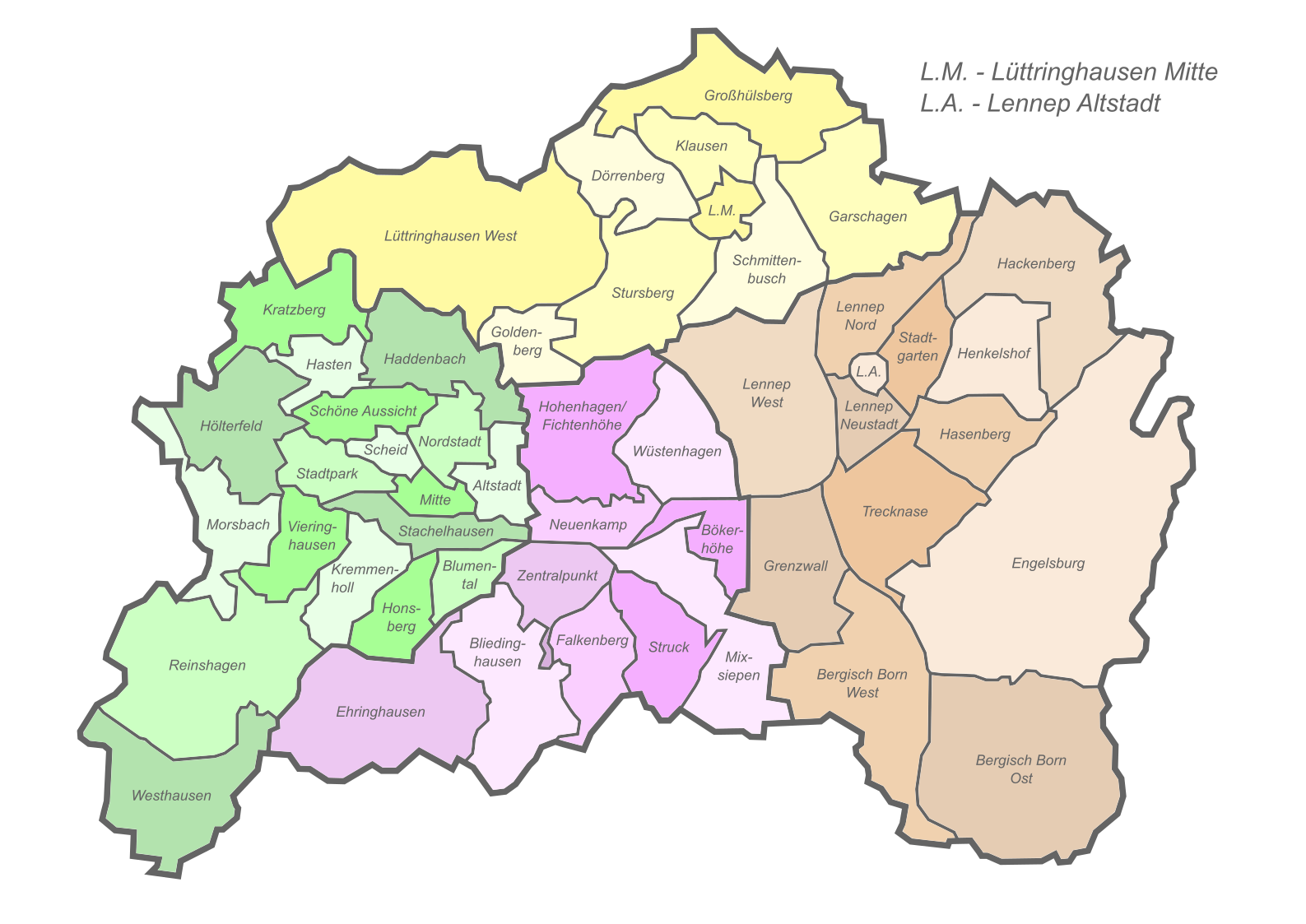
Statistische Stadtteile von Remscheid

Das Stadtgebiet Remscheids besteht heute aus vier Stadtbezirken: Alt-Remscheid, Remscheid-Süd, Lennep und Lüttringhausen. Früher war der Stadtbezirk Alt-Remscheid unterteilt in die Stadtbezirke Innenstadt, Nord/Hasten und West, so dass es damals insgesamt sechs Stadtbezirke gab. Jeder Stadtbezirk hat seine eigene Bezirksvertretung, deren Vorsitzender der jeweilige Bezirksbürgermeister ist.
Die Stadtbezirke sind in Stadtteile mit eigenem Namen und diese weiter in Wohnplätze mit eigenem Namen unterteilt. Dabei handelt es sich entweder um historisch überlieferte Bezeichnungen von alten Siedlungen oder um Neubaugebiete. Die Grenzen dieser Stadtteile und Wohnplätze sind meist nicht genau festgelegt.

#### Wohnplätze
Zu den mehr als 240 Wohnplätzen mit eigenem Namen gehören unter anderem in
- Alt-Remscheid
Aue, Birgden I, Blumental, Büchel, Büchen, Fürberg, Gerstau, Güldenwerth, Haddenbach, Hasenclev, Hasten, Hölterfeld, Hof Heidhof, Hohenhagen, Holz, Honsberg, Hütz, Ibach, Kremenholl, Küppelstein, Lobach, Morsbach, Papenberg, Platz, Rath, Reinshagen, Rosenhügel, Siepen, Steinberg, Tyrol, Vieringhausen und Westhausen.
- Remscheid-Süd
Baisiepen, Berghausen, Bliedinghausen, Menninghausen, Bökerhöhe, Ehringhausen, Falkenberg, Handweiser, Loborn, Mixsiepen, Neuenkamp, Preyersmühle und Struck.
- Remscheid-Lüttringhausen
Birgden III, Blume, Buscher Hof, Clarenbach, Clemenshammer (nur teilw. Lüttringhausen), Farrenbracken, Garschagen, Goldenberg, Großhülsberg, Grund, Grüne, Gründerhammer, Grünenplatz, Halbach, Hermannsmühle, Heusiepen, Klausen, Kranenholl, Langenhaus, Leyermühle, Linde (nur teilw. Lüttringhausen), Neuland, Nüdelshalbach, Oelingrath, Spelsberg, Spelsberger Hammer, Stollen, Stursberg, Tackermühle, Westen und Wüste.
- Remscheid-Lennep
Auf der Hardt, Bergisch Born, Birgden II, Böhlefeld, Buchholzen, Dörpholz, Dörpmühle, Durchsholz, Endringhausen, Engelsburg, Forsten, Grenzwall, Hackenberg, Hasenberg, Henkelshof, Kräwinklerbrücke, Leverkusen, Lüdorf und Trecknase.

Zum Teil wurden die Namen der Wohnplätze auch für die Bezeichnung der Stadtteile gewählt, in denen sie liegen.

### Naturräume
Die Liste der Naturschutzgebiete in Remscheid enthält 23 Naturschutzgebiete von insgesamt 715,49 ha. Das entspricht einer Fläche von 9,59 % des Stadtgebiets. Sie befinden sich größtenteils auf dem Gebiet der Fluss- und Bachtäler. Als Landschaftsschutzgebiet sind 4.500 ha ausgewiesen. Das sind über 60 % des Stadtgebiets.

#### Flora
Eine Reihe von Pflanzen, die im Bergischen Land eher als rar bezeichnet werden, findet sich in den Natur- und Landschaftsschutzgebieten der Großstadt. Die meisten von ihnen stehen unter Naturschutz. Sie alle sind im Original an ihrem jeweiligen Standort aufgenommen:
- Regensburger Zwergginster im Bereich der Hofschaft Westen
- Lungen-Enzian im Naturschutzgebiet Lennep
- Gefingerter Lerchensporn im Leyerbachtal
- Fichten- oder Buchenspargel Monotropa hypopitys subsp. hypophegea im Naturschutzgebiet Diepmannsbachtal nahe Goldenberg
- Aronstab im Stadtwald Lüttringhausen
- Teichkanne oder Seekanne im Stadtwald Lüttringhausen

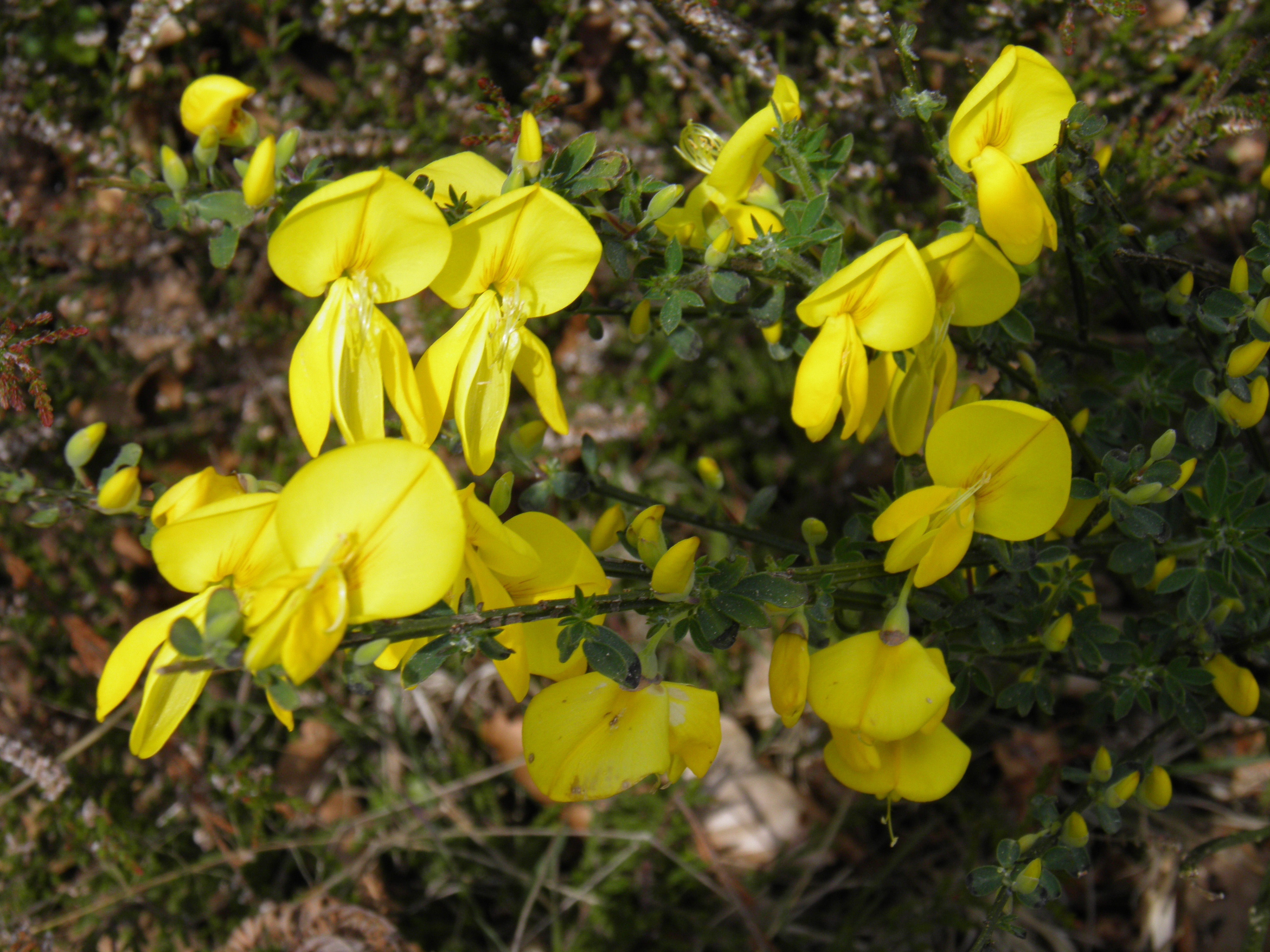
Regensburger Zwergginster
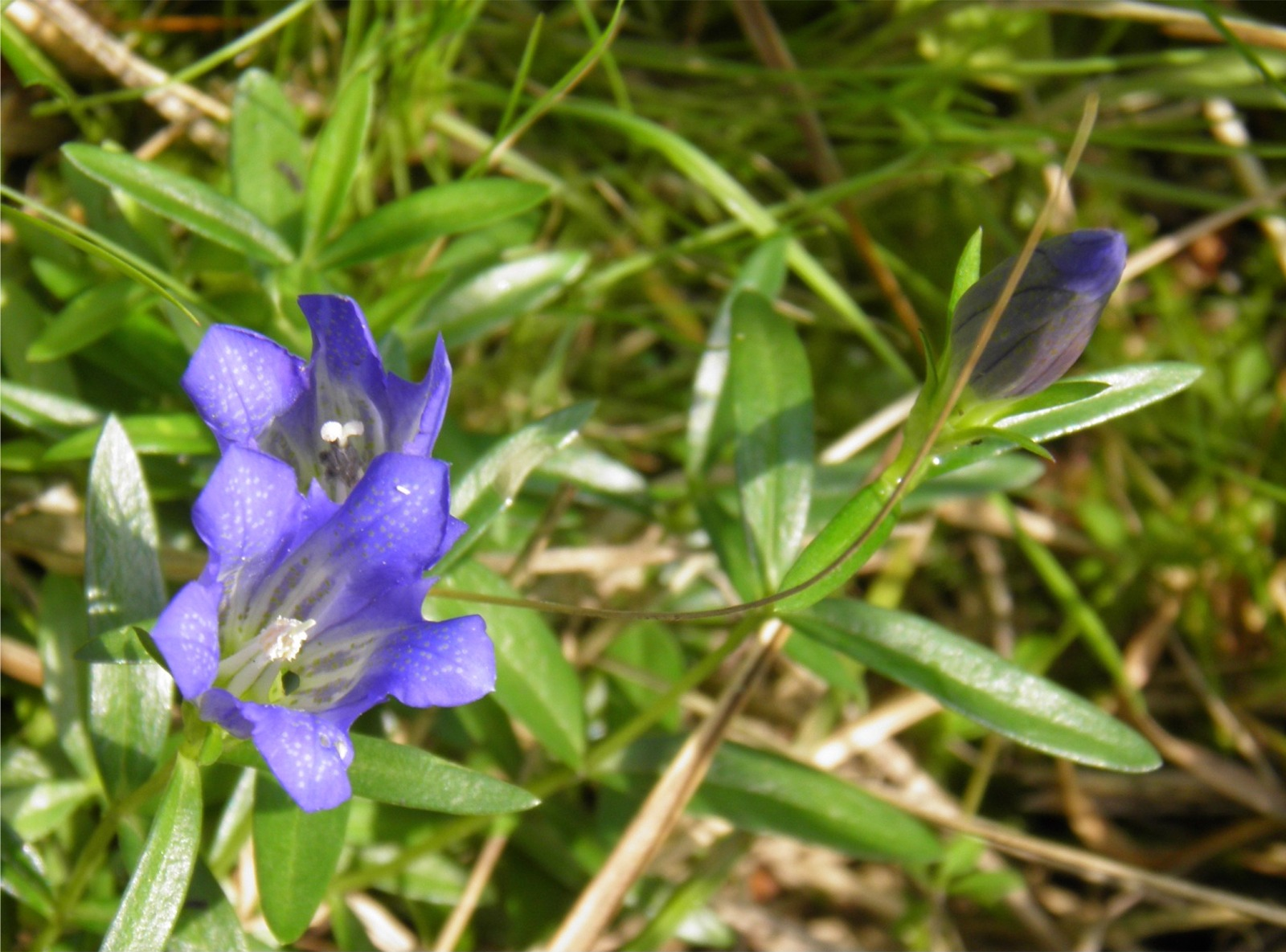
Lungen-Enzian
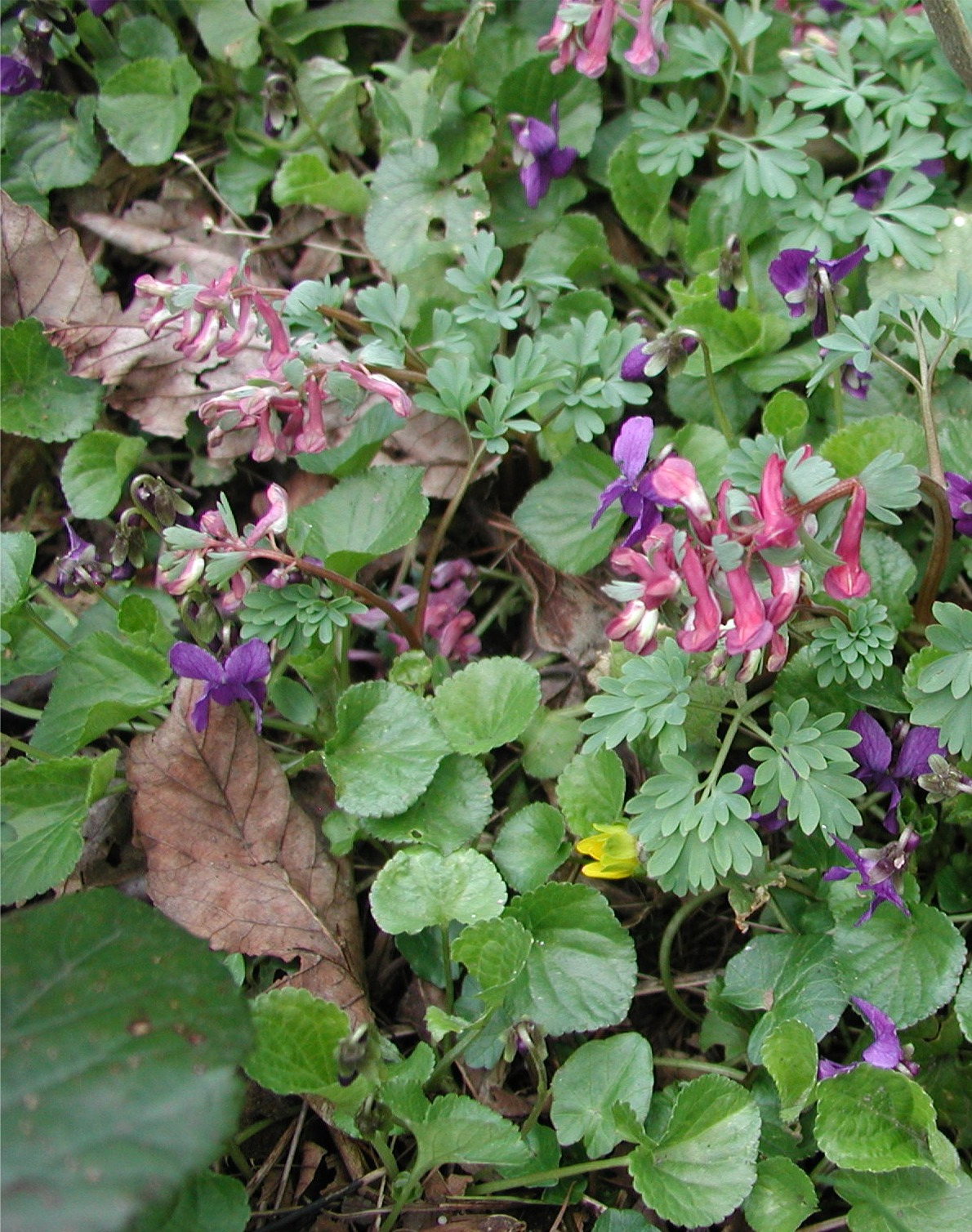
Gefingerter Lerchensporn
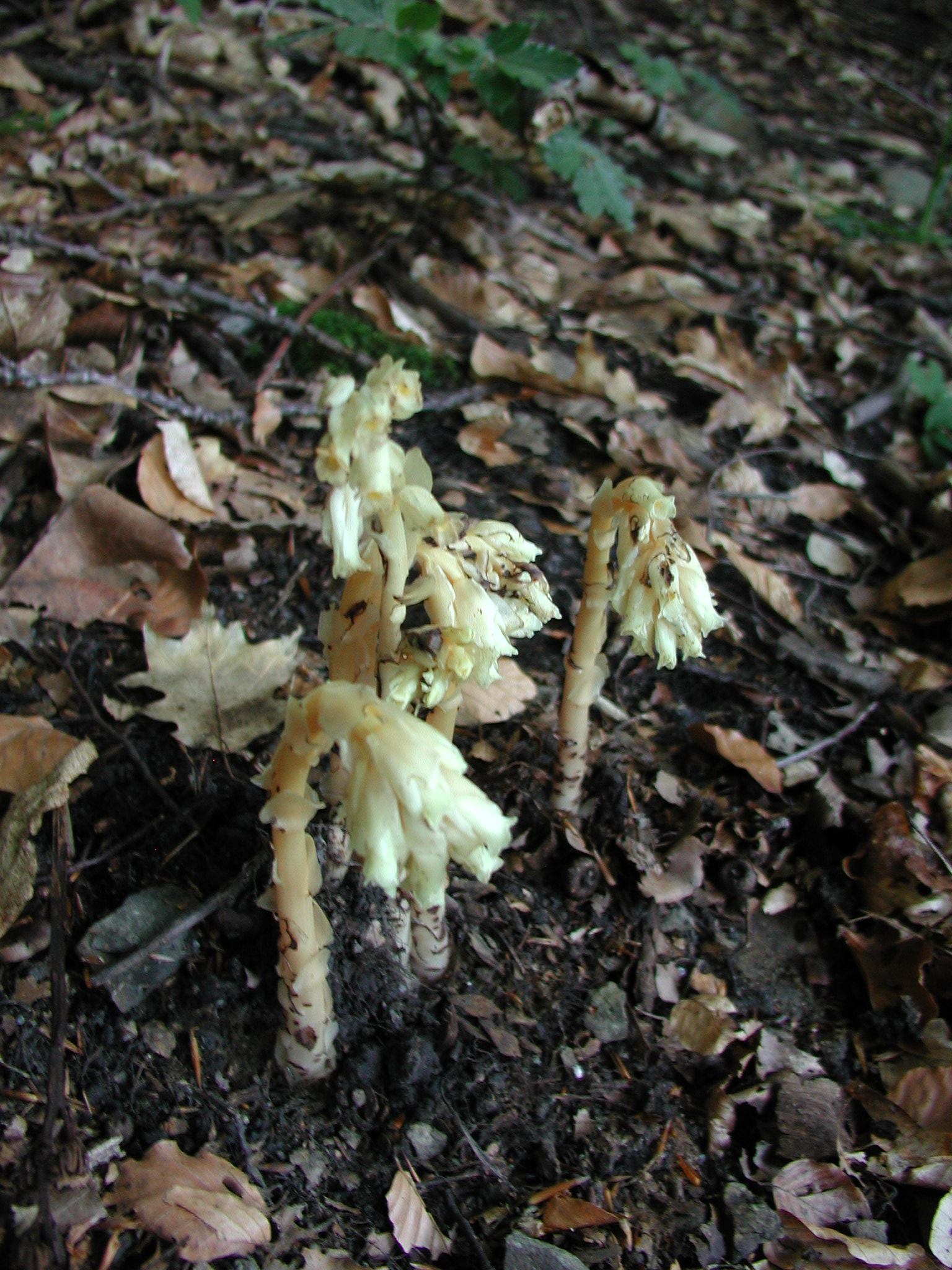
Buchenspargel
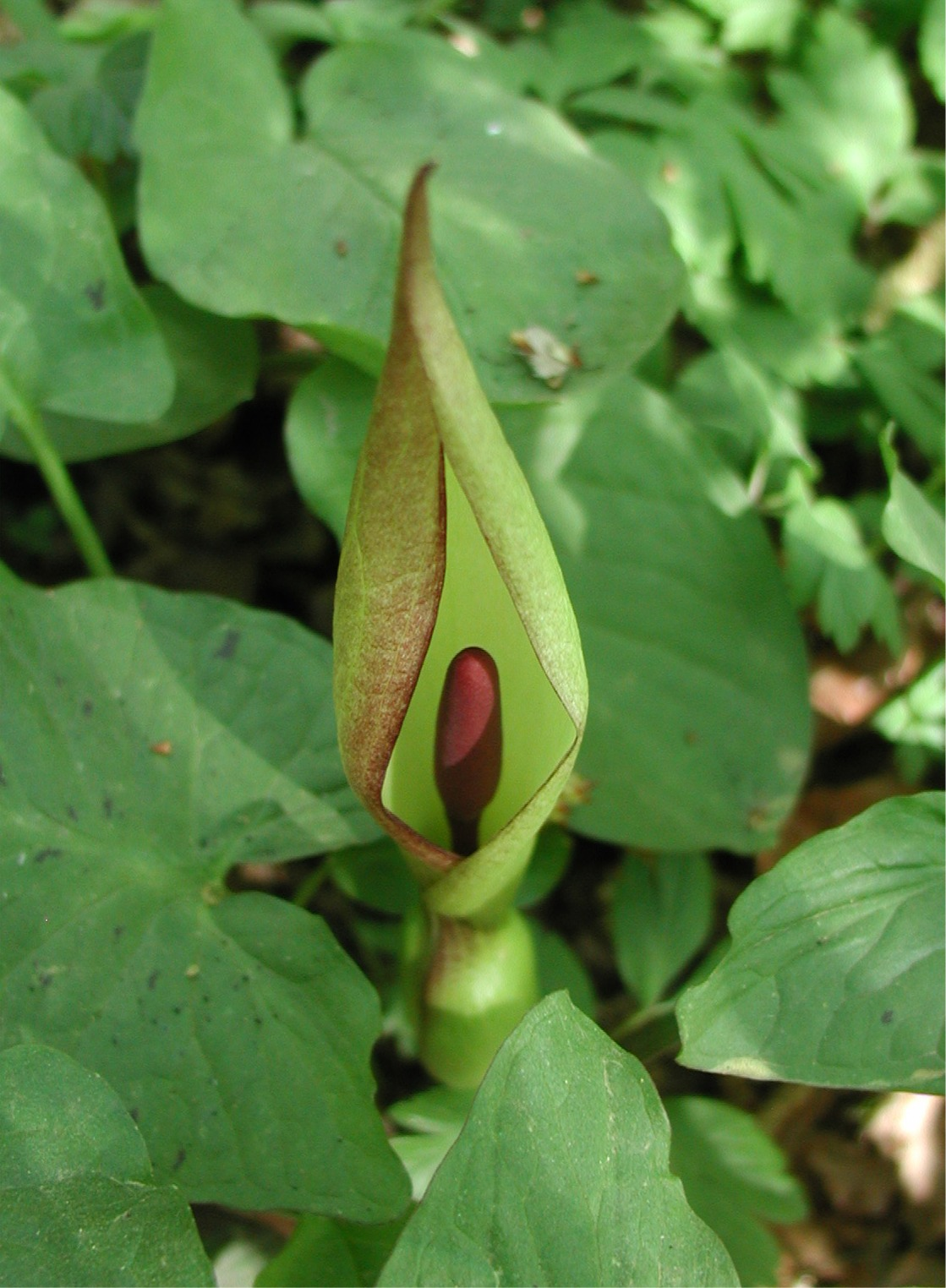
Aronstab
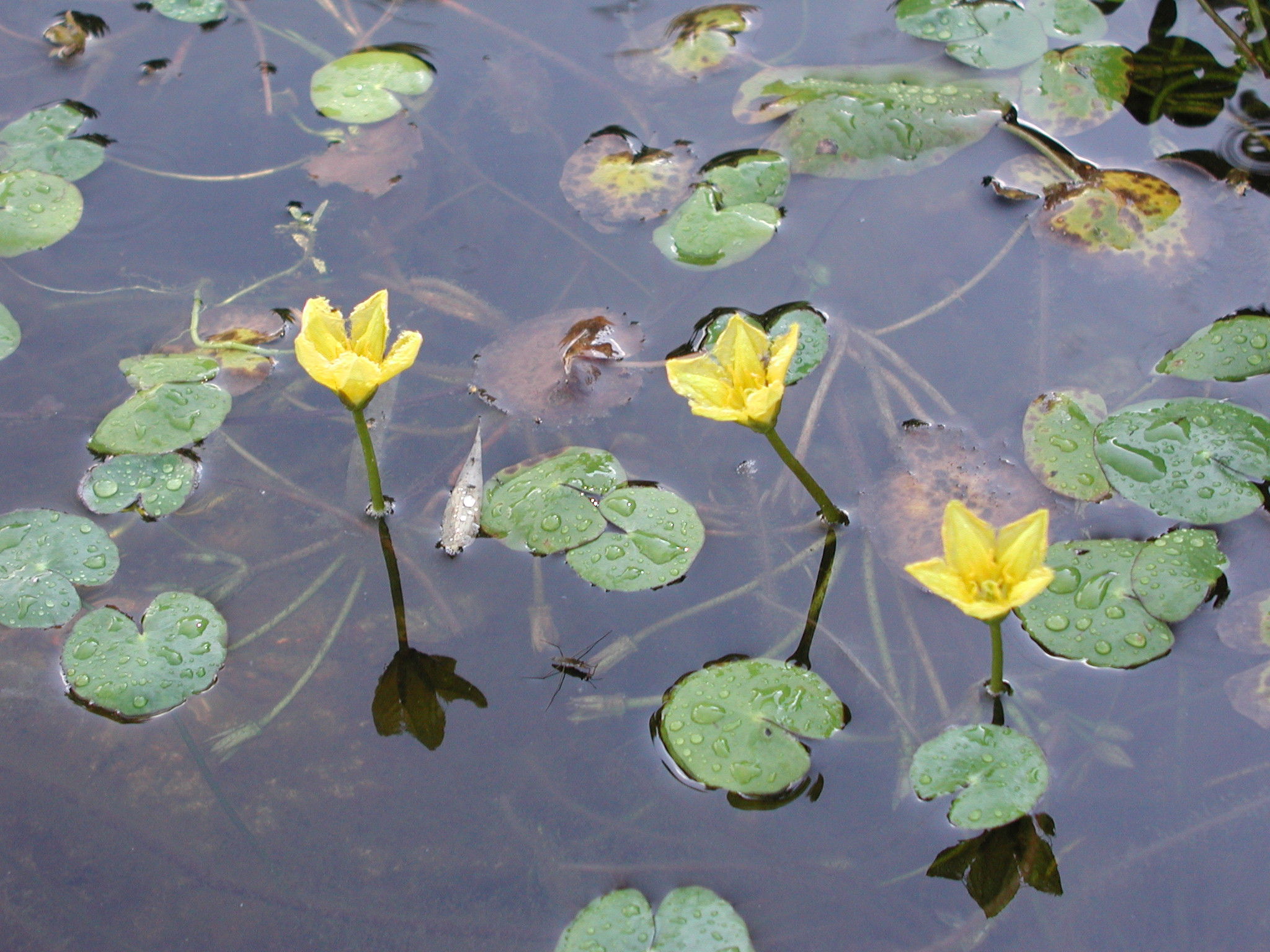
See- oder Teichkanne

- Siebenstern bei Oberfeldbach
- Sumpf-Schafgarbe im Naturschutzgebiet nahe der Panzertalsperre
- Wasser-Hahnenfuß im Hinsbergs Park nahe Grüne
- Heidenelke im Bereich Goldenberg
- Breitblättrige Stendelwurz – Orchidee – nahe Heintjeshammer im Eschbachtal
- Teufelsabbiss im Lenneper Naturschutzgebiet nahe der Panzertalsperre

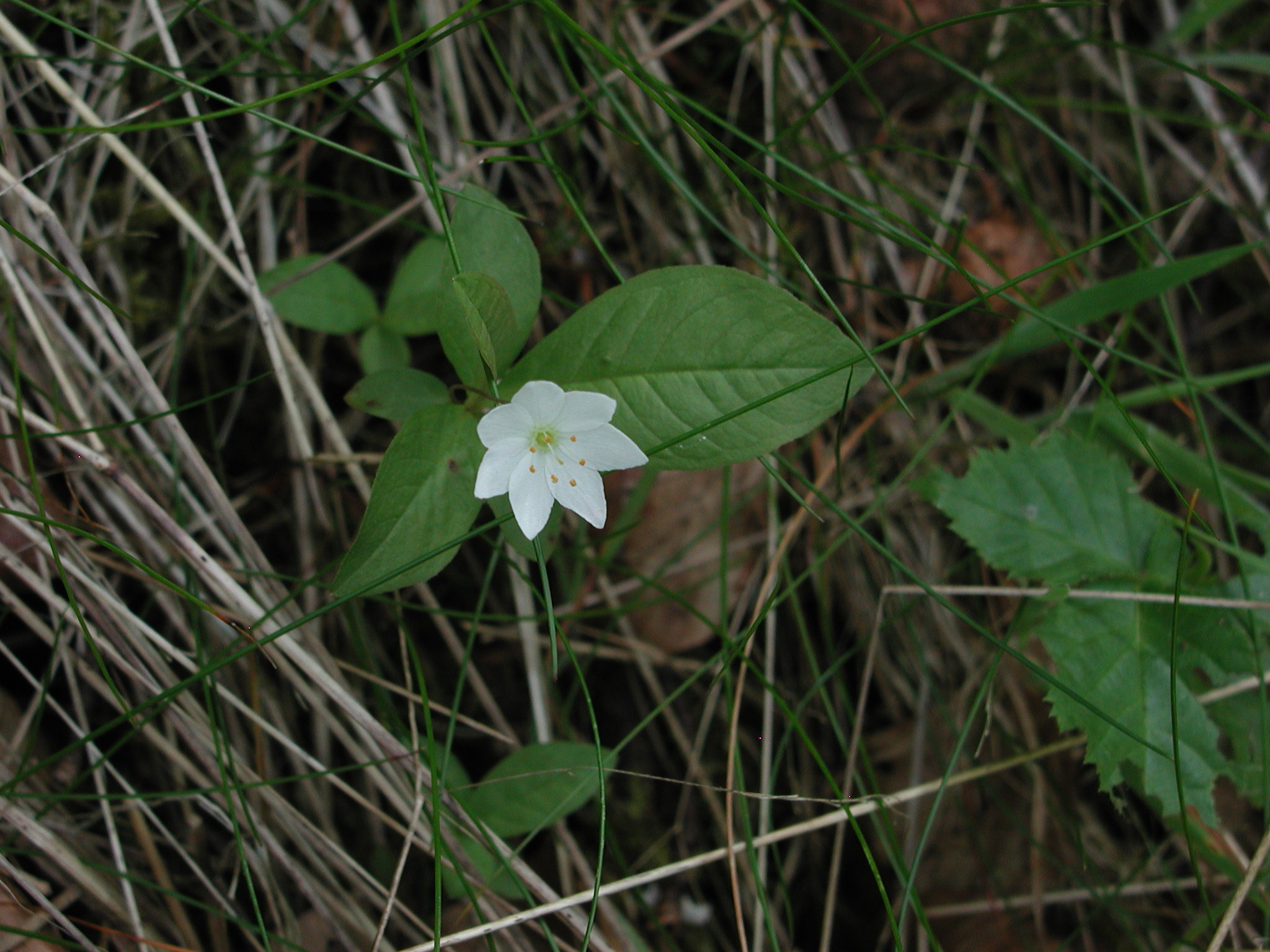
Siebenstern
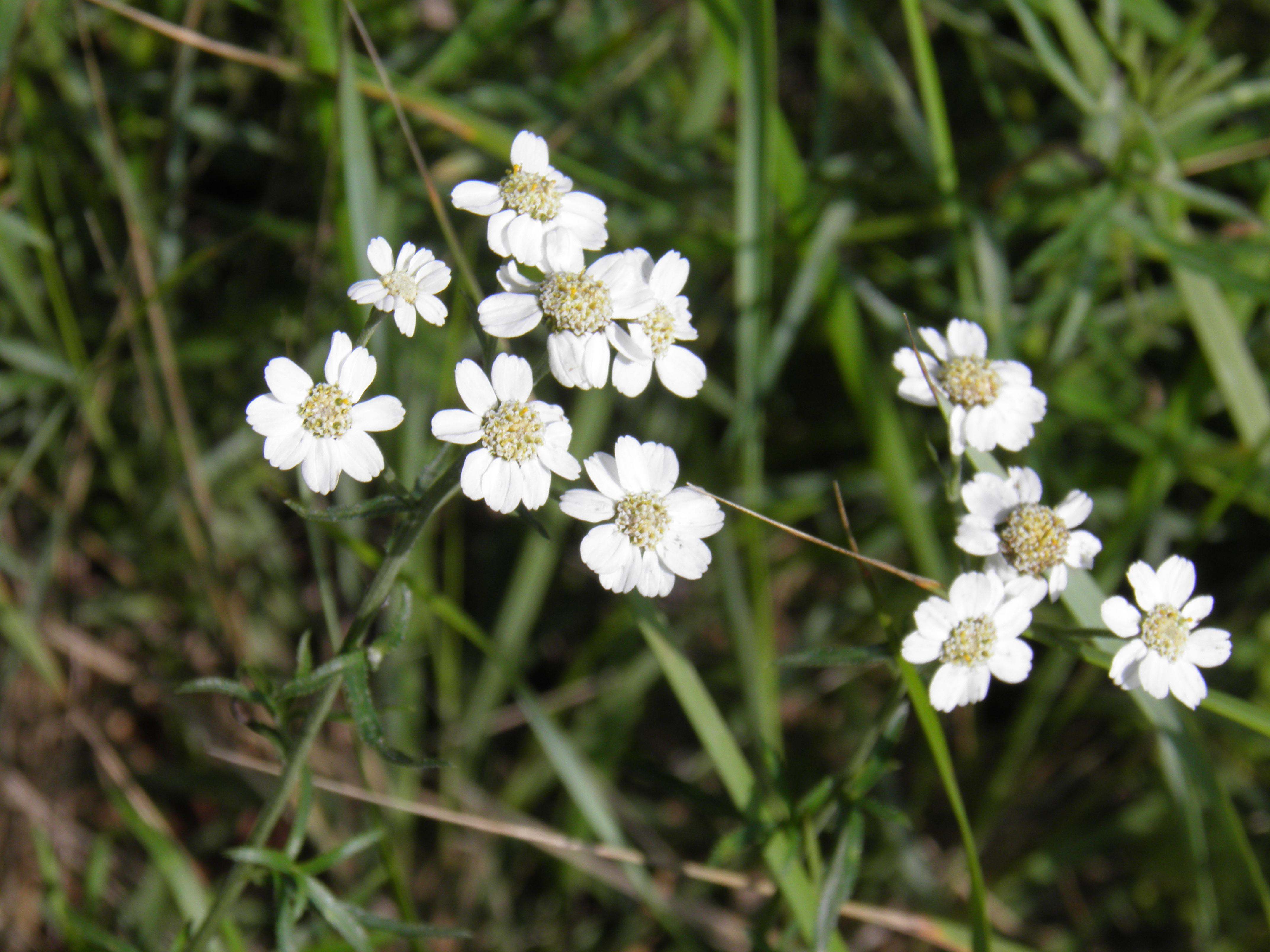
Sumpf-Schafgarbe
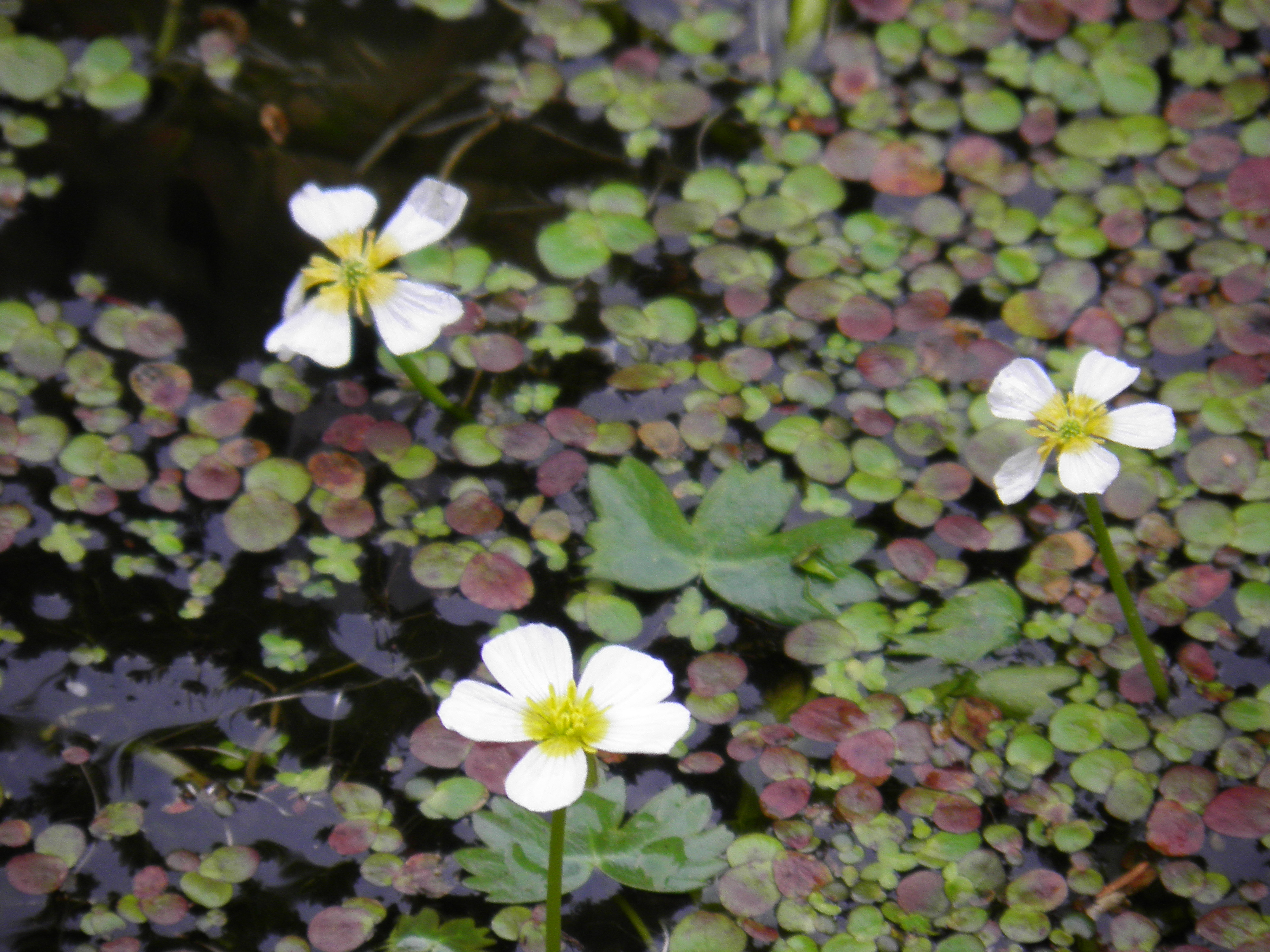
Wasserhahnenfuß
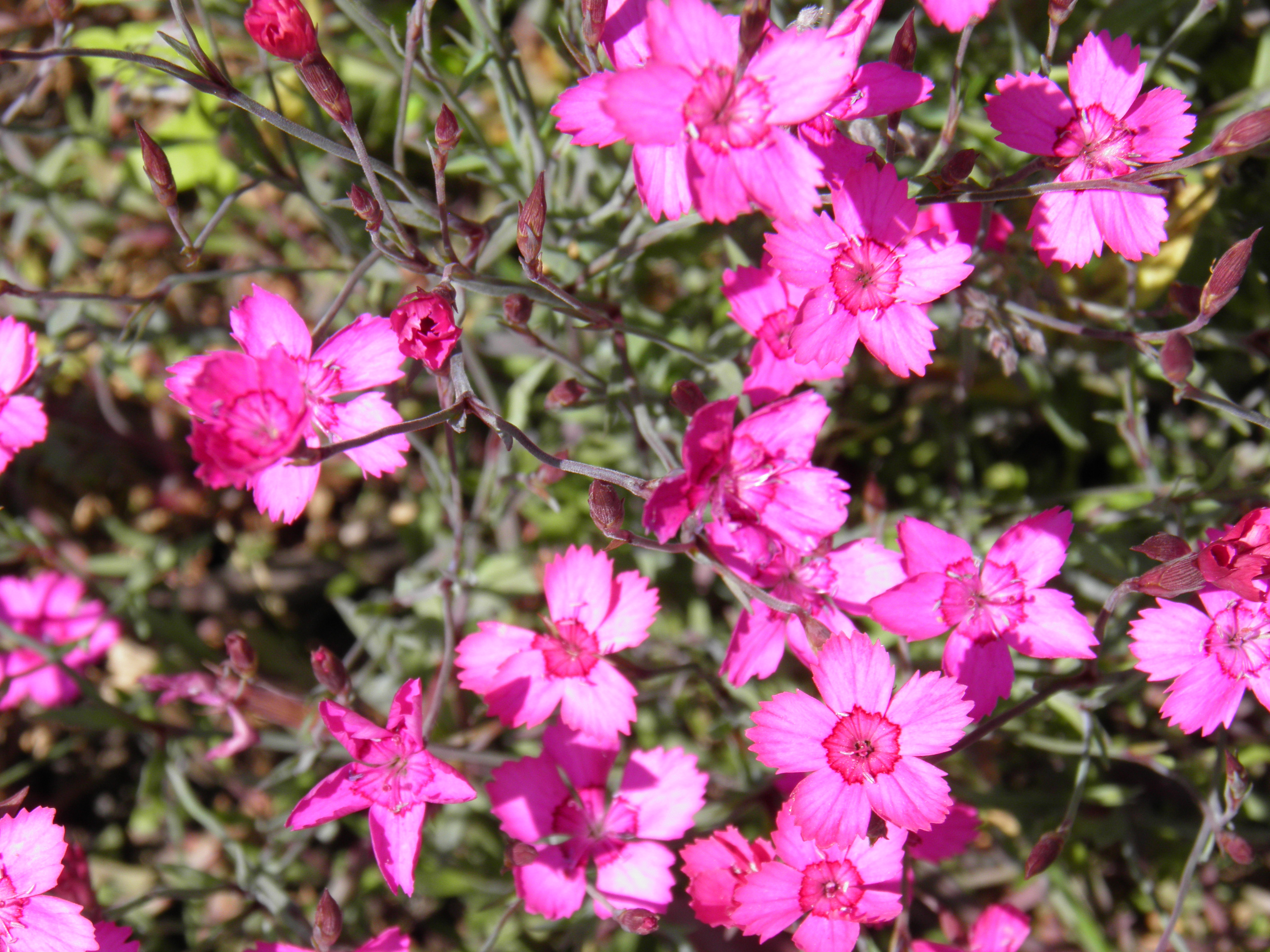
Heidenelke
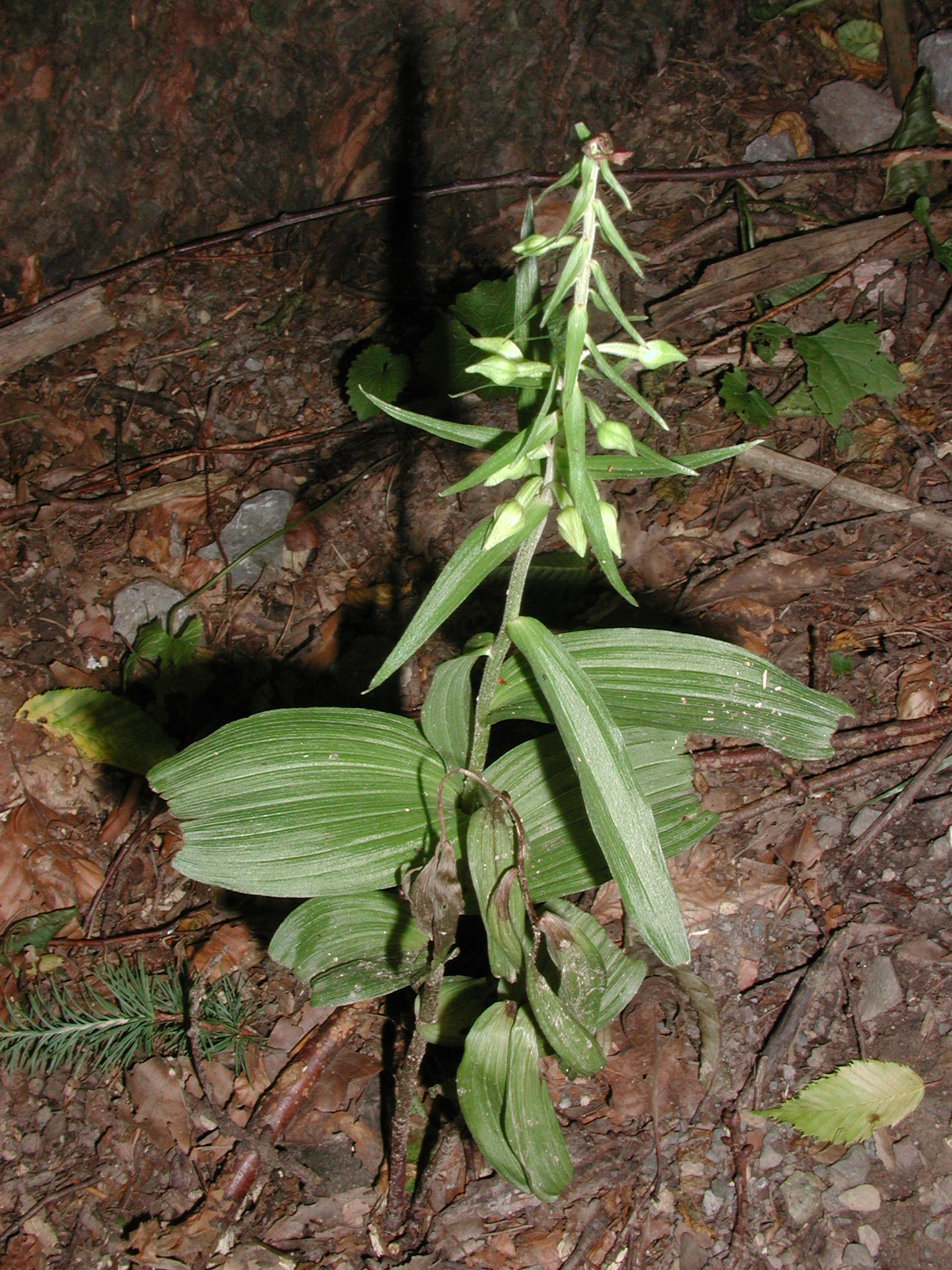
Stendelwurz
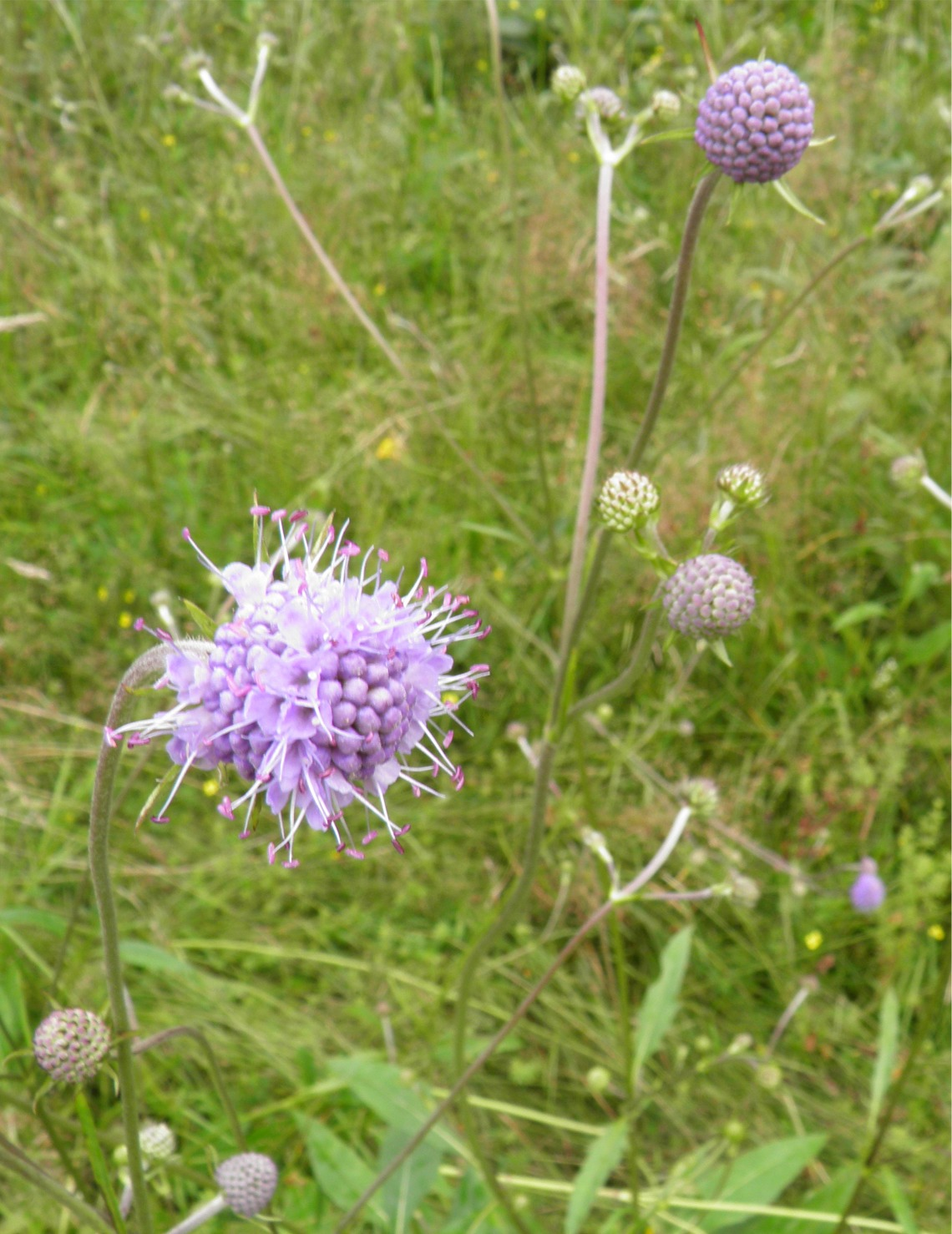
Teufelsabbiss

- Wegwarte bei Westen
- Zittergras im Eschbachtal
- Sumpfdotterblume im Diepmannsbachtal

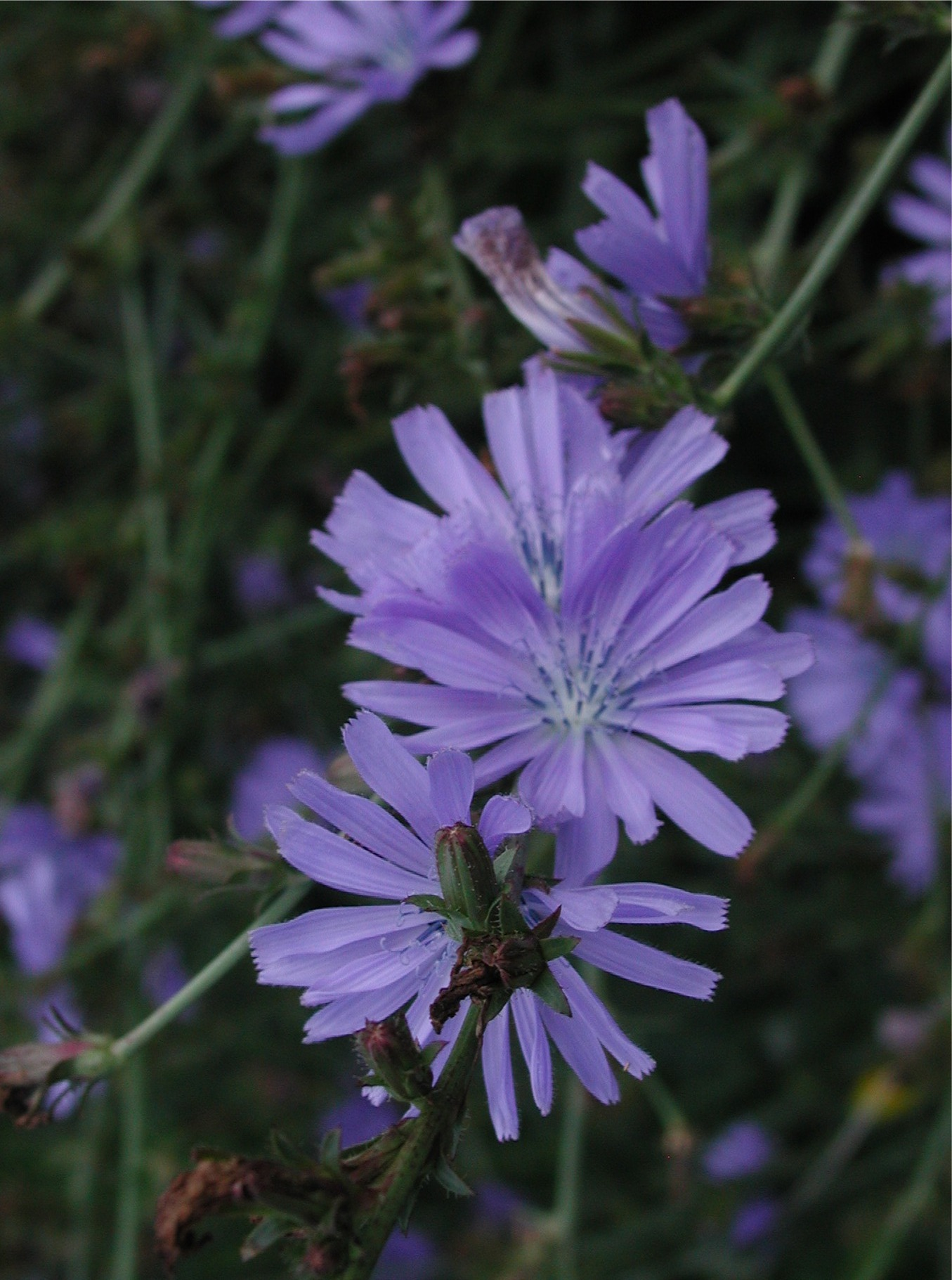
Wegwarte
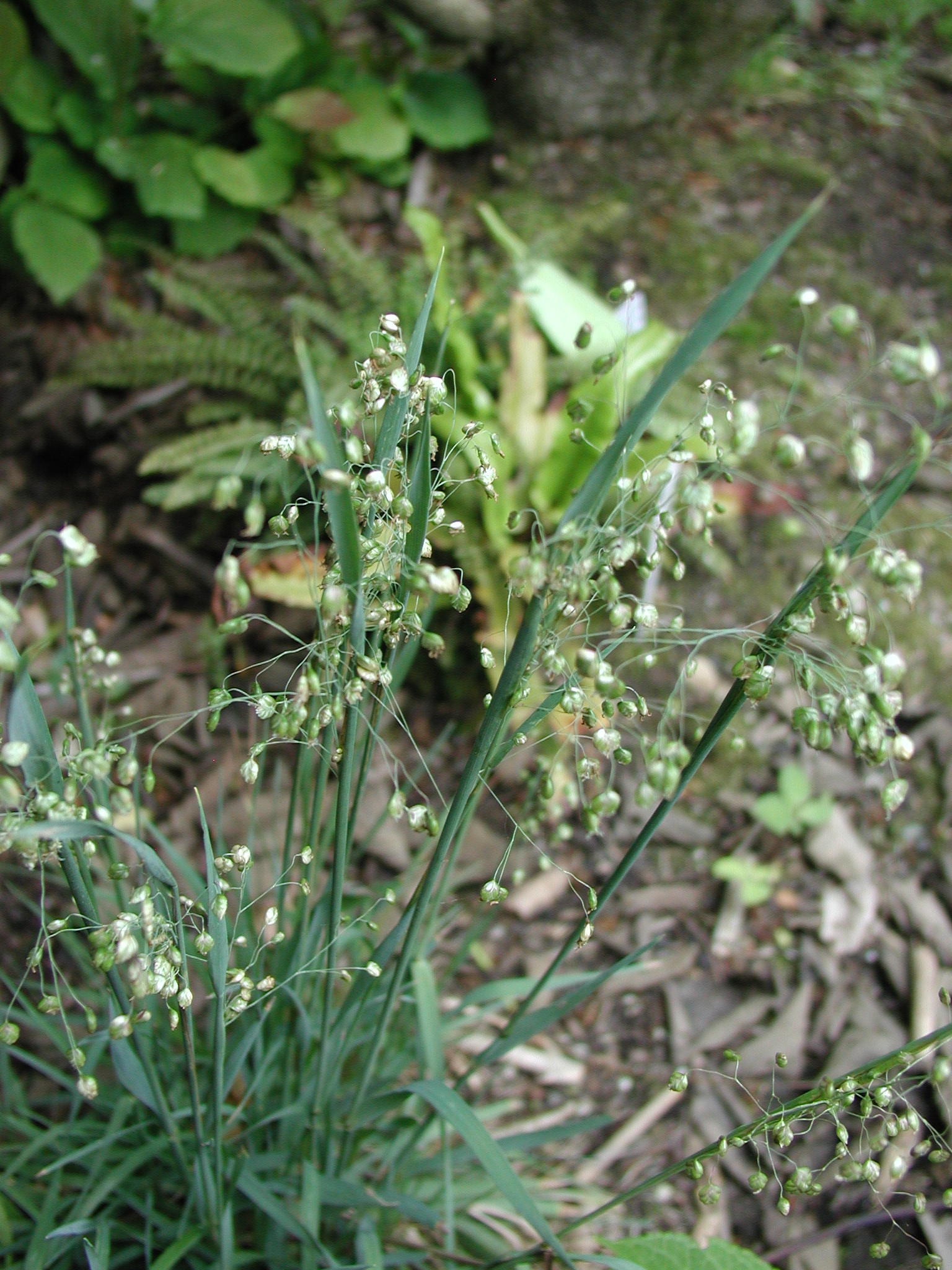
Zittergras
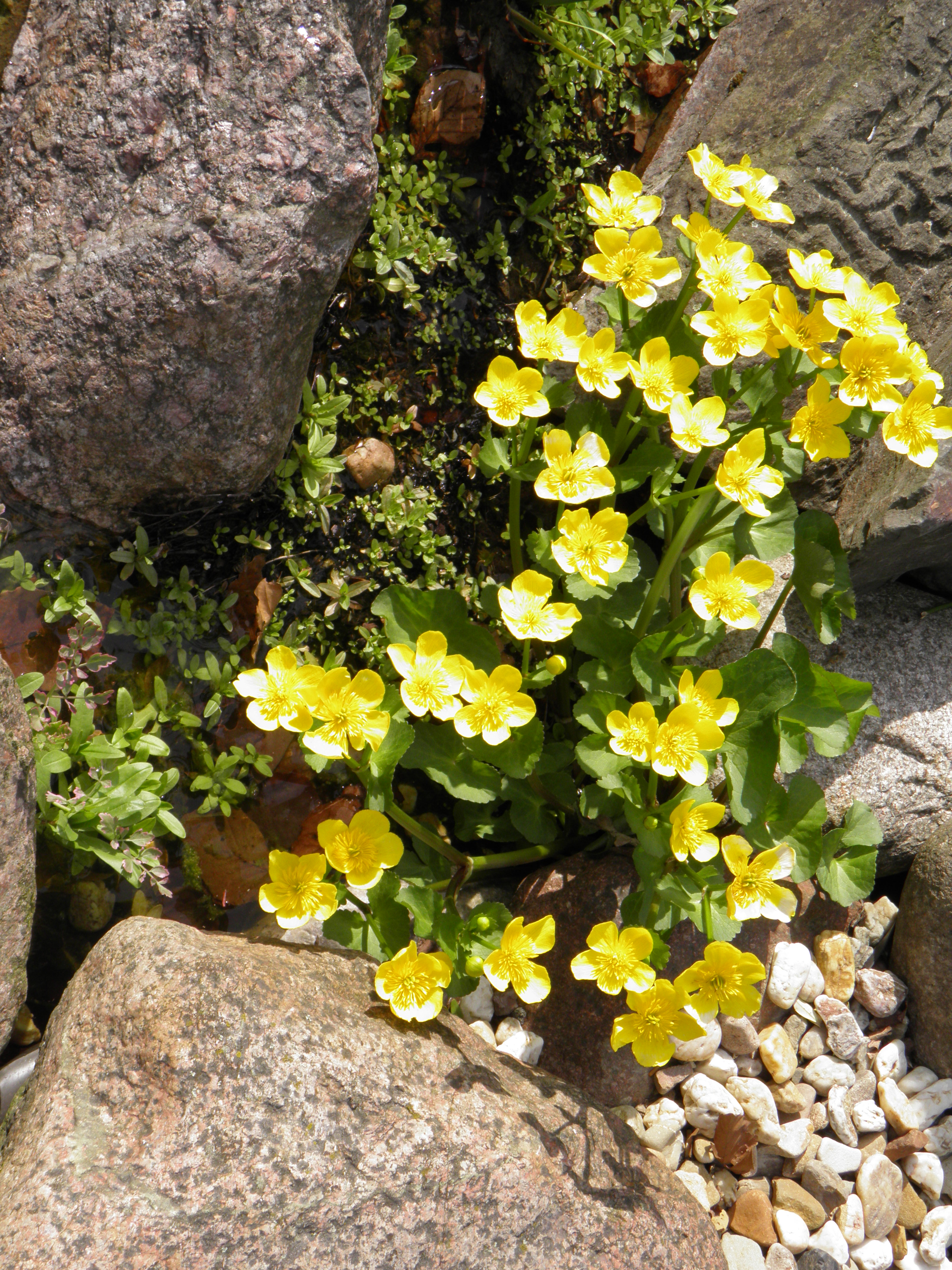
Sumpfdotterblume

#### Parkanlagen
- Der Stadtpark, ehemals „Bürgerpark“ genannt, befindet sich in der Innenstadt von Remscheid. In ihm liegen eine Konzertmuschel und der im Jahre 2006 eröffnete „Garten der Sinne“,[4] der nach Vandalismuszerstörungen seit 2010 aus finanziellen Gründen nur noch in vereinfachter Form betrieben werden kann.[5] Direkt angrenzend zum Stadtpark liegen der Schützenplatz (mit einer Volkssternwarte, im ehemaligen Bismarckturm) und
- der Edelhoffpark.
- Bökerspark (nahe dem Stadtzentrum; zwischen der Stadtkirche und dem Friedrich-Ebert-Platz) .
- Der Honsbergpark liegt an der Elberfelder Straße/Ecke Wilhelmstraße.
- Zwischen Heidhof und Ronsdorfer Straße befindet sich der Sieper Park, der seinen Namen dem nördlich angrenzenden Ortsteil Siepen verdankt.
- Im Stadtbezirk Lennep liegt der nach Hermann Hardt benannte Hardtpark. Er ist durch die Wupperstraße geteilt und beheimatet ein historisches Gartenhaus sowie einen kleinen Rosengarten, direkt an der ehemaligen Stadtmauer von Lennep gelegen.
- Stadtgarten mit dem Prof.-Hermann-Platz (an Röntgen- und Teichstraße).

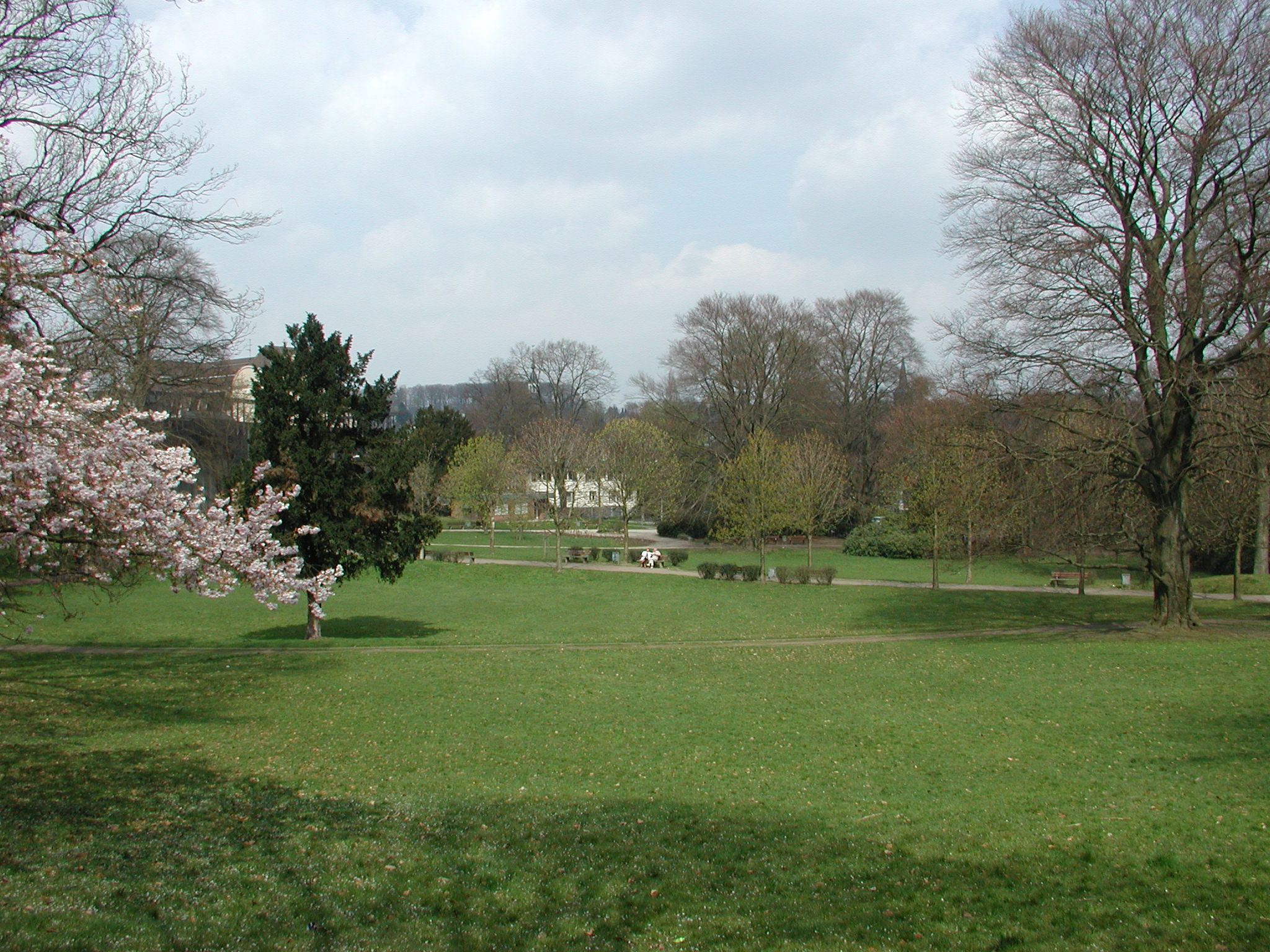
Hardtpark Lennep
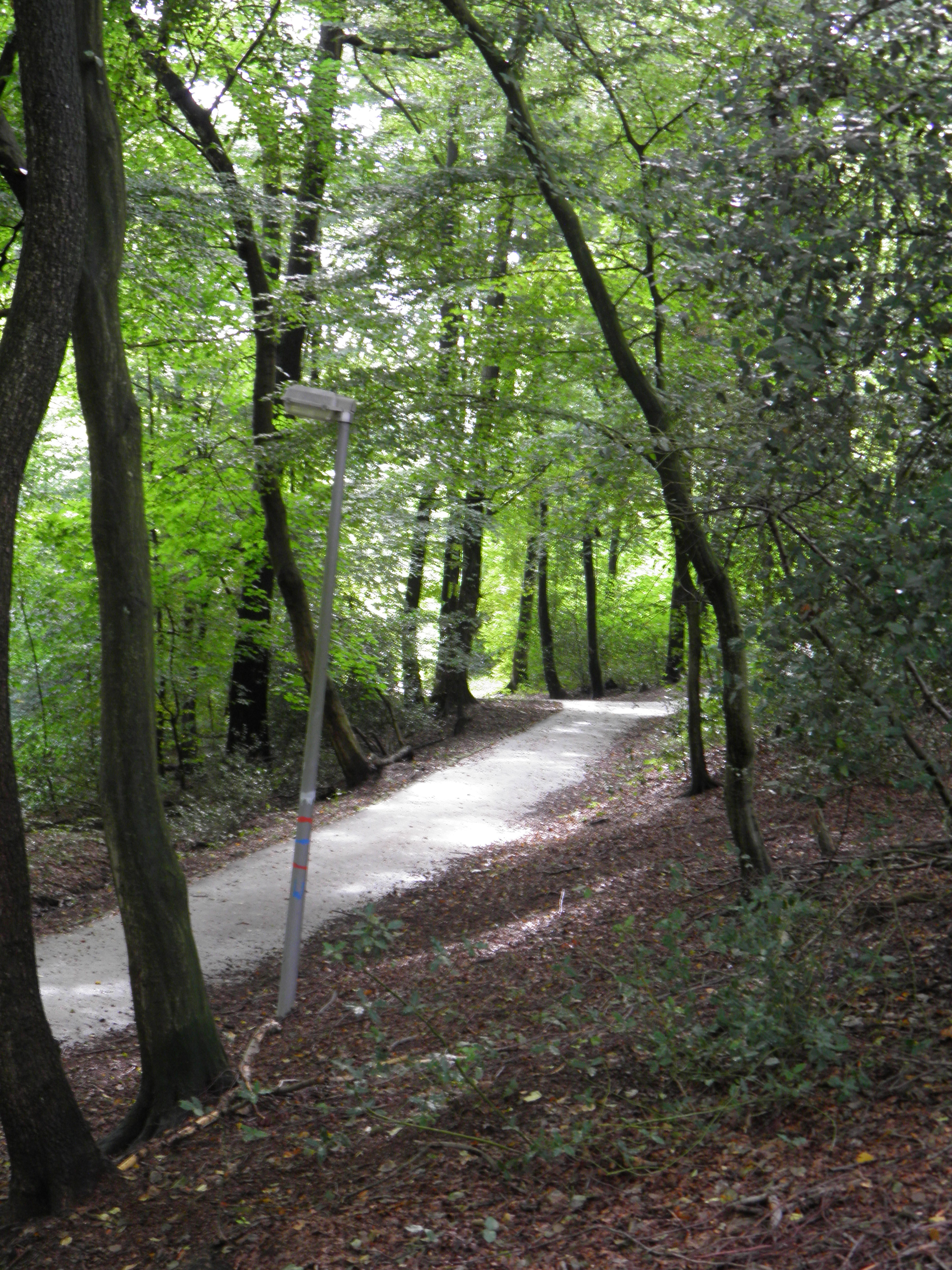
Sieper Park
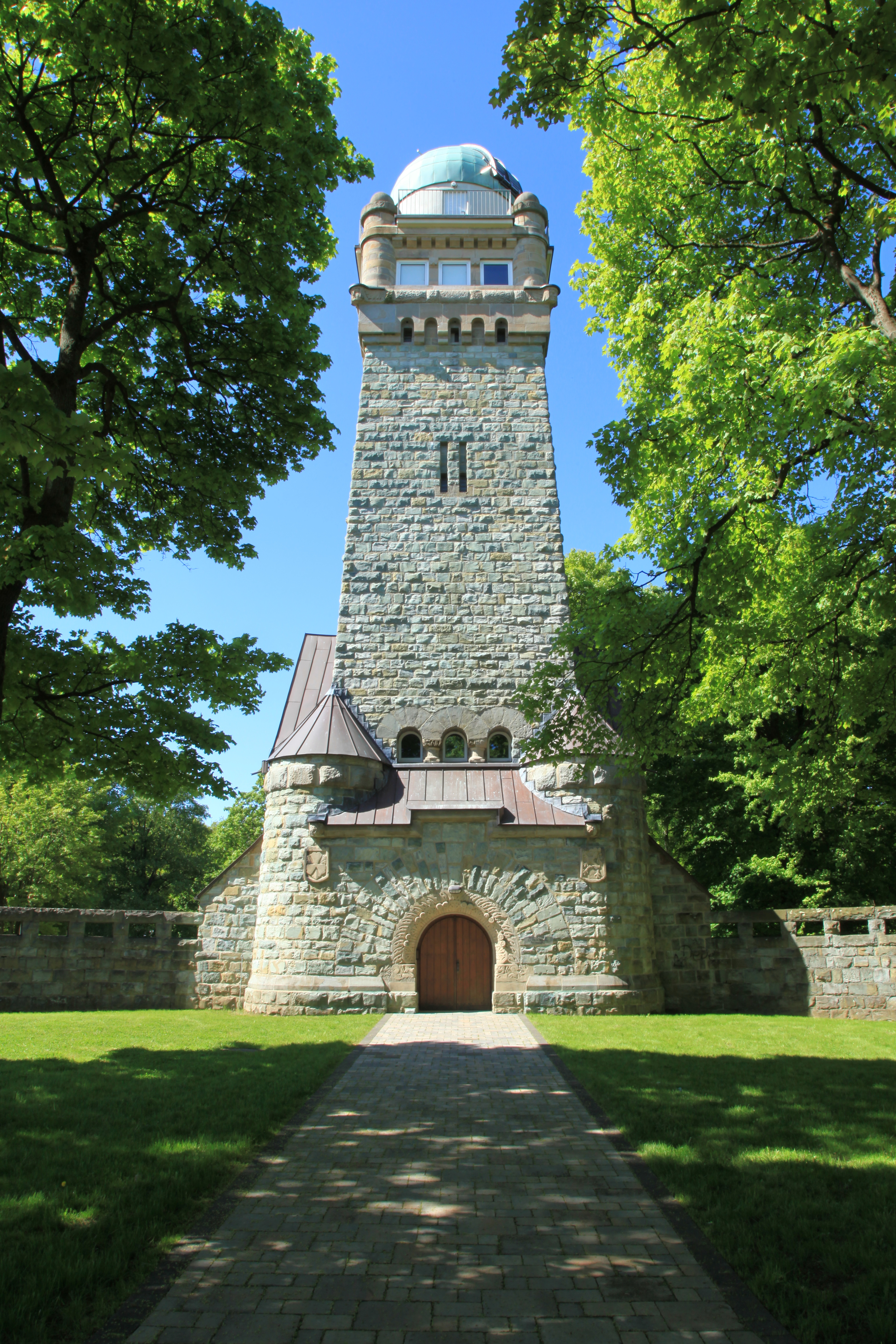
Bismarckturm mit Sternwarte am Stadtpark

## Geschichte
Remscheid stammt vermutlich aus altfränkischer Zeit, wurde im 12. Jahrhundert gegründet und gehörte als Teil des Amtes Bornefeld und des Amtes Beyenburg (Ortsteil Lüttringhausen) zur Grafschaft bzw. zum Herzogtum Berg.
Der Ort wurde 1173/89 zum ersten Mal schriftlich als Remscheit erwähnt. Weitere Nennungen folgen 1217 Remissgeid, 1251 Remscheid, 1308 Renscheit, 1312 Rymschyt, um 1350 Rembscheidt, 1351 Rymscheid, 1400 Reymsceit, 1402 Reymschei, 1405 und 1407 Rympscheit, 1413 Remscheyt, 1441 Remscheit und Remschett, 1487 Reymscheyd und 1639 Rembscheid. Ursprünglich war von einem „Hohen Wald“ zwischen Eschbach und Morsbach die Rede. Die Endsilbe „scheid“ bezeichnet einen Höhenkamm oder eine Wasserscheide.
Zur Zeit der napoleonischen Herrschaft gehörte die Siedlung ab 1806 zum Kanton Ronsdorf im Arrondissement Elberfeld des Großherzogtums Kleve und Berg und erhielt als Kommune ersten Grades mit 6135 Einwohnern erst 1808 das Stadtrecht, als das wirtschaftliche Wachstum der gesamten Rhein-Ruhr-Region zu einem Bevölkerungszuwachs in Remscheid führte. Maschinenbau und die Werkzeugproduktion sind bis heute die Hauptindustriezweige der Stadt. Nach dem Übergang an Preußen 1815 kam die junge Stadt Remscheid zum Landkreis Lennep und bildete eine eigene Bürgermeisterei. Die Kreisstadt Lennep hingegen hatte schon 1230 das Stadtrecht erhalten und wurde zur gleichen Zeit befestigt. In den folgenden Jahrhunderten entwickelte sich Lennep zu einer bedeutenden Handelsstadt, trat sogar der Hanse bei und erlangte damit höhere Bedeutung als das benachbarte Remscheid. Nach dem Übergang an Preußen 1815 wurde Lennep Sitz des gleichnamigen Landkreises.

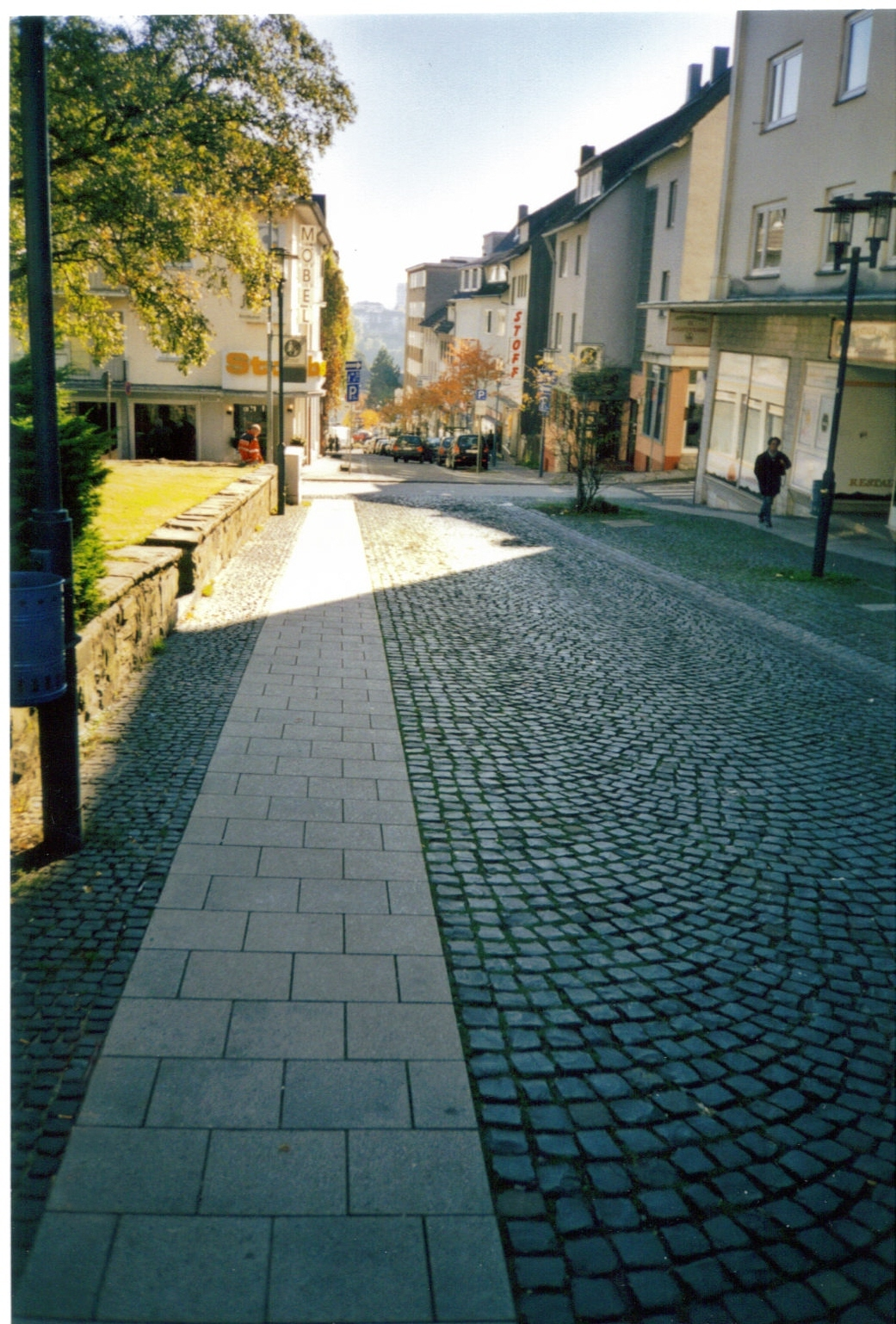
Steilabschnitt der ehemaligen Straßenbahnlinie nahe der Stadtkirche in der Alten Bismarckstraße

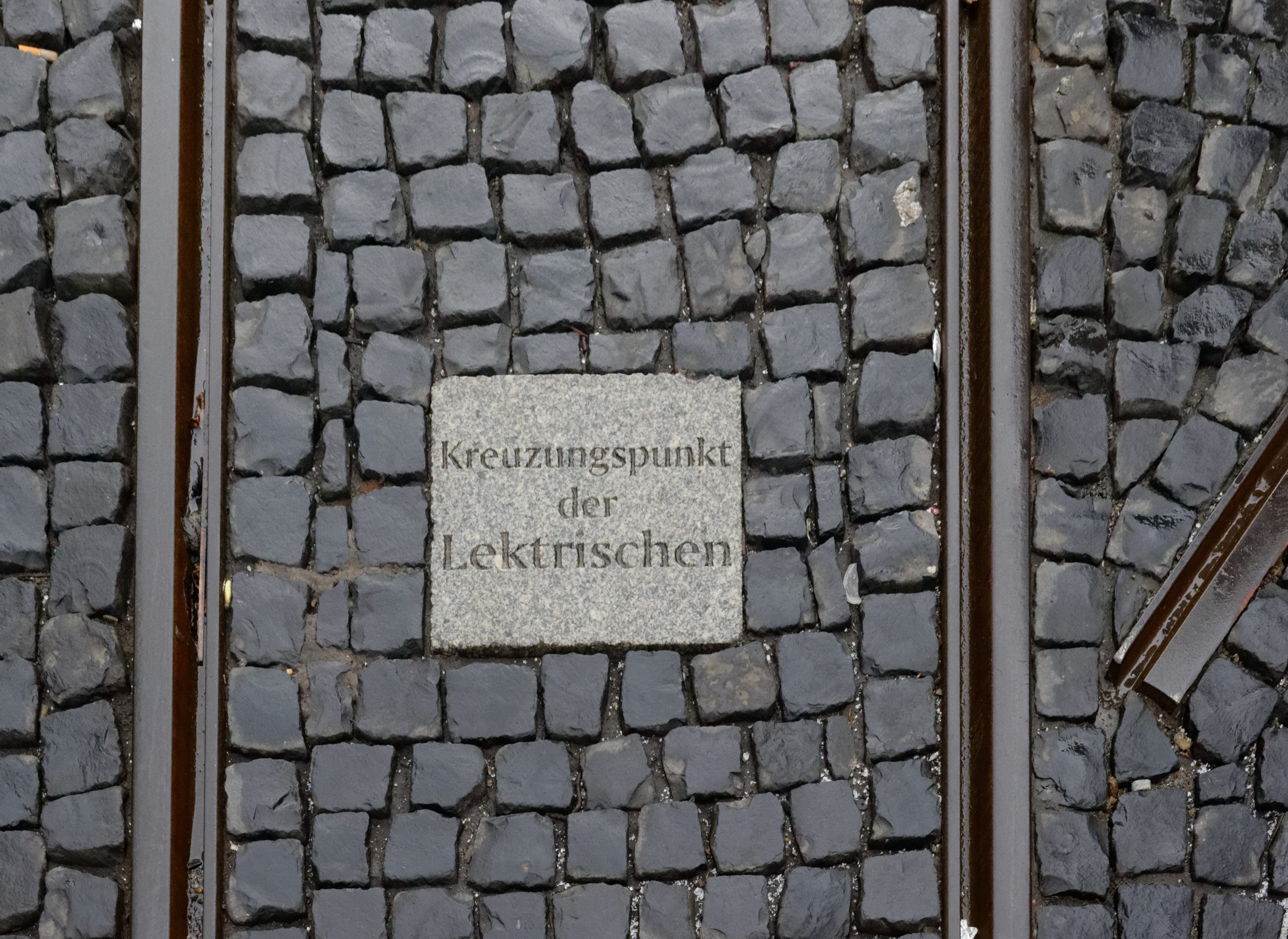
Gedenkstein am Marktplatz der ehemaligen Straßenbahnlinie

Die Industrialisierung verschaffte Remscheid einen entscheidenden Entwicklungsschub, so dass die Stadt bald ihre ältere Nachbarstadt Lennep überflügelte. Am 1. Januar 1888 schied sie aus dem Kreis Lennep aus und wurde eine kreisfreie Stadt. 1893 erhielt Remscheid eine Straßenbahn, die ab 1930 bis nach Wermelskirchen und nach Burg an der Wupper führte. Lennep verlor immer mehr an Bedeutung.
Infolge des Kapp-Putsches in Berlin kam es auch in Remscheid im März 1920 zu bewaffneten Auseinandersetzungen zwischen bürgerlichen Freiwilligenverbänden, Freicorps, Reichswehrangehörigen und lokalen bewaffneten Arbeiterverbänden, die durch aus dem Ruhrgebiet nachgerückte Verbände verstärkt worden waren. Für die mehr als 50 Toten der bürgerlichen und für die mehr als 20 Toten der örtlichen kommunistischen Teilnehmer an diesen Kämpfen finden sich Mahnmale in Reinshagen und im Stadtpark. Im Rahmen der Ruhrbesetzung rückten französische Truppen am 6. Februar 1923 in Lennep und am 7. März 1923 in Remscheid ein. Im Laufe weniger Wochen musste das Realgymnasium, das Lyzeum und die Steinberger Schule geschlossen und für Truppen in Garnisonsstärke als Unterkunft zur Verfügung gestellt werden. Die Versorgung der Stadt mit Nahrungs- und Produktionsmitteln sowie der Warenabsatz waren durch die zum unbesetzten Lüttringhausen hin verlaufende Zollgrenze stark behindert, ein Stadtbewohner wurde beim Schmuggeln im September 1923 erschossen. Die Besatzung endete am 22. Oktober 1924 mit dem Abzug der letzten 500 Besatzungssoldaten.
Am 1. August 1929 erfolgte schließlich eine kommunale Neugliederung des gesamten rheinisch-westfälischen Industriegebiets. Infolgedessen wurde die kreisfreie Stadt Remscheid mit den Städten Lennep und Lüttringhausen zu einer neuen kreisfreien Stadt mit dem Namen Remscheid vereinigt. Die neue Kommune überschritt die 100.000-Einwohner-Grenze und wurde damit Großstadt. Aus dem Kreis Lennep wurde der Kreis Solingen-Lennep, der 1931 in Rhein-Wupper-Kreis umbenannt wurde und bis 1975 bestand.
Während der Zeit des Nationalsozialismus wurden über 170 Juden und mehr als 30 politische Widerstandskämpfer aus Remscheid in Konzentrationslager deportiert und umgebracht. Vor allem in dem Quartier um die Martin-Luther-Straße in der Innenstadt lebten viele Remscheider Bürger jüdischen Glaubens.
Im Zweiten Weltkrieg wurde Remscheid in der Nacht vom 30. auf den 31. Juli 1943 durch einen Luftangriff der Royal Air Force stark zerstört. Dabei starben mehr als 1.000 Menschen, etwa 40.000 Einwohner verloren ihre Wohnung, mehr als 6.600 erlitten Verletzungen. Vorher war Lüttringhausen bereits am 30. Mai 1943 angegriffen worden, Lenneps Neustadt wurde am 10. März 1945 zu 80 % zerstört, offiziell wurden 61 Tote gemeldet. Im Verlauf des 14. und 15. April 1945 wurde die Stadt von Lennep und Wermelskirchen aus durch US-amerikanische Truppen besetzt. Im Mai lösten britische Truppen sie ab; sie blieben bis 1952. Der Wiederaufbau der Stadt, der Wohnraumbau auch für mehr als 24.000 zugewanderte Flüchtlinge, und die Beseitigung der Kriegsschäden dauerten bis zum Beginn der 1960er Jahre.
Im Jahr 1958 wurde in Remscheid-Küppelstein die Musische Bildungsstätte Remscheid als erste bundeszentrale Bildungsstätte für Fachkräfte in der kulturellen Jugendbildung gegründet. Im Jahr 1968 wurde das Haus baulich und konzeptionell deutlich erweitert und umbenannt. Als Akademie Remscheid für musische Bildung und Medienerziehung e. V. gilt das Institut als ein bedeutender Ort kultureller Fort- und Weiterbildung.
Im Rahmen der nordrhein-westfälischen Gebietsreform wurde 1975 die Ortschaft Bergisch Born im Südosten der Stadt (damals zu relativ gleichen Teilen zum Stadtbezirk Lennep und den Städten Hückeswagen und Wermelskirchen im Rhein-Wupper-Kreis gehörig) eingegliedert. Der Rhein-Wupper-Kreis wurde aufgelöst. Das Umland Remscheids gehört seither zum Rheinisch-Bergischen-Kreis und zum Oberbergischen Kreis bzw. den kreisfreien Städten Solingen und Wuppertal.
Im Jahr 1986 wurde in der Innenstadt zwischen Alleestraße und Konrad-Adenauer-Straße das Allee-Center eröffnet. Anfangs hatte es eine Verkaufsfläche von 21.000 Quadratmetern mit 65 Geschäften, nach zwei Erweiterungen 1995 und 2008 ist es mit etwa 100 Geschäften das größte Einkaufszentrum des Bergischen Landes.
Remscheid geriet im Jahre 1988 in die Schlagzeilen, als am 8. Dezember ein US-amerikanisches Militärflugzeug vom Typ A-10 Thunderbolt II in der Stockder Straße abstürzte (siehe Flugzeugabsturz in Remscheid).
1998 bewarb sich die Stadt Remscheid mit ihren Nachbarstädten Wuppertal und Solingen für die Regionale 2006, die dann 1999 vom Landeskabinett an das Bergische Städtedreieck vergeben wurde. In Remscheid wurden in diesem Rahmen verschiedene Projekte fertiggestellt, die zur Stadtentwicklung beitrugen, wie zum Beispiel die Werkzeugtrasse oder der Ersatz des Hauptbahnhofs.
Im Dezember 2005 wurden im Stadtgebiet die ersten Stolpersteine durch Gunter Demnig verlegt. Bei diesen 10 cm langen Steinen handelt es sich um kleine Messingplatten im Straßenpflaster, die an die Opfer der Judenvernichtung und der politischen Verfolgung im Nationalsozialismus erinnern.

### Wappen

Historisches großes Stadtwappen
Stadtwappen Remscheid

Das Wappen der Stadt Remscheid wurde auf Anregung des Bürgermeisters Abraham Hering nach einem Gerichtssiegel aus dem Jahr 1566 gestaltet und zeigt geteilt von Silber und Blau oben einen wachsenden, zweigeschwänzten, blaubewehrten und blaubezungten roten Löwen, der nach heraldisch rechts blickt, unten eine silberne Sichel mit braunem Griff. Die Stadtfarben sind blau-weiß. Das Wappen wurde am 18. Februar 1854 durch die Kabinettsorder des Königs Friedrich Wilhelm IV. von Preußen festgelegt und von der neuen Stadt Remscheid auch nach 1929 weiter geführt. Der Löwe ist das Wappentier der Grafen bzw. Herzöge von Berg, zu dem die Stadt bis zum Übergang an Preußen gehörte. Die Sichel steht für die bedeutende Eisenindustrie der Stadt, die schon im Mittelalter dort ansässig war.
Das große Stadtwappen wird von zwei Schildhaltern, beides Schmiede, heraldisch links ein Lehrling mit einer Zange, heraldisch rechts ein Meister mit einem Hammer gehalten. Gekrönt wird das große Stadtwappen von einer Mauerkrone, aus der der preußische Adler wächst.
Bis Dezember 2007 zierte das große Stadtwappen zeitweilig das Amtsblatt der Stadt Remscheid, bis es von einer „moderneren“ Variante abgelöst wurde.

### Eingemeindungen
Die Stadt Remscheid entstand im Laufe der Geschichte aus einer Vielzahl von Wohnplätzen, die teilweise sehr verstreut im Bergischen Land lagen. 1871 wurden die Siedlungen Großhausen, Neuhausen und Wüstberghausen sowie Struck, Neuenhof und vier Einzelhäuser eingegliedert. Um das Jahr 1880 umfasste das Stadtgebiet Remscheids etwa 80 Wohnplätze. 1893 wurden Neuenkamp und das zur Gemeinde Lennep gehörige Hohenhagen eingegliedert. Bereits am 1. Januar 1888 war Remscheid aus dem Kreis Lennep ausgeschieden und eine kreisfreie Stadt geworden. Auch die ältere Kreis- und Nachbarstadt Lennep bestand um das Jahr 1870 aus über 100 Wohnplätzen. 1906 wurden die Orte Rotzkotten und Fünfzehnhöfe eingegliedert. Die alte Siedlung Lüttringhausen, die schon sehr früh als Freidorf bezeichnet wurde, doch erst 1856 die Bezeichnung „Stadt“ erhielt und zu der seit 1808 auch die Freiheit Beyenburg gehörte, hatte ebenfalls über 100 Wohnplätze.
Auf Grund des „Gesetzes über die kommunale Neugliederung des rheinisch-westfälischen Industriegebietes“, das am 1. August 1929 in Kraft trat, wurden die drei Städte Remscheid, Lennep und Lüttringhausen (ohne Beyenburg, das zu Barmen-Elberfeld bzw. Wuppertal kam) zu einer (neuen) kreisfreien Stadt mit dem Namen Remscheid vereinigt. Schließlich erfolgte am 1. Januar 1975 im Rahmen des Düsseldorf-Gesetzes (§ 21) die Eingliederung des Ortsteils Bergisch Born, der bis dahin teilweise zur Stadt Hückeswagen (Hauptteil) und zur Stadt Wermelskirchen im Rhein-Wupper-Kreis gehörte.

### Einwohnerentwicklung

Einwohnerentwicklung von Remscheid von 1808 bis 2018 nach nebenstehender Tabelle

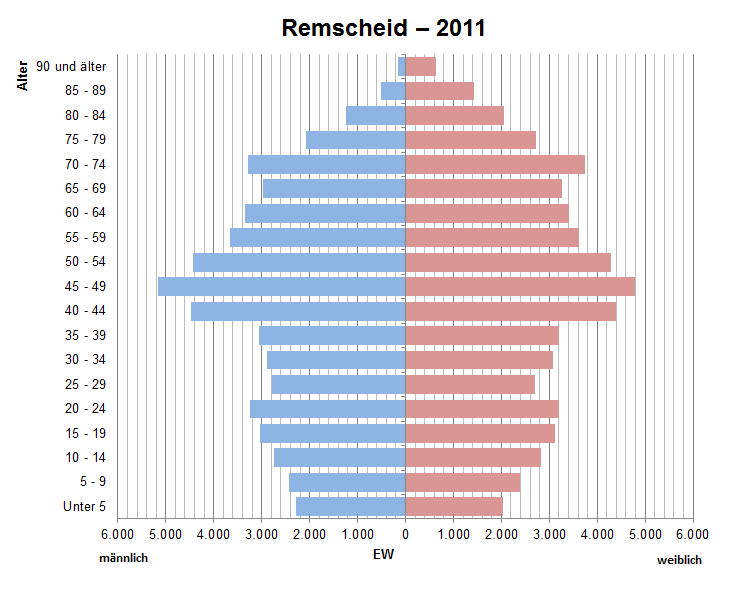
Bevölkerungspyramide für Remscheid (Datenquelle: Zensus 2011.)

1875 hatte Remscheid 25.000 Einwohner, bis 1897 verdoppelte sich diese Zahl auf 50.000. Nach der Eingemeindung von Lennep (1736 Hektar, 14.463 Einwohner 1929), Lüttringhausen (1444 Hektar, 9.277 Einwohner; ohne Beyenburg), einem Teil von Ronsdorf (76 Hektar, 0 Einwohner), einem Teil von Cronenberg (22 Hektar, 104 Einwohner) und einem Teil von Wermelskirchen (14 Hektar, 0 Einwohner) am 1. August 1929, überschritt die Einwohnerzahl der Stadt Remscheid die Grenze von 100.000, wodurch sie zur Großstadt wurde.
1971 erreichte die Bevölkerungszahl mit 136.699 ihren historischen Höchststand. Ende Dezember 2014 lebten in Remscheid nach Fortschreibung des Landesamtes für Datenverarbeitung und Statistik Nordrhein-Westfalen 109.009 Menschen mit Hauptwohnsitz, davon 16.718 Menschen nichtdeutscher Herkunft (15,34 %). Die Einwohnerentwicklung war von 1994 bis 2012 mit jährlich ca. 800 Abgängen pro Jahr stark rückläufig, 2014 blieb die Einwohnerzahl gegenüber 2012 stabil. Von 2014 bis 2017 ist die Bevölkerung wieder leicht angestiegen und belief sich am 31. Dezember 2017 auf 110.584.
Die folgende Übersicht zeigt die Einwohnerzahlen nach dem jeweiligen Gebietsstand. Bis 1833 handelt es sich meist um Schätzungen, danach um Volkszählungsergebnisse (¹) oder amtliche Fortschreibungen der jeweiligen Statistischen Ämter beziehungsweise der Stadtverwaltung selbst. Die Angaben beziehen sich ab 1843 auf die „Ortsanwesende Bevölkerung“, ab 1925 auf die Wohnbevölkerung und seit 1987 auf die „Bevölkerung am Ort der Hauptwohnung“. Vor 1843 wurde die Einwohnerzahl nach uneinheitlichen Erhebungsverfahren ermittelt.
| Jahr               | Einwohner |
| ------------------ | --------- |
| 1808               | 06.135    |
| 1815               | 07.100    |
| 1820               | 07.987    |
| 1830               | 09.428    |
| 1. Dezember 1840 ¹ | 11.142    |
| 3. Dezember 1849 ¹ | 12.467    |
| 3. Dezember 1855 ¹ | 14.160    |
| 3. Dezember 1858 ¹ | 14.858    |
| 3. Dezember 1861 ¹ | 15.414    |
| 3. Dezember 1864 ¹ | 18.400    |
| 3. Dezember 1867 ¹ | 20.100    |
| 1. Dezember 1871 ¹ | 22.100    |
| 1. Dezember 1875 ¹ | 26.066    |
| 1. Dezember 1880 ¹ | 30.100    |

| Jahr               | Einwohner |
| ------------------ | --------- |
| 1. Dezember 1885 ¹ | 033.986   |
| 1. Dezember 1890 ¹ | 040.371   |
| 2. Dezember 1895 ¹ | 047.283   |
| 1. Dezember 1900 ¹ | 058.103   |
| 1. Dezember 1905 ¹ | 064.340   |
| 1. Dezember 1910 ¹ | 072.159   |
| 1. Dezember 1916 ¹ | 066.001   |
| 5. Dezember 1917 ¹ | 066.934   |
| 8. Oktober 1919 ¹  | 072.568   |
| 16. Juni 1925 ¹    | 076.678   |
| 16. Juni 1933 ¹ ²  | 101.188   |
| 17. Mai 1939 ¹     | 103.915   |
| 31. Dezember 1945  | 091.603   |
| 29. Oktober 1946 ¹ | 092.928   |

| Jahr                 | Einwohner |
| -------------------- | --------- |
| 13. September 1950 ¹ | 103.276   |
| 25. September 1956 ¹ | 118.161   |
| 6. Juni 1961 ¹       | 126.892   |
| 31. Dezember 1965    | 133.117   |
| 27. Mai 1970 ¹       | 136.419   |
| 31. Dezember 1975 ³  | 133.145   |
| 31. Dezember 1980    | 129.082   |
| 31. Dezember 1985    | 121.204   |
| 25. Mai 1987 ¹       | 120.132   |
| 31. Dezember 1990    | 123.155   |
| 31. Dezember 1995    | 122.260   |
| 31. Dezember 2000    | 119.287   |
| 31. Dezember 2005    | 115.864   |
| 31. Dezember 2010    | 110.563   |

| Jahr              | Einwohner |
| ----------------- | --------- |
| 31. Dezember 2011 | 110.132   |
| 31. Dezember 2012 | 109.352   |
| 31. Dezember 2013 | 108.955   |
| 31. Dezember 2014 | 109.009   |
| 31. Dezember 2015 | 109.499   |
| 31. Dezember 2016 | 110.611   |
| 31. Dezember 2017 | 110.584   |
| 31. Dezember 2018 | 110.994   |
| 31. Dezember 2019 | 111.338   |
| 31. Dezember 2020 | 111.516   |
| 31. Dezember 2021 | 111.770   |
| 31. Dezember 2022 | 113.731   |
| 31. Dezember 2023 | 114.061   |
| 31. Dezember 2024 | 113.828   |

¹ Volkszählungsergebnis
² 1929 wurden Lennep und Lüttringhausen ohne Beyenburg (vorher Kreis Lennep) sowie Teile von Kronenberg (vorher Kreis Mettmann) in die Stadt Remscheid eingemeindet.
³ Am 1. Januar 1975 wurde Bergisch-Born (vorher teilweise zu Wermelskirchen und teilweise zu Hückeswagen, Rhein-Wupper-Kreis) in die Stadt Remscheid eingemeindet.

## Politik
Das Kirchspiel Remscheid hatte zunächst keine eigene Verwaltung. Lediglich gewisse Aufgaben der Schöffen des Landgerichts wurden vor Ort erledigt. Im 17. Jahrhundert ist ein „Vorsteher“ genannt, der aber nur geringe Befugnisse hatte. Im Jahre 1808 wurde Remscheid, das dem Kanton Ronsdorf des Arrondissements Elberfeld im Département Rhein des napoleonischen Großherzogtums Kleve und Berg zugeordnet worden war, zur Stadt erhoben und erhielt eine Munizipalverfassung mit einem Maire und zwei Beigeordneten an der Spitze. Ihnen standen 20 Munizipalräte zur Seite. Im Verlaufe des Wiener Kongresses wurde das Gebiet 1815 Preußen zugeschlagen und es wurde eine Bürgermeisterverfassung eingeführt, nach der ein Bürgermeister, ab 1873 ein Oberbürgermeister an der Spitze der Stadtverwaltung stand.
In Lennep gab es bereits seit 1350 einen Bürgermeister und einen Rat. Der Rat wurde im Laufe der Geschichte mehrmals in seiner Zusammensetzung verändert. Anfangs gehörten ihm auch Schöffen an. Die jährlichen Neuwahlen zum Rat erfolgten am 27. Dezember. Der Bürgermeister wurde aus der Reihe der Schöffen gewählt. Auch in Lennep wurde 1807 zunächst die Munizipalverfassung eingeführt, es war Mairie des Kantons Lennep, der ebenfalls zum Arrondissement Elberfeld gehörte. Ab 1815 wurde die preußische Verwaltung und 1856 schließlich die preußische Städteordnung eingeführt. An der Spitze der Stadt stand weiterhin ein Bürgermeister.
In Lüttringhausen wurde 1807 zusammen mit Beyenburg die Munizipalverfassung eingeführt, es gehörte wie Remscheid zum Kanton Ronsdorf. 1808 erhielt die von Napoleon beherrschte Stadt einen Maire. Zunächst hatte sich kein Bürger dafür zur Verfügung gestellt, unter der französischen Herrschaft dieses Amt auszuüben. Erst 1856 wurde Lüttringhausen durch preußische Kabinettsorder zur Stadt erhoben. Auch hier leitete ein Bürgermeister die Stadtverwaltung. Namhaftester Bürgermeister war Richard Gertenbach, der in seiner 35-jährigen Amtszeit die Infrastruktur Lüttringhausens deutlich verbesserte. 1929 erfolgte durch Landtagsbeschluss die umstrittene Eingemeindung nach Remscheid.
Nach Bildung der neuen Großstadt Remscheid 1929 wurde diese vom Rat und von einem Oberbürgermeister geleitet, der während der Zeit der Nationalsozialisten von der NSDAP eingesetzt wurde. Nach dem Zweiten Weltkrieg setzte die Militärregierung der Britischen Besatzungszone einen neuen Oberbürgermeister ein und führte 1946 die Kommunalverfassung nach britischem Vorbild ein. Danach gab es einen vom Volk gewählten „Rat der Stadt“, dessen Mitglieder man als „Stadtverordnete“ bezeichnet. Der Rat wählte anfangs aus seiner Mitte den Oberbürgermeister als Vorsitzenden und Repräsentanten der Stadt, welcher ehrenamtlich tätig war. Des Weiteren wählte der Rat ab 1946 ebenfalls einen hauptamtlichen Oberstadtdirektor als Leiter der Stadtverwaltung. 1995 wurde die Doppelspitze in der Stadtverwaltung aufgegeben. Seither gibt es nur noch den hauptamtlichen Oberbürgermeister. Dieser ist Vorsitzender des Rates, Leiter der Stadtverwaltung sowie Repräsentant der Stadt und wird direkt von den Bürgern gewählt.
Die Stadt Remscheid muss mit einer hohen Verschuldung umgehen. Die Gesamtsumme belief sich zum Jahresende 2012 auf rund 916 Millionen Euro. Jeder Einwohner war rechnerisch mit 8.344 Euro verschuldet. Diese Zahlen lagen deutlich über dem Durchschnitt in Nordrhein-Westfalen. Remscheid war zugleich die am zehnthöchsten verschuldete kreisfreie Stadt in Deutschland.
Im Bundestag wird die Stadt im seit 2002 neu festgelegten Wahlkreis 104 zusammen mit Solingen, Ronsdorf und Cronenberg seit der Wahl im Herbst 2009 durch Jürgen Hardt (CDU) vertreten. Der Wahlkreis 35 des Landtages von Nordrhein-Westfalen wird in der 17. Wahlperiode, nach der Wahl im Mai 2017, von Jens-Peter Nettekoven (CDU) vertreten. Bei der Wahl am 14. Mai 2017 kam es in Remscheid bei der Auszählung der Zweitstimmen zu Unregelmäßigkeiten.

### Stadtrat
- Linke: 3
- echt.: 1
- Grüne: 9
- SPD: 20
- W.I.R.: 2
- FDP: 3
- CDU: 17
- PRO: 3

Bei der Kommunalwahl am 26. September 2004 haben 43.327 Einwohner gewählt. Dies entspricht einer Wahlbeteiligung von 47,79 %. Die Kandidaten für das Amt des Oberbürgermeisters waren Fred Schulz (CDU), Beate Wilding (SPD) und Frank vom Scheidt (Bündnis 90/Die Grünen). Auf Fred Schulz entfielen 49,42 % und auf Beate Wilding 38,94 % der Stimmen. Da keiner von beiden eine absolute Mehrheit erreichen konnte, gab es am 10. Oktober 2004 eine Stichwahl, die sich Beate Wilding mit knapp 50,14 % der Stimmen sichern konnte. Sie ist somit die erste Oberbürgermeisterin Remscheids. Bei der Kommunalwahl 2014 kommt es zwischen dem SPD-Kandidaten Burkhard Mast-Weisz und Jochen Siegfried von der CDU am 15. Juni 2014 zu einer Stichwahl.
Bei der Wahl zum Remscheider Stadtrat 2020 wurde die SPD erstmals seit 1999 stärkste Kraft. Die CDU verlor massiv (−7,3 %). Bündnis 90/Die Grünen holten das beste Ergebnis ihrer Geschichte und konnten 9 Sitze im Rat gewinnen. Erstmals zogen echt. und Pro Remscheid (lokale Nachfolgeorganisation von Pro NRW) in den Rat ein. Die AfD scheiterte mit dem Einzug. FDP gewann leicht dazu, Linke und W.I.R. verloren jeweils rund 1,5 %.
Die Zusammensetzung des Rates seit 1994 ist wie folgt:
| Wahlperiode     | CDU  | CDU | SPD  | SPD      | GRÜNE | GRÜNE  | FDP  | FDP | W.i.R.** | W.i.R.** | DIE LINKE. | DIE LINKE. | Pro NRW / PRO REMSCHEID | Pro NRW / PRO REMSCHEID | fraktionslos bzw. weitere | fraktionslos bzw. weitere | Sitze im Rat |
| XII: 1994–1999  | 36,7 | 23  | 46,0 | 29       | 07,2  | 4      | 05,2 | 3   | —        | —        | —          | —          | —                       | —                       | —                         | —                         | 59           |
| XIII: 1999–2004 | 50,0 | 27  | 34,5 | 19       | 05,5  | 3      | 04,6 | 2   | 5,4      | 3        | —          | —          | —                       | —                       | —                         | —                         | 54           |
| XIV: 2004–2009  | 41,3 | 24  | 32,9 | 19 (18*) | 10,5  | 6 (5*) | 07,8 | 5   | 6,7      | 4        | —          | —          | —                       | —                       | —                         | 0 (2*)                    | 58           |
| XV: 2009–2014   | 36,2 | 19  | 31,4 | 17       | 09,7  | 5      | 10,4 | 6   | 6,6      | 4        | 5,5        | 3          | —                       | —                       | —                         | —                         | 54           |
| XVI: 2014–2020  | 37,2 | 20  | 34,8 | 19       | 08,3  | 4      | 04,7 | 2   | 4,5      | 2        | 6,0        | 3          | 4,4                     | 2                       | —                         | —                         | 52           |
| XVII: 2020–2025 | 29,9 | 17  | 34,5 | 20       | 14,7  | 9      | 5,3  | 3   | 3,0      | 2        | 4,6        | 3          | 5,1                     | 3                       | 2,1 (echt.)               | 1 (echt.)                 | 58           |

* Jeweils ein Ratsmitglied trat im Jahr 2009 aus der Fraktion der SPD und aus der Fraktion von Bündnis 90/Die Grünen aus.

** Wählergemeinschaft in Remscheid

### Bezirksvertretungen
Neben dem Stadtrat hat jeder der vier Stadtbezirke eine eigene Bezirksvertretung, dessen Vorsitzender der Bezirksbürgermeister ist. Die Stadtbezirke Lennep, Lüttringhausen und Süd haben je 11 Bezirksvertreter, die Bezirksvertretung des Stadtbezirks Alt-Remscheid besteht aus 19 Vertretern. Die Wahl der Bezirksvertretungen findet im Rahmen der Kommunalwahlen alle fünf Jahre statt.
Bei der Kommunalwahl 2014 kam es in den vier Stadtbezirken zu folgenden Ergebnissen:
| Stadtbezirk        | CDU  | CDU | SPD  | SPD | Grüne | Grüne | FDP | FDP | W.i.R.** | W.i.R.** | Die Linke | Die Linke | Pro NRW | Pro NRW | Sitze |
| I: Alt-Remscheid   | 35,5 | 7   | 37,8 | 7   | 06,9  | 1     | 5,7 | 1   | 3,5      | 1        | 5,4       | 1         | 5,1     | 1       | 19    |
| II: Süd            | 39,9 | 4   | 38,0 | 4   | 05,8  | 1     | 4,2 | 1   | 6,2      | 1        | 6,0       | 1         | —       | —       | 11    |
| III: Lennep        | 38,1 | 5   | 27,9 | 3   | 11,1  | 1     | 3,7 | 0   | 6,3      | 1        | 9,1       | 1         | 3,8     | 0       | 11    |
| IV: Lüttringhausen | 41,0 | 5   | 34,9 | 4   | 12,0  | 1     | 3,1 | 0   | 4,3      | 0        | 4,8       | 1         | —       | —       | 11    |

### Bürgermeister
An der Spitze der Stadtverwaltung steht der Oberbürgermeister. Er wird in direkter Wahl für eine Amtszeit von fünf Jahren gewählt. Amtierender Oberbürgermeister ist Burkhard Mast-Weisz (SPD), der bei der Oberbürgermeisterwahl 2020 mit 60,2 % bei einer Wahlbeteiligung von 43,78 % im ersten Wahlgang gewählt wurde. Er wurde zusätzlich von den Grünen offiziell aufgestellt und erhielt die Unterstützung der FDP.
| Wahl des Remscheider Oberbürgermeisters 2020in Prozent %706050403020100 60,6 %26,2 %5,2 %3,5 %2,4 %2,1 % Mast-Weisz (SPD/ Grüne)Bell (CDU)Keck (PRO)Beiners- dorf (Linke)Kirchner (W.I.R.)Stamm (echt.) |

Bürgermeister bzw. Oberbürgermeister seit 1808:
| - 1808–1811: Johann Gottlieb Diederichs, Bürgermeister - 1811–1814: Georg Heinrich Sonntag, Bürgermeister - 1814–1851: Abraham Hering, Bürgermeister - 1851–1859: Bertram Pfeiffer, Bürgermeister - 1859–1876: Otto Hoffmeister, ab 1873 Oberbürgermeister - 1876–1899: Ludwig von Bohlen, ab 1888 Oberbürgermeister - 1899–1910: Otto Nollau, ab 1902 Oberbürgermeister - 1910–1914: Karl Jarres, DVP, ab 1911 Oberbürgermeister - 1914–1937: Walther Hartmann, ab 1915 Oberbürgermeister (wie alle späteren) - 1937–1945: Ludwig Kraft, NSDAP - 1945–1946: Georg zur Hellen - 1946:–0000 Gustav Flohr, KPD | - 1946–1948: August Scholz, CDU - 1948:–0000 Richard Gierk, FDP - 1948–1961: Walter Frey, SPD - 1961–1963: Gerd Ludwig Lemmer, CDU - 1963–1964: Peter Wolf, CDU - 1964–1968: Heinz Heinrichs, SPD - 1968:–0000 Karl-Heinz Bona, CDU - 1968–1989: Wilhelm Hartkopf, SPD - 1989–1999: Reinhard Ulbrich, SPD (ab 1. Januar 1995 hauptamtlich) - 1999–2004: Fred Schulz, CDU - 2004–2014: Beate Wilding, SPD - seit 2014: Burkhard Mast-Weisz, SPD |

Oberstadtdirektoren von Remscheid 1946–1995:
- 1946–1951: Arthur Mebus
- 1951–1957: Paul Braess
- 1958–1961: Wolfgang Lorke
- 1962–1965: Konrad Eisholz
- 1965–1989: Günter Krug
- 1989–1994: Wilhelm Ellerbrake
- 1994–1995: Burghard Lehmann

Bürgermeister von Lennep:
- 1808–1824: Franz Hasselkus
- 1825–1832: Peter Carl Moll
- 1832–1845: Carl Wille
- 1846–1872: Rudolf Trip
- 1872–1897: Ferdinand Sauerbronn
- 1897–1921: Rudolf Stosberg
- 1921–1929: Emil Nohl

Bürgermeister von Lüttringhausen:
- 1808–1810: Johann Abaham vom Baur
- 1810–1811: Theodor Goldenberg
- 1811–1815: Johann Peter Moll
- 1815–1827: Carl Friedrich Morian
- 1827–1834: Franz Türk
- 1834–1846: Wilhelm Wetter
- 1846–1866: Friedrich Wilhelm Herweg
- 1867–1883: Franz Hubert Pütz
- 1883–1889: Martin Trommershausen
- 1890–1925: Richard Gertenbach
- 1925–1929: Rudolf Suthoff-Groß

### Jugendrat
Seit 2004 wird für alle zwei Jahre ein Jugendrat von Schülern und Schülerinnen der weiterführenden Schulen in Remscheid gewählt. Er setzt sich aus 15 Mitgliedern zusammen, die zwischen 14 und 17 Jahre alt sein müssen. Es wird vor allem an jugendorientierten Projekten gearbeitet. Neben verschiedenen Freizeitveranstaltungen für die Jugend in Remscheid setzt sich der Jugendrat vor allem für die politische Bildung und Interessensteigerung für Politik der Jugendlichen ein. Die Mitwirkung an Großprojekten wie dem Jugendkulturfestival der Städte Remscheid, Solingen und Wuppertal sowie die Veranstaltung von Konzerten und Sportereignissen sind ebenso Teil der Arbeit des Jugendrates. Die größten Projekte waren bis jetzt die Erstellung eines Comics mit Tipps zur Bewerbung, welcher von der Bildungsministerin ausgezeichnet wurde, die Veranstaltung eines Konzertes mit dem bekannten Berliner HipHop-Künstler Bass Sultan Hengzt, die Erbauung eines Skateparks sowie die Einrichtung eines Pendelbusses in den Sommerferien zur Freizeitanlage Kräwinklerbrücke.

### Partnerstädte
Remscheid unterhält eine Städtepartnerschaft mit folgenden Städten:
- Quimper in Frankreich, seit 1971
- Wansbeck im Vereinigten Königreich, 1978–2009 (durch Gebietsreform aufgelöst, seither mit Ashington und Newbiggin-by-the-Sea)[22]
- Prešov in der Slowakei, seit 1989
- Pirna in Deutschland, seit 1990
- Freundschaftliche Verbundenheit mit Schmalkalden in Deutschland
- Kırşehir in der Türkei, seit 2015
- Mrągowo in Polen seit 16. August 2015. Bereits am 20. Dezember 1954 hatte die Stadt Remscheid eine Patenschaft für die ehemals ostpreußische, heute auf polnischem Staatsgebiet liegende Stadt und den Landkreis Sensburg übernommen.[23][24] Es gab ein lebendiges Miteinander. Erinnert sei an den „Stinthengst“ auf dem Stadtparkteich. Letztlich gehört die Verbindung nunmehr offiziell in die Reihe der Städtepartnerschaften.
- Granada in Spanien, seit 2025[25]

## Wirtschaft und Infrastruktur

### Wirtschaft
Im Jahre 2016 erbrachte Remscheid, innerhalb der Stadtgrenzen, ein Bruttoinlandsprodukt (BIP) von 3,823 Milliarden €. Das BIP pro Kopf lag im selben Jahr bei 34.736 € (Nordrhein-Westfalen: 37.416 €, Deutschland 38.180 €) und damit leicht unter dem regionalen und nationalen Durchschnitt. In der Stadt gab es 2016 ca. 59.100 erwerbstätige Personen. Die Arbeitslosenquote lag im Dezember 2018 bei 6,9 % und damit leicht über dem Durchschnitt von Nordrhein-Westfalen mit 6,4 %.
Das Bergische Land ist ein Wirtschaftsraum der Schneidwarenfertigung und Werkzeugfabrikation, des Maschinen- und Anlagenbaus und der Lohnfertigung. Remscheid ist ein traditionsreicher Industriestandort; zahlreiche oft sehr innovative mittelständische Unternehmen sind oder waren dort tätig, von denen die bekanntesten im Folgenden beispielhaft genannt werden. So stand das Stammwerk der Gebrüder-Mannesmannröhren-Werke in Remscheid. Die Brüder Reinhard und Max Mannesmann erfanden 1885 in der Feilenhauerwerkstatt ihres Vaters das revolutionäre Walzverfahren zur nahtlosen Röhrenherstellung, welches sie 1890 durch das noch heute angewendete Pilgerschritt-Walzverfahren vervollkommneten. Die von den namensgebenden Gebrüdern Dowidat Remscheid 1919 gegründete und nach wie vor in Privatbesitz befindliche Werkzeugfabrik Gedore gehört zu den weltweit größten Herstellern von Qualitätswerkzeugen. Auch die 1868 gegründete Werkzeugfabrik Hazet wurde nach den – als Buchstabe ausgesprochenen – Initialen des Firmengründers Hermann Zerver benannt und auch sie gehört zu den weltweit führenden Unternehmen in dieser Branche.
Mit dem Gründungsdatum 1853 ist die Firma Eduard Gottfr. Ferne die älteste Werkzeugfabrik in Remscheid. Das Unternehmen gehört zur Werkzeuggruppe um die Firma Kleinbongartz & Kaiser, deren Abzieher unter dem Markennamen Kukko bekannt sind. So sind viele Werkzeugfirmen in Remscheid angesiedelt, beispielsweise 5X Group, Bohrcraft, Brüder Mannesmann, BTW, Compass, Edessö, Elora, ECE Emmerich, Exact, Famag, Guhema, Heyco, Kirschen, Löher, Nexus, Padre-Tirem, Parat, Röntgen, Sturem, VBW, Wezu und Wilpu.
Die ebenfalls nach dem Firmengründer Eduard Scharwächter benannte 1870 gegründete Edscha-Gruppe ist hingegen innovativer Weltmarktführer in der Produktion von Türscharnieren und -feststellern und darüber hinaus ein bekannter Entwickler im Automobilbereich und Hersteller von Cabrio-Dachsystemen und Betätigungssystemen. Die Firma Keiper GmbH & Co. KG, weltweit bekannter Hersteller von Strukturen und Komponenten für Pkw-Sitze, wurde im Jahr 1920 durch Fritz Keiper gegründet. Das Unternehmen gehört zusammen mit den beiden Unternehmen Recaro und Recaro Aircraftseating zur Keiper Recaro Group . Der heutige Weltmarktführer im Bereich Spinnanlagen für Nylon, Polyester und Polypropylen sowie Texturiermaschinen, die Oerlikon Barmag, wurde 1922 als Barmag AG in Wuppertal-Barmen gegründet. Das weiterhin in Familienbesitz befindliche Unternehmen der Heiztechnikmarke Vaillant mit dem Logo eines Osterhasen-Kopfes wurde 1874 von Johann Vaillant in Remscheid gegründet. Auch dieser brachte zahlreiche Innovationen auf den Markt, so patentierte er beispielsweise 1894 den Gas-Badeofen als geschlossenes System.
Die Firma Thyssen Krupp GmbH in Remscheid gehört zu den größten Automobilzulieferer weltweit und beschäftigt heute über 1000 Mitarbeiter. Im Jahr 2001 fusionierten die beiden Konzerne Thyssen und Krupp. Zuvor hieß das Werk in Remscheid Thyssen BSI (Bergische Stahlindustrie), davor DEW (Deutsche Edelstahl-Werke).

### Technologiefabrik
Die Technologiefabrik Remscheid (TFR) wurde 1990 auf Initiative der Stadt Remscheid gemeinsam mit verschiedenen Remscheider Unternehmen als erstes Gründer- und Technologiezentrum im Bergischen Land erbaut. Mit ähnlichem Konzept entstanden in der Folge im Bergischen Land 1992 in Wuppertal das Technologiezentrum Wuppertal (w-tec) und 1995 in Solingen das Gründer- und Technologiezentrum (GuT).

### Verkehr

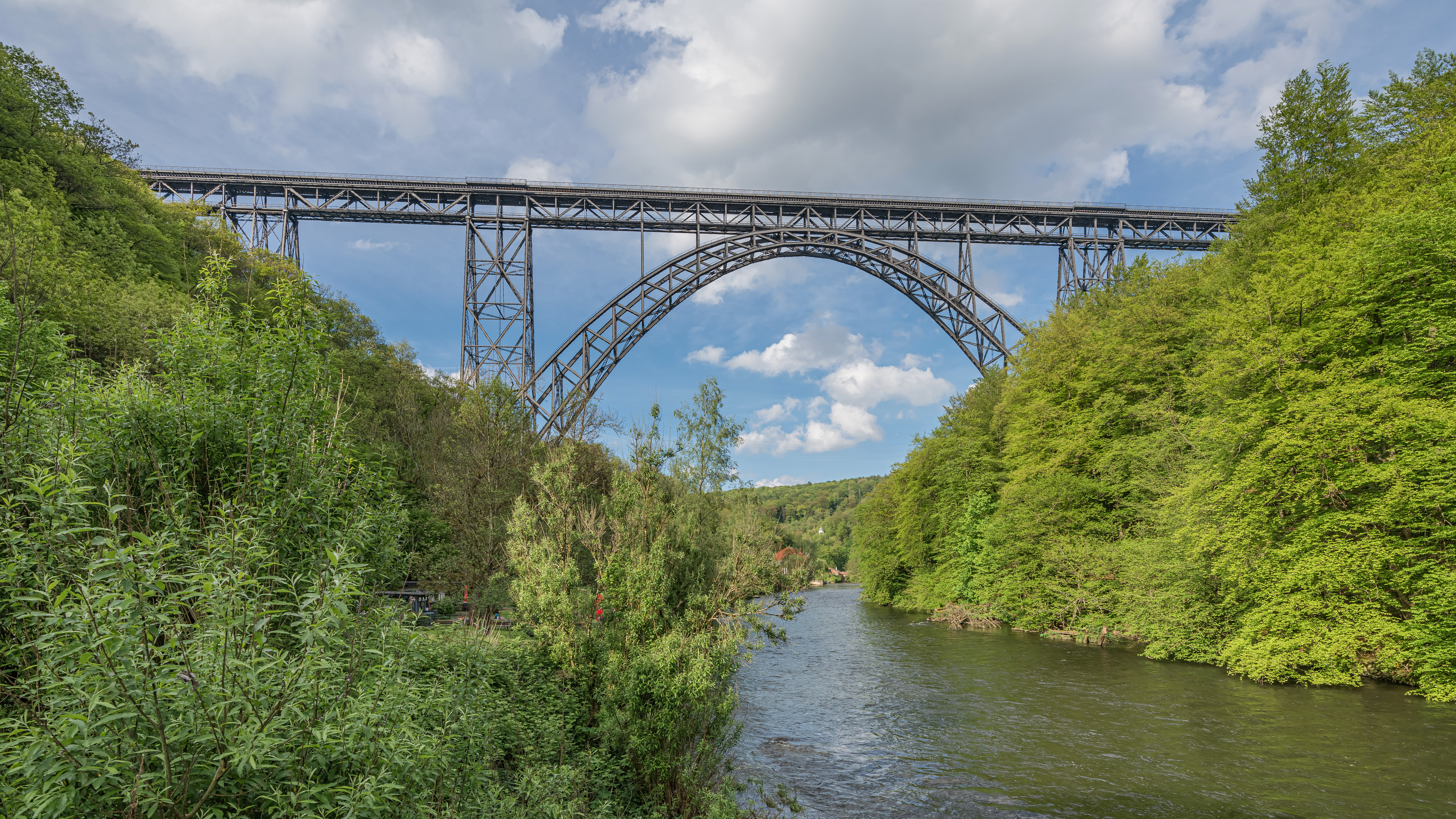
Müngstener Brücke

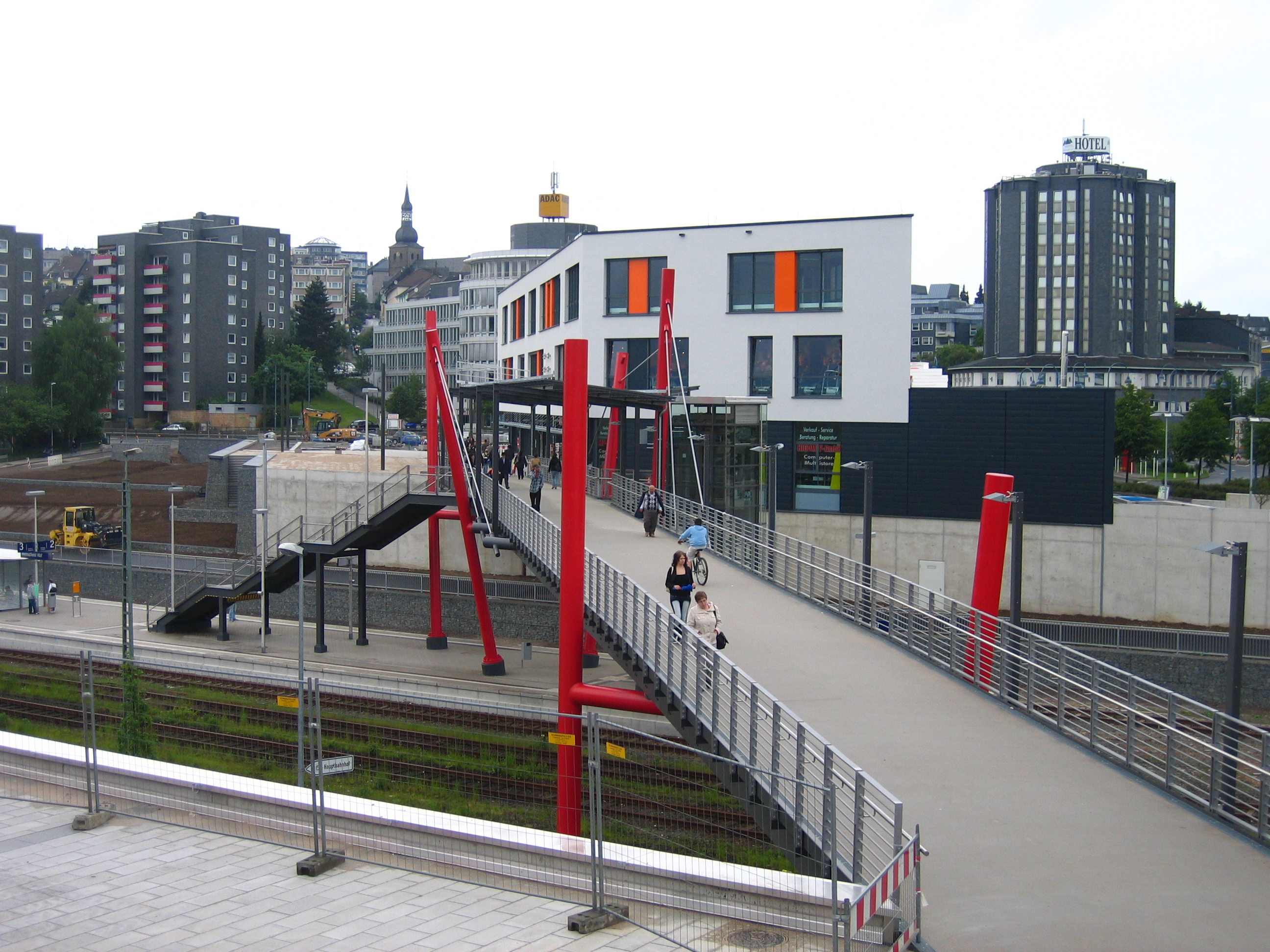
Fußgängerbrücke über dem Hauptbahnhof Remscheid

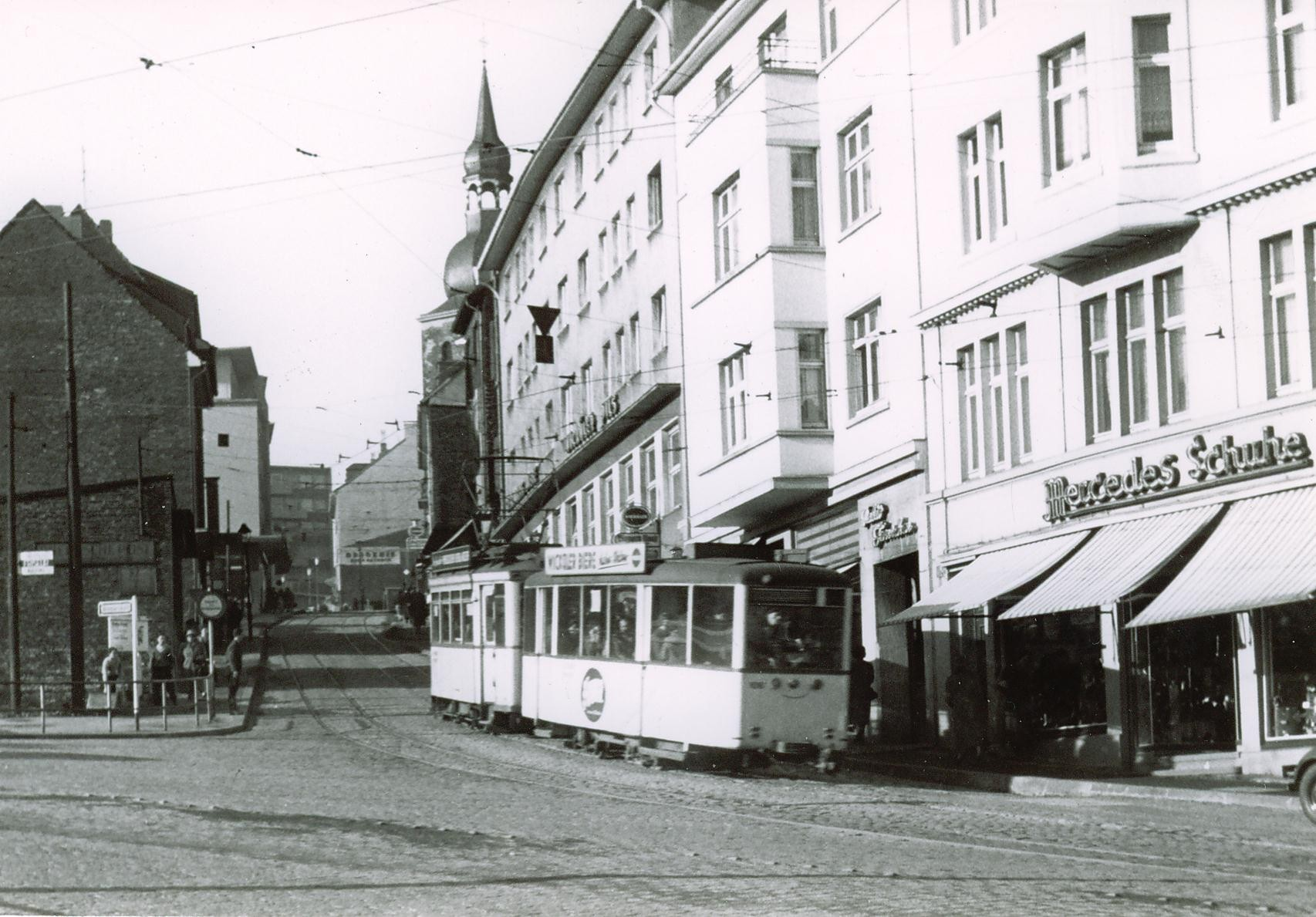
Ehemalige Remscheider Straßenbahn auf der Bismarckstraße 1955

Die Stadt Remscheid ist über die Bundesautobahn A 1 (Anschlussstelle Nr. 95b „Remscheid“ und Nr. 95a „Remscheid-Lennep“) an das deutsche Autobahnnetz angeschlossen. Die Anschlussstelle Nr. 94 „Wuppertal-Ronsdorf“ liegt unmittelbar hinter der Stadtgrenze. Nahe der Eschbachtalsperre liegt die Raststätte Remscheid an der A 1. Ferner führen die Bundesstraßen B 51, B 229 und B 237, sowie die Landesstraßen L 58, L 74, L 80, L 81, L 157, L 216, L 407, L 409, L 411, L 412, L 415 und L 417 durch das Stadtgebiet.
Remscheid liegt an den Bahnstrecken Wuppertal-Oberbarmen–Opladen, Remscheid-Lennep–Remscheid-Hasten und Solingen–Remscheid, die heute zum Teil abschnittsweise stillgelegt sind. Die Strecke von Solingen führt an der Grenze zur Stadt Remscheid über die Müngstener Brücke, Deutschlands höchste Stahl-Eisenbahnbrücke.
Die vier Bahnstationen im Stadtgebiet (Remscheid Hauptbahnhof, Lennep, Lüttringhausen und Güldenwerth) werden von der S-Bahn-Linie S 7 (Der Müngstener) sowie teilweise vom Regional-Express RE 47 (Düssel-Wupper-Express) bedient. Die nächstgelegenen Fernverkehrsbahnhöfe befinden sich in Wuppertal und Solingen.
Der Betrieb der Ronsdorf-Müngstener Eisenbahn, die das Morsbachtal im Norden der Stadt für die Wirtschaftsbetriebe und den (eher geringen) Personenverkehr ab 1890/1891 erschlossen hat und aus der mehrere Straßenbahnlinien hervorgegangen sind, wurde 1959 eingestellt.
Den öffentlichen Personennahverkehr (ÖPNV) bedienen Buslinien der Stadtwerke Remscheid GmbH sowie anderer Verkehrsunternehmen. Der wichtigste Bushaltepunkt ist der Friedrich-Ebert-Platz in der Remscheider Innenstadt. Von hier aus verkehren Busse in alle Stadtteile und andere Städte wie Wuppertal, Köln und Wermelskirchen. Alle Verkehrsmittel in Remscheid sind zu einheitlichen Preisen innerhalb des Verkehrsverbunds Rhein-Ruhr (VRR) zu benutzen. Bei Fahrten in Richtung Süden (zum Beispiel Wermelskirchen, Radevormwald, Hückeswagen, Leverkusen) gilt seit 1. Januar 2005 der Tarif des Verkehrsverbundes Rhein-Sieg.
Seit 2004 gibt es den 1. Bürgerbusverein Remscheid e. V., der ausschließlich mit ehrenamtlichen Kräften eine Reihe von Außenbezirken wie Grund, Prangerkotten und Spelsberg anfährt und seine Fahrgastzahlen im Jahre 2019 bis auf über 13.000 steigern konnte. Der Verein wird durch Sponsoren und Werbepartner unterstützt.
Am 7. Juli 1893 wurde in Remscheid die elektrische Straßenbahn mit zahlreichen Linien in die unterschiedlichen Stadtteile und nach Wermelskirchen in Betrieb genommen. Es war die erste in Westdeutschland. Ein Kreuzungspunkt befand sich am Markt. Der Streckenabschnitt mit dem stärksten Gefälle war auf der Bismarckstraße (heute: Alte Bismarckstraße) und galt mit 10,6 % Steigung als steilste Strecke für Adhäsionsbahnen (Schienenbahnen ohne Zahnradantrieb) in Deutschland. Der Straßenbahnbetrieb wurde am 10. April 1969 mit Aufgabe der Linie Hasten–Ehringhausen eingestellt.
Die internationalen Flughäfen Düsseldorf und Köln/Bonn sowie der Regionalflughafen in Dortmund sind mit dem PKW oder der Bahn in 45 bis 60 Minuten erreichbar.

### Bildung
Das Angebot der allgemeinbildenden Schulen der Stadt besteht aus vier Gymnasien (Röntgen-Gymnasium, Emma-Herwegh-Gymnasium (bis 2021: Ernst-Moritz-Arndt-Gymnasium), Gertrud-Bäumer-Gymnasium und Leibniz-Gymnasium), drei Realschulen (Alexander-von-Humboldt-Schule, Albert-Schweitzer-Realschule und Weiterbildungskolleg – Abendrealschule), zwei Gesamtschulen (Albert-Einstein-Gesamtschule und Sophie-Scholl-Gesamtschule), einer Hauptschule (GHS Hackenberg), zwei Förderschulen (Heinrich-Neumann-Schule und Hilda-Heinemann-Schule) und einer Waldorfschule (Rudolf-Steiner-Schule). Des Weiteren gibt es drei Berufskollegs (Käthe-Kollwitz-Berufskolleg, Berufskolleg Wirtschaft und Verwaltung sowie Berufskolleg Technik).
Außerdem bestehen eine Volkshochschule (seit 1919), eine städtische Musik- und Kunstschule, die Naturschule Grund sowie die Akademie Remscheid für Kulturelle Bildung e. V. Ferner unterhält die Bergische Universität Wuppertal das Institut für Werkzeugforschung und Werkstoffe (IFW). Darüber hinaus wurde 1977 ein Studienzentrum der Fernuniversität Hagen in der Ludwigstraße eingerichtet, das 2005 geschlossen wurde. Ab 1964 bestand kurzzeitig eine Staatliche Ingenieurschule, die Räumlichkeiten in Lennep nutzte. Ihr Lehrangebot ging mit der Eröffnung der Bergischen Universität Wuppertal auf diese über. Bereits 1882 war eine Städtische Fachschule für Stahl- und Eisenindustrie zur Ausbildung der dringend benötigten Fachkräfte eingerichtet worden. Sie befand sich in der Schützenstraße, ungefähr gegenüber dem späteren Königlichen Amtsgericht und bot ausgedehnte Werkhallen. 1895 wurde die Fachschule als Königliche Fachschule staatlicher Aufsicht unterstellt und 1932 geschlossen. Der gesamte Gebäudekomplex wurde 1943 zerstört.
Anlässlich des 50. Jahrestages der Ehrung von Wilhelm Conrad Röntgens mit dem Nobelpreis für Physik verleiht der Oberbürgermeister der Stadt Remscheid seit 1951 jährlich die Röntgen-Plakette.

### Gesundheitswesen
Krankenhäuser und Kliniken, die der stationären und ambulanten medizinischen Versorgung dienen:
- Dünkeloh-Klinik (43 Betten), Alleestraße:
Die Klinik wurde 1908 von Dr. Schäfer als 8-Betten-Einrichtung gegründet. 1914 übernahm Dr. Dünkeloh die Klinik, nach dem das Haus auch später benannt wurde, 1937 Dr. Hamann, 1965 Dr. Lang und 2001 die Dünkeloh-Klinik GmbH Co. KG. Seit Anfang 2010 gehört der Krankenhausbetrieb zum SANA-Klinikum, das hier ein Ärztezentrum betreibt. Ferner ist hier das Adipositas-Zentrum Bergisch Land etabliert.
- Evangelische Stiftung Tannenhof (409 Betten), Remscheider Straße:
Fachkrankenhaus für Psychiatrie, Psychotherapie, Psychosomatik und Neurologie mit spezieller Schmerztherapie.
- Fabricius-Klinik (100 Betten), Brüderstraße:
Sie wurde 1899 von dem Augenarzt Romanus Johannes Schäfer (1866–1944) gegründet und benannt nach „Fabricius Hildanus“, dem in der hiesigen Region bekannt gewordenen Wundarzt Wilhelm Fabry. 1904 übernahmen die Dominikanerinnen von Arenberg die Klinik mit damals acht Betten. Heute ist die Fabricius-Klinik ein 100-Betten-Allgemeinkrankenhaus mit den zwei Fachabteilungen für Innere Medizin und Orthopädie.[36][37] Seit kurzem gehört der Krankenhausbetrieb zum SANA-Klinikum.
- Sana-Klinikum (684 Betten), Burger Straße:
In der Alleestraße / Ecke Brüderstraße ermöglichte die „Halbach-Stiftung“ 1857 den Bau des ersten Krankenhauses in Remscheid. Als sich die Einrichtung um die Jahrhundertwende als zu klein erwies, plante man den Bau einer Krankenanstalt am heutigen Standort in der Burger Straße. Die „Kaiser-Wilhelm-Augusta-Viktoria-Stiftung“ sorgte für den finanziellen Hintergrund. Die Remscheider Familien Hasenclever, Böker und andere Bürger ermöglichten mit großzügigen Stiftungen und Spenden das Projekt. Am 5. Dezember 1913 erfolgte die offizielle Übergabe. Die Gebäude wurden zunächst von der Evangelischen Kirche unterhalten, während die Verwaltung in den Händen der Stadt Remscheid lag. 1992 wurde der städtische Eigenbetrieb in die Klinikum Remscheid GmbH umgewandelt. Acht Jahre später übernahm die Sana-Kliniken GmbH & Co. KG 75 % der Anteile der Einrichtung.
- Krankenhaus Lennep
Auch in Lennep hatte es bis 1962 in Regie des Lenneper Krankenhaus-Vereins in der Hackenberger Straße ein Krankenhaus gegeben. Vorher hatte das Krankenhaus in der Hardtstraße sein Domizil. 1971 wurde in Lennep in der Hans-Potyka-Straße ein weiterer Gebäudekomplex des Remscheider Klinikums errichtet, der Betrieb aber 2005 eingestellt.
- Hospiz
In Lüttringhausen entsteht in den Jahren 2019 bis 2020 an der Remscheider Straße auf dem Weidegelände des ehemaligen Gutshofs der Stiftung Tannenhof das „Christliche Hospiz Bergisch Land“ mit zehn Plätzen. Ein Remscheider Architekturbüro hat bereits den Zuschlag bekommen. Die Idee zum Bau wurde 2012 gestartet.

### Medien
Radio RSG ist das Lokalradio für Remscheid und Solingen und sendet im Bergischen Land auf den UKW-Frequenzen 92,2; 94,3 und 107,9. Außerdem ist der Sender im Bergischen Land im Kabelnetz zu empfangen sowie weltweit über einen Internet-Stream.

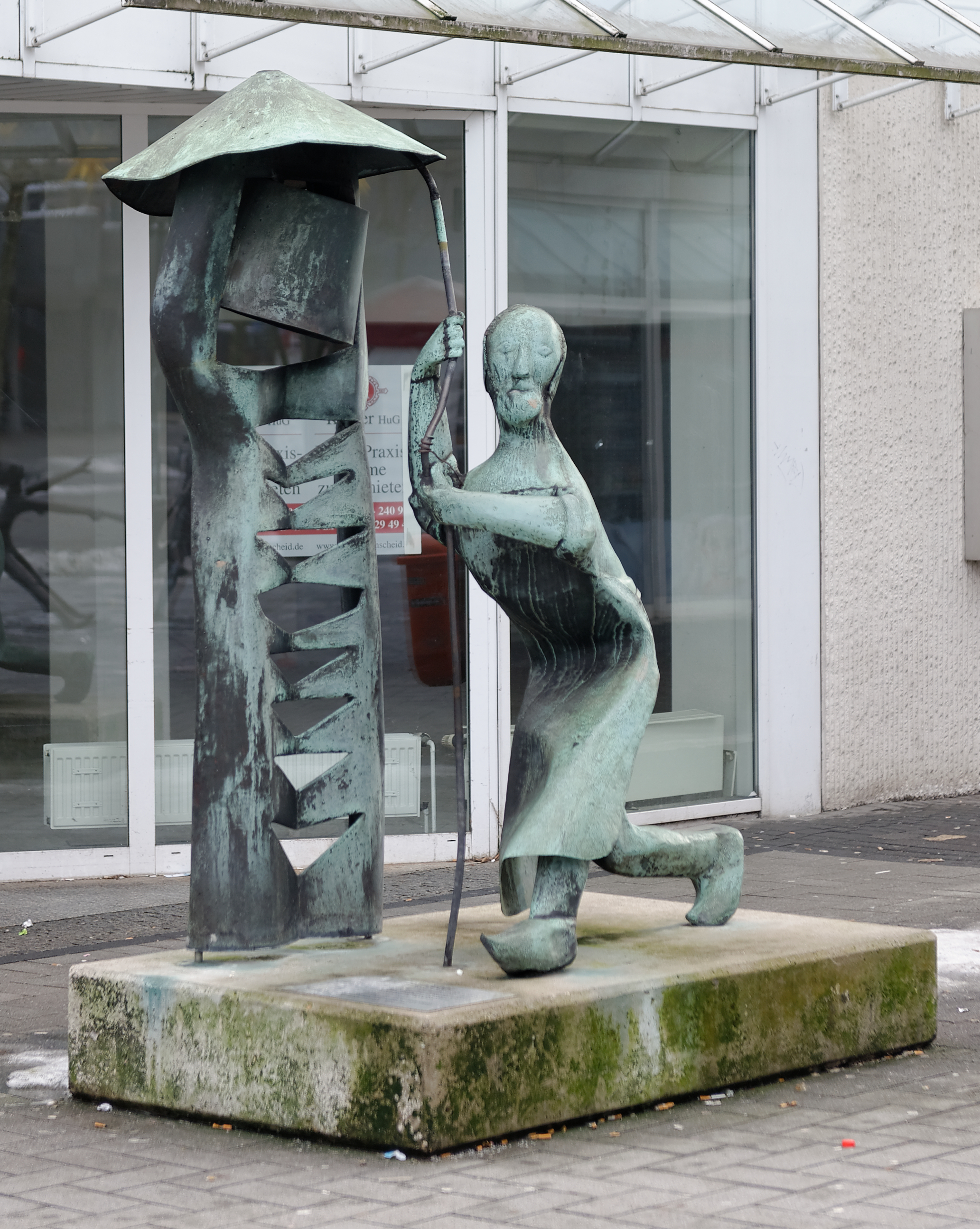
Der Tüpitter in der Alleestraße, 1969 aufgestellt

Der Remscheider General-Anzeiger (RGA) ist mit 20.656 Exemplaren die auflagenstärkste Tageszeitung in Remscheid und erschien seit 1889 im J. F. Ziegler KG Druckerei und Verlag. Wahrzeichen des RGA ist der Tüpitter für den Anspruch, wichtige Dinge an die große Glocke zu hängen: Nit te bang! Tü, Pitter (Nur keine Angst, zieh Peter) war 1890 eine gereimte Lokalkritik.
Im Januar 2012 wurde sie vom Solinger Verlag Boll übernommen. Eine weitere Tageszeitung mit Regionalteil ist mit einer Auflage von 14.368 die zur Rheinische-Post-Verlagsgesellschaft gehörende Bergische Morgenpost, welche neben ihrer Redaktion in Lennep ebenso wie der RGA Lokalredaktionen mit eigenen Ausgaben in Hückeswagen, Radevormwald und Wermelskirchen unterhält.

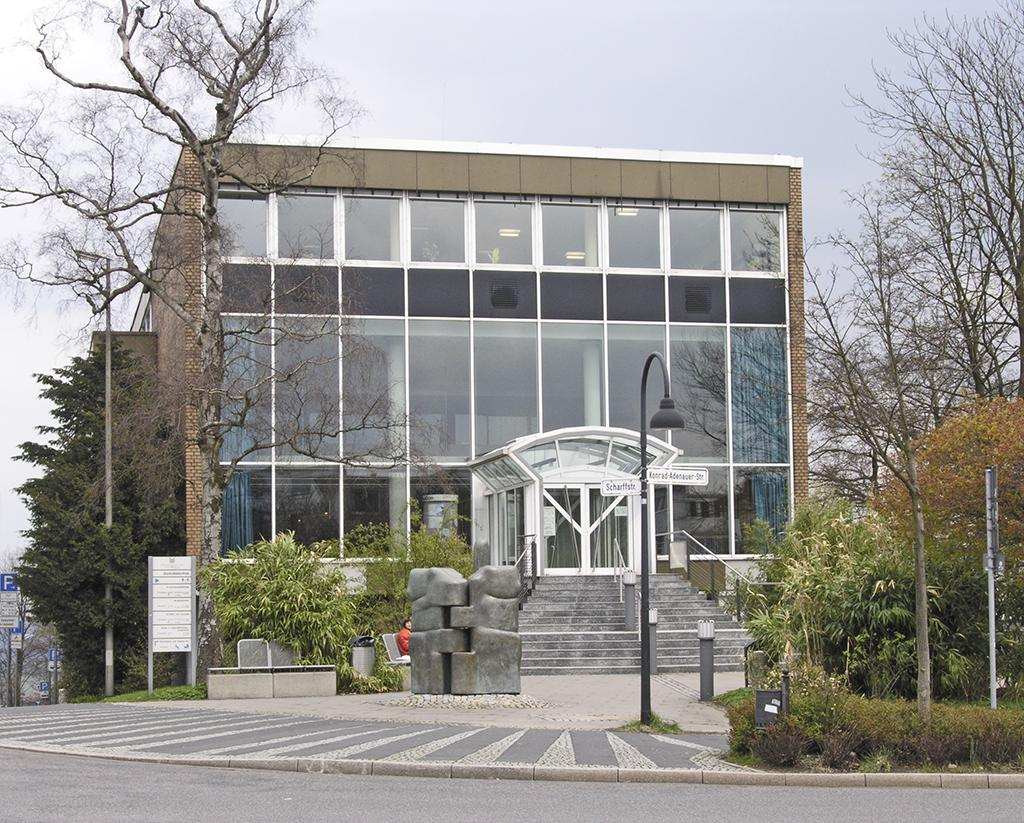
Zentralbibliothek der Öffentlichen Bibliothek

Die J. F. Ziegler KG gibt außerdem das wöchentlich erscheinende kostenlose Anzeigenblatt Bergischer Anzeiger heraus, das ebenfalls einen redaktionellen Teil enthält und in insgesamt etwa 100.000 Exemplaren in Remscheid, Wermelskirchen, Hückeswagen, Wipperfürth und Radevormwald verteilt wird. Das RS-Anzeigenblatt ist ein in einer Auflage von etwa 91.000 wöchentlich erscheinendes kostenlos verteiltes Anzeigenblatt mit einigen redaktionellen Passagen. Die Wochenzeitung Lüttringhauser Anzeiger erscheint seit 80 Jahren im Verlag des Heimatbundes Lüttringhausen. Sie wird kostenlos in 9100 Exemplaren verteilt.
Der Verlag von Jo Budde in Wuppertal gibt seit 1996 das Sonntagsblatt heraus, das zunächst für Ronsdorf erschien, aber 2005 auf Lüttringhausen ausgedehnt wurde. Seit Januar 2012 gibt ein Ronsdorfer Verlag die Bergische Wochenschau heraus, eine jeweils am Freitag erscheinende Wochenzeitung, die aber auch in Wermelskirchen und Radevormwald verteilt wird.
Seit 1996 betreibt das Medienhaus Ziegler sein Internetangebot rga-online.de.
Am 19. Januar 2006 rief Lothar Kaiser, zuvor lange Jahre beim WDR tätig, für Remscheid das unabhängige kommunalpolitische Forum Waterboelles ins Leben. Diese sehr aktuell berichtende Online-Publikation versteht sich als „Forum zur Remscheider Kommunalpolitik, für Remscheider Vereine und Verbände sowie zur Remscheider Geschichte und zu Geschichten aus dieser Stadt“ und konnte bis März 2018 bereits mehr als 4 Millionen Besucher verzeichnen.
Seit Dezember 2010 gibt es Das Online Stadtfernsehen für Remscheid mit Berichten zu Sport, Politik und Veranstaltungen.

### Einrichtungen
In Remscheid besteht ein Amtsgericht, die Berufsfeuerwehr Remscheid mit sieben Freiwilligen Feuerwehren, eine Niederlassung der Bundesagentur für Arbeit, sowie eine Einrichtung für öffentliche Ämter. Die Zentralbibliothek der Stadtbücherei Remscheid befindet sich in der Innenstadt, gegenüber dem Teo-Otto-Theater. Weitere Stadtteilbibliotheken liegen in den Stadtbezirken Lennep und Lüttringhausen. Letztere wird zu einem großen Teil vom Verein „Die Lütteraten“ getragen. Aber auch in Lennep gibt es eine Unterstützung durch die „Büchereifreunde Lennep“.
Am Rande des Ortskerns von Lüttringhausen befindet sich die Justizvollzugsanstalt Remscheid (JVA Remscheid), sowie eine von sechs Jugendarrestanstalten (JAA Remscheid) in Nordrhein-Westfalen.
Darüber hinaus ist Remscheid Standort der Bundesvereinigung Kulturelle Kinder- und Jugendbildung.

## Kultur und Sehenswürdigkeiten

### Theater und Musik

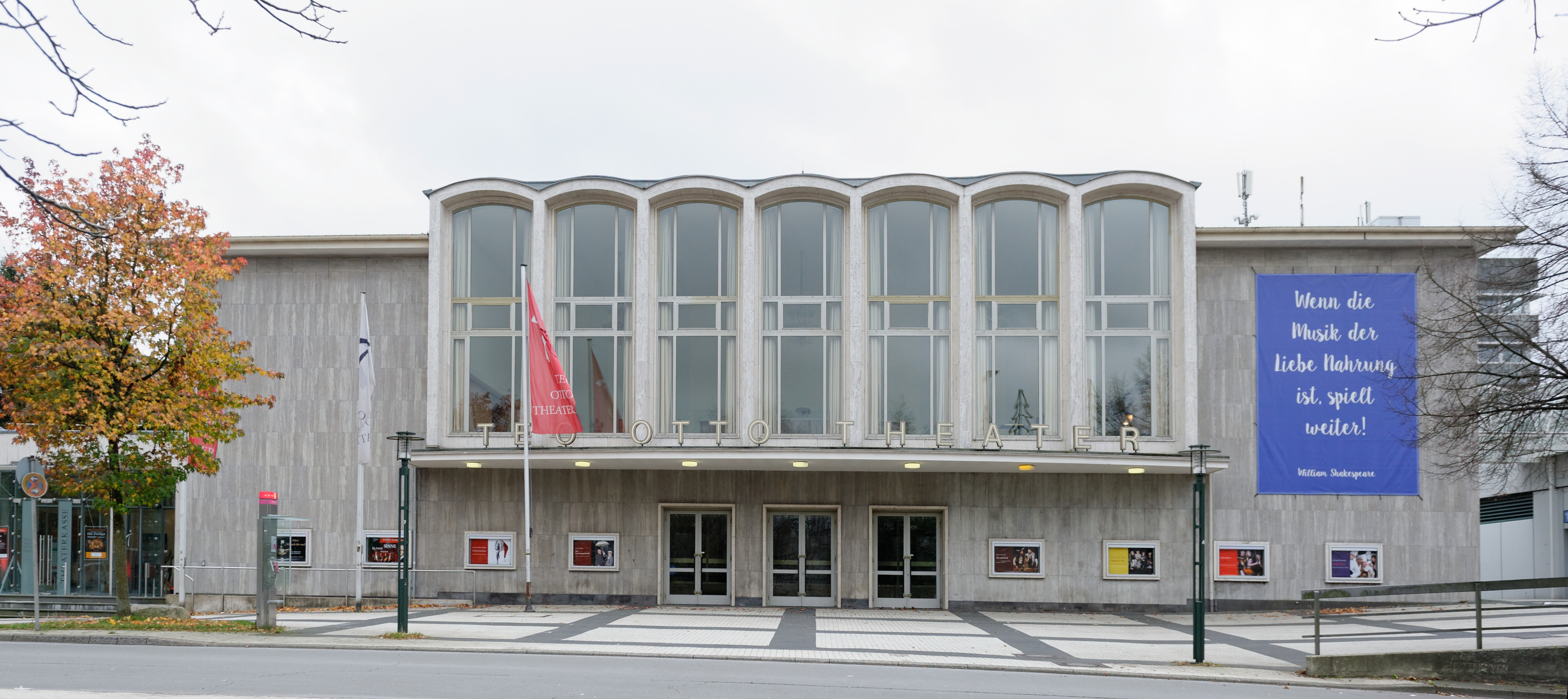
Teo-Otto-Theater

Remscheid besitzt ein Stadttheater, das Teo-Otto-Theater, in dem verschiedene Tourneetheater aus NRW gastieren. Aber auch das Foyer wird häufig für Vorführungen benutzt. Ferner gibt es das Westdeutsche Tourneetheater.
Darüber hinaus gibt es seit 1954 im Stadtbezirk Lüttringhausen den Theaterverein „Lüttringhauser Volksbühne“, welcher Mundartstücke aufführt, sowie seit 1995 die Amateurtheatergruppe „Neue Bühne Remscheid“ unter professioneller Leitung, beheimatet im Haus Lindenhof im Stadtteil Honsberg. In Lennep gibt es das Rotationstheater in der Kölner Straße und das Kulturzentrum Klosterkirche in der Klostergasse.
Die Stadt Remscheid trägt zusammen mit der Stadt Solingen das Sinfonieorchester „Bergische Symphoniker“, das 1995 durch Fusion der beiden städtischen Orchester aus diesen hervorging. Das Orchester veranstaltet Sinfoniekonzerte in Solingen und Remscheid, bespielt die Theater beider Städte und gibt auch zahlreiche Gastspiele.
In Remscheid bestehen 34 Gesangvereine mit teilweise mehr als 150-jähriger Tradition.
Mit Haases Papiertheater lebt in der Stadt eine alte Tradition wieder auf – nostalgische Vorführungen erfolgen sowohl in den Privaträumen der Remscheider Betreiber als auch mobil.

### Bauwerke

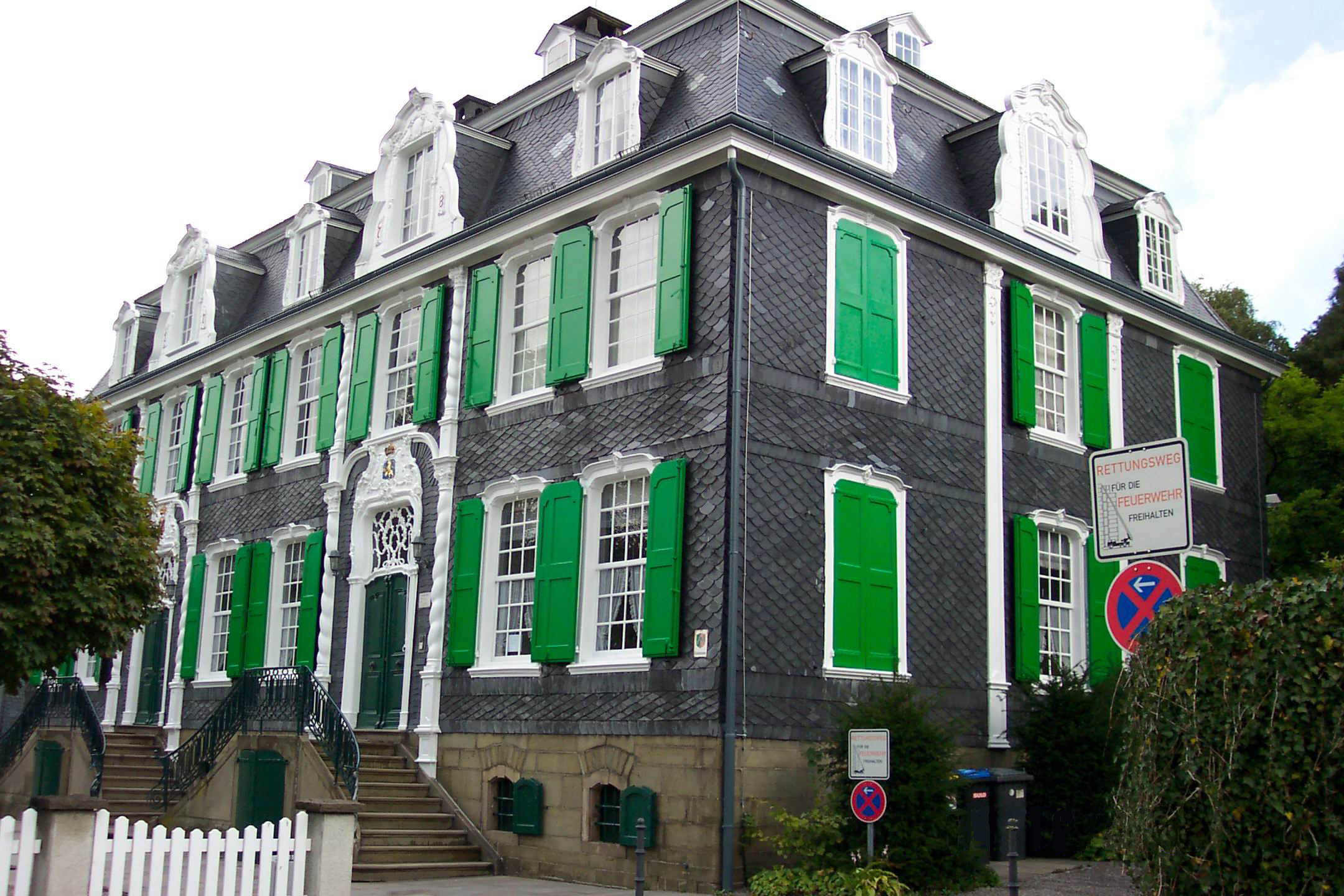
Haus Cleff

Das Stadtzentrum von Remscheid wird durch das im Jahr 1906 erbaute Rathaus geprägt. Im Zweiten Weltkrieg wurde es fast vollkommen zerstört, später in moderner Form wieder aufgebaut. Mit seinem 48 Meter hohen Turm ist es fast das einzige historische Gebäude in der Innenstadt. Direkt neben dem Rathaus liegt der Theodor-Heuss-Platz mit einer Statue des Bergischen Löwen. Der Platz verbindet das Rathaus und das vollständig überdachte Einkaufszentrum Allee-Center mit etwa 100 Geschäften, Büros und Arztpraxen, welches das größte seiner Art im Bergischen Land ist.

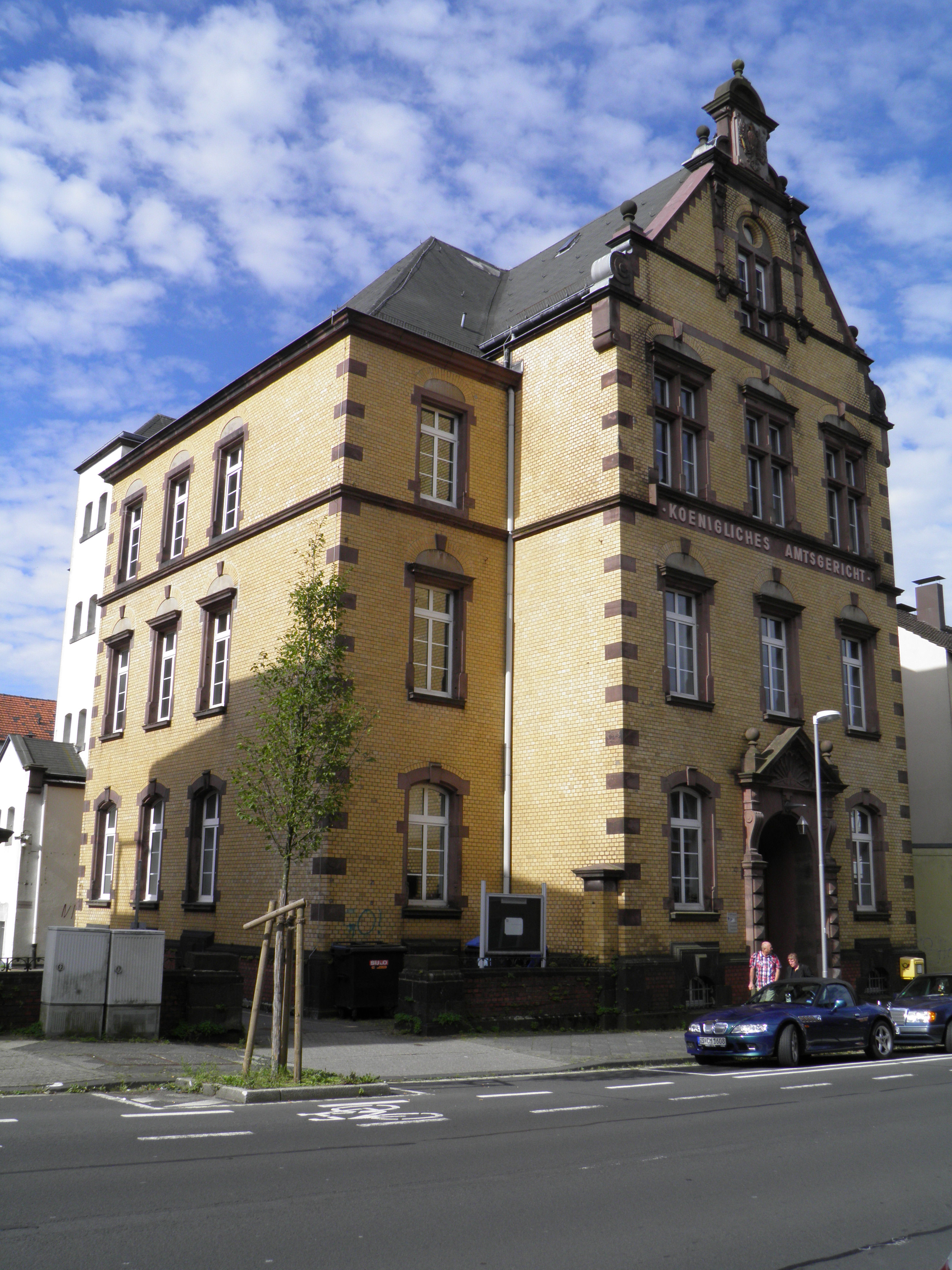
Ehemaliges Königliches Amtsgericht in der Schützenstraße

Ein historisches Gebäude in der Schützenstraße ist das ehemalige Königliche Amtsgericht, das heute von der Stadtverwaltung genutzt wird.
Im Stadtteil Hasten steht mit dem Haus Cleff eines der schönsten Häuser des Bergischen Landes. Es wurde 1778/1779 gebaut und gilt ebenfalls als eines der Wahrzeichen von Remscheid.
Die beiden Stadtbezirke Lennep und Lüttringhausen besitzen gut erhaltene Altstädte mit bergischen Fachwerkhäusern. Allein in der Altstadt Lennep stehen 116 denkmalgeschützte Häuser. Darunter ist eins das Geburtshaus des Physikers Wilhelm Conrad Röntgen am Gänsemarkt 1. Besonders auffallend ist die Stadtkirche von Lennep, die seit etwa 1570 als evangelische Kirche dient, nachdem sie zuvor für rund 400 Jahre dem Johanniterorden gehört hatte. Im Jahr 1726 wurde sie im Stil des Barock umgestaltet. An der Kölner Straße befindet sich das ehemalige Kreishaus und in der Bahnhofstraße das ehemalige Amtsgericht.

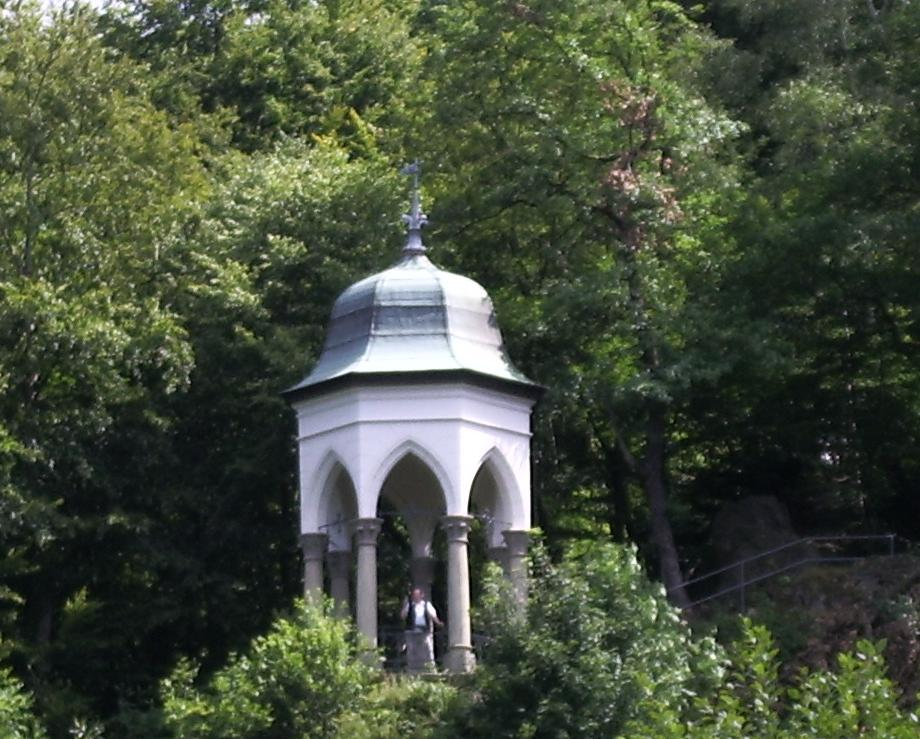
Diederichstempel

Am Stadtpark in der Remscheider Innenstadt wurde in dem ehemaligen Bismarckturm die später nach ihrem langjährigen Leiter benannte „Dr.-Hans-Schäfer-Sternwarte“ eingerichtet.
Als technische Sehenswürdigkeit gilt vor allem die Müngstener Brücke, die höchste Stahleisenbahnbrücke Deutschlands mit einer Höhe von 107 Metern. In ihrer Nähe finden sich auch der sogenannte Diederichstempel, ein im neugotischen Stil gebauter Aussichtspavillon, und die unter Denkmalschutz stehende Napoleonsbrücke.
Außerdem liegen drei Talsperren im Remscheider Stadtgebiet. Die größte ist die Eschbachtalsperre, die erste Trinkwassertalsperre Deutschlands. Hier befinden sich auch das Steinerne Kreuz und das Robert-Böker-Denkmal. Daneben existieren noch die Panzertalsperre, die zweitälteste Talsperre im Bergischen Land und die Wuppertalsperre, in der die versunkene Ortschaft Kräwinklerbrücke mit der Kapelle Maria zur Mühlen liegt.
Die Denkmalliste der Stadt Remscheid führt über 600 Baudenkmäler auf, ergänzende Angaben finden sich in der Liste der Baudenkmäler in Remscheid.
Durch Remscheid verläuft der 10. Abschnitt der Deutschen Alleenstraße, der größten Ferienstraße in Deutschland.

### Museen

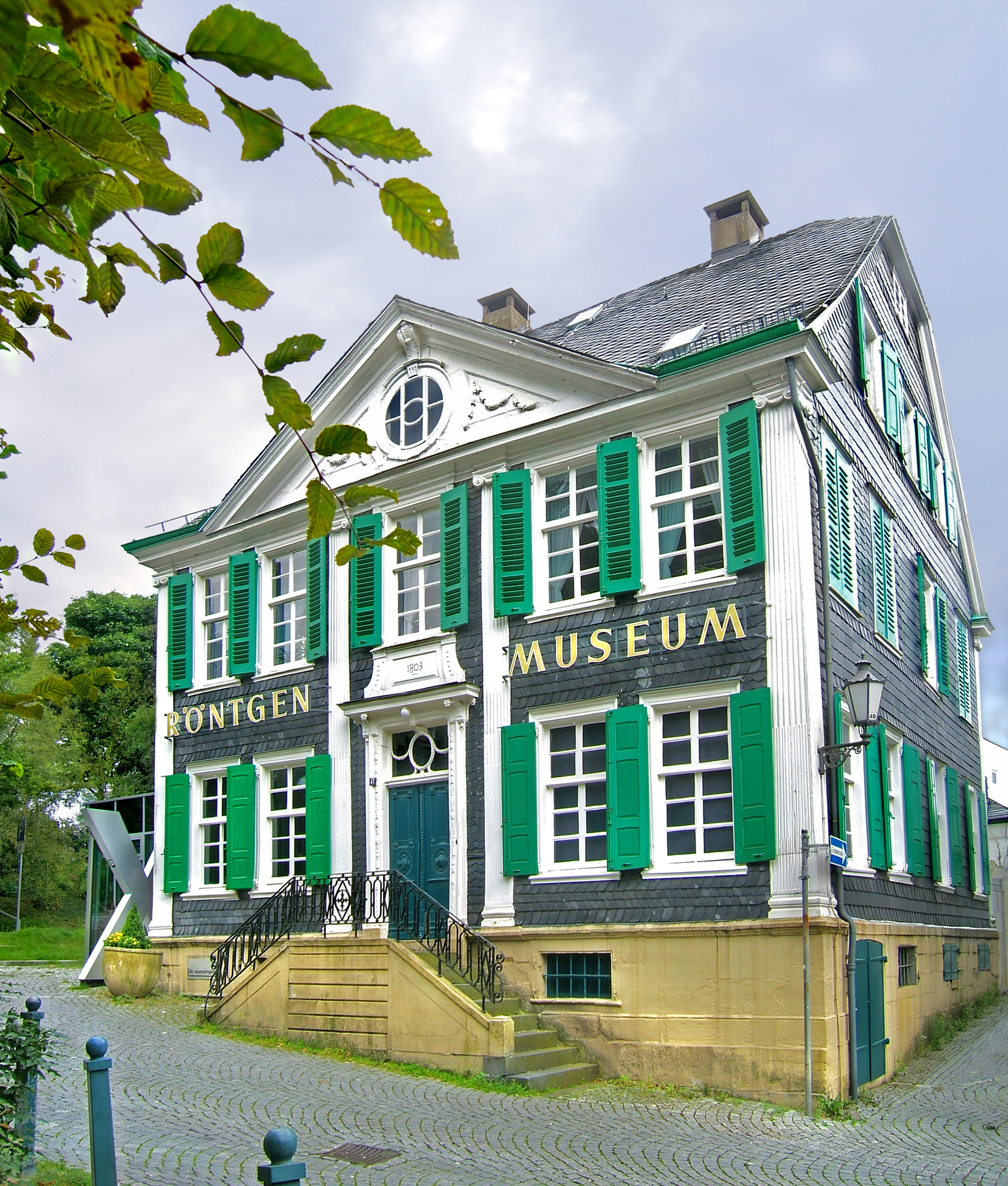
Deutsches Röntgen-Museum

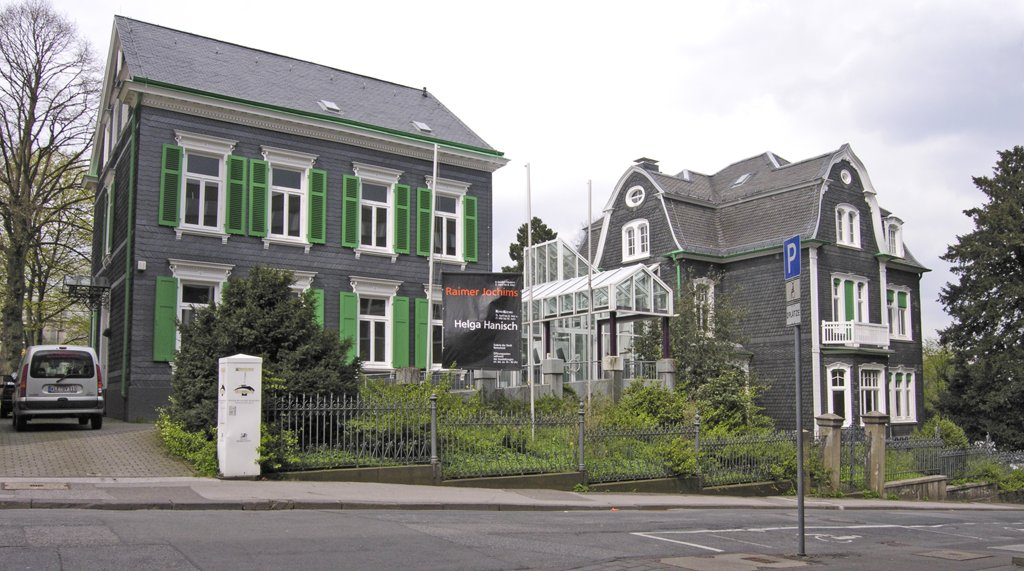
Städtische Galerie

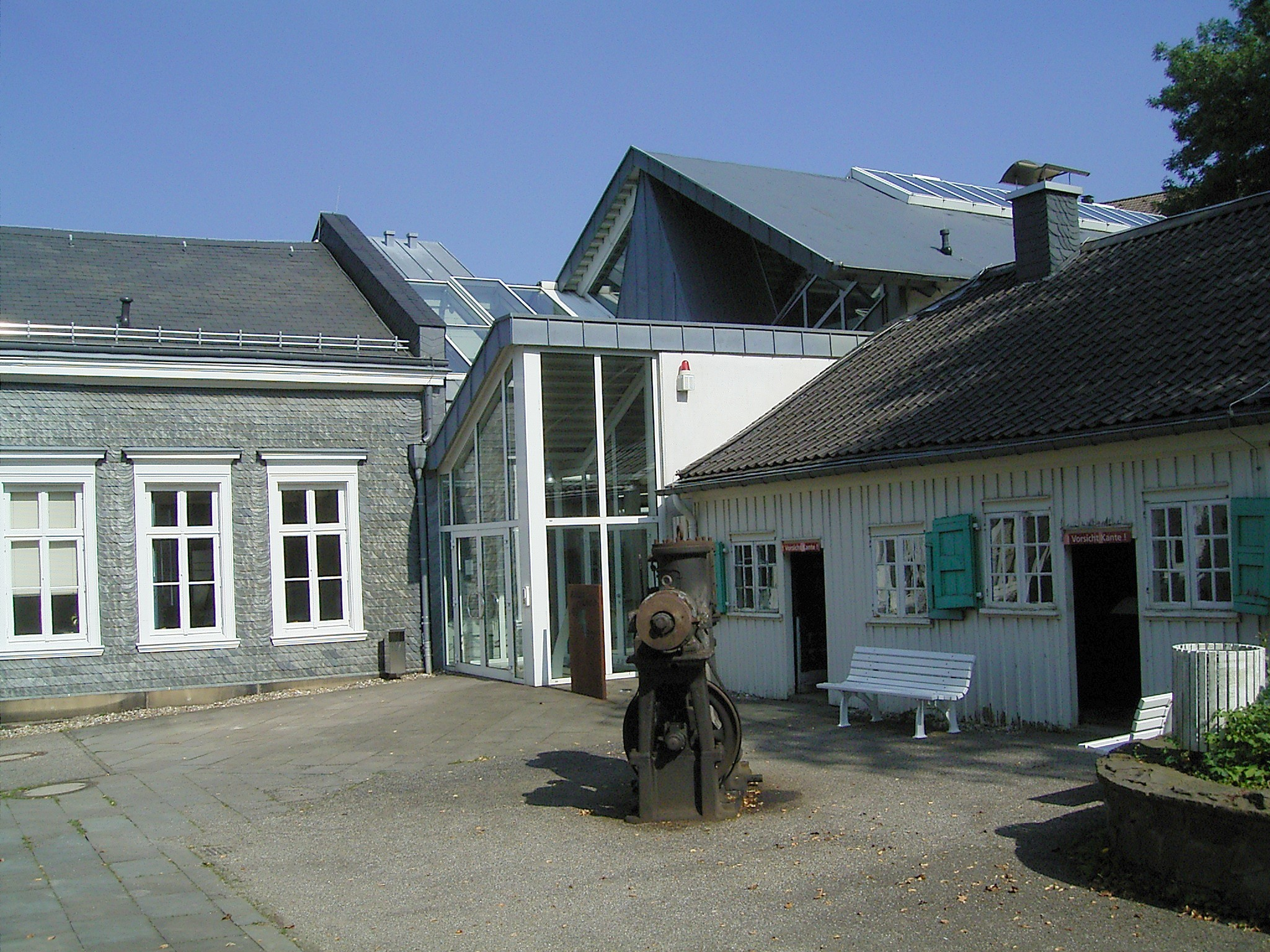
Deutsches Werkzeugmuseum

Nur wenige Schritte vom Geburtshaus von Wilhelm Conrad Röntgen liegt das Deutsche Röntgen-Museum, das an Leben und Entdeckungen des berühmtesten Sohnes der Stadt erinnert. Ebenfalls zum Stadtbezirk Lennep gehört das Tuchmuseum, in dem die ehemalige Tuch- und Textilindustrie des Bergischen Landes dargestellt wird.
Im westlichen Stadtteil Hasten befinden sich das Deutsche Werkzeugmuseum und das Historische Zentrum. Mit dem Historischen Zentrum der Stadt Remscheid ist ebenfalls organisatorisch der Steffenshammer verbunden. Der Steffenshammer ist ein alter bergischer Wasserhammer im Morsbachtal aus dem Jahr 1746. Die neu gebaute Trasse des Werkzeugs dokumentiert ebenfalls die Geschichte der Werkzeugindustrie in Remscheid.
Das jüngste Museum in Remscheid ist das Museum Destille Frantzen. Es entstand mit Hilfe des Entwicklungsprogrammes Regionale 2006 und thematisiert unter anderem das Brennen von Korn sowie die industrielle, historische Bedeutung der Stadtteile Honsberg, Kremenholl und Stachelhausen.
Im Stadtzentrum von Remscheid ist die Städtische Galerie eingerichtet. In zwei denkmalgeschützten bergischen Schieferhäusern gibt es verschiedene Ausstellungen zu internationaler und regionaler Kunst. Zusätzlich besitzt die Einrichtung einen Skulpturengarten.

### Religion

#### Geschichte
Die Siedlung Remscheid, die Stadt Lennep und die Gemeinde Lüttringhausen gehören, seit sie bestehen, zum Gebiet des Erzbistums Köln bzw. zu dessen Archidiakonat des Propstes von St. Kunibert, Dekanat Deutz. Obwohl in der gesamten Gegend unter den Herzögen von Berg die Reformation Einzug hielt, gab es auch weiterhin einige Katholiken, die sich nach Burg an der Wupper, Lennep, Wermelskirchen oder Cronenberg orientierten. 1641 gab es in Lennep ein Minoritenkloster. St. Katharina blieb als Familienstiftung katholisch und wurde ab 1663 von den Minoriten betreut. Im Jahre 1700 wurde die Klosterkirche Lennep eingeweiht, welche später auch den Katholiken im Umkreis als Pfarrkirche diente. Nach der säkularen Schließung des Klosters im Jahr 1803 wurde die Klosterkirche aufgegeben. Erst 1868 durften sich die Lenneper Katholiken über ein eigenes Gotteshaus freuen, das – wie die Klosterkirche zuvor – dem heiligen Bonaventura geweiht wurde.
In Remscheid erhielten die Gemeindeglieder 1847 wieder eine eigene Gemeinde. In der Folgezeit wurde Remscheid Sitz eines eigenen Dekanats (mittlerweile Stadtdekanat Remscheid) innerhalb des neu umschriebenen Erzbistums Köln, zu dem heute alle Pfarrgemeinden der Stadt gehören. Die Pfarrgemeinden Remscheids heißen St. Andreas, St. Bonaventura, St. Engelbert, St. Marien, St. Suitbertus, St. Josef und Heilig Kreuz. Daneben gibt es auch ein Italienisches Pfarramt am Johanneshaus. Die gegenwärtige katholische Geistlichkeit in Remscheid schaffte es nicht, drei weitere katholische Kirchen im Stadtgebiet zu erhalten. Es gingen verloren die Heilig-Geist Kirche in RS-Lüttringhausen, St. Theresia in RS-Lennep und jüngst die Kirche St. Bonifatius in RS-Honsberg.
Die Reformation fasste in Lennep ab 1527, in Remscheid ab 1550 und in Lüttringhausen wohl erst ab 1560 Fuß. Doch dauerte es noch einige Jahrzehnte, bis das lutherische Bekenntnis die ganzen Gemeinden erfasste. 1589 las der Pfarrer in Lennep noch Messen nach römischem Ritus. Ab 1609 erhielt Lennep eine lutherische Kirchenordnung. Doch gab es später in der Gegend auch einige reformierte Gemeindeglieder. Beide Konfessionen vereinigten sich ab 1839 sowohl in Lennep als auch in Remscheid zu einer unierten Gemeinde.
In ganz Preußen war bereits 1817 die Union der lutherischen und reformierten Gemeinden in der Evangelischen Kirche in Preußen eingeführt worden. Die Gemeindeglieder gehörten zur Kreissynode Lennep, wo ein Superintendent seinen Sitz hatte. Hieraus entstand der heutige Evangelische Kirchenkreis Lennep innerhalb der Evangelischen Kirche im Rheinland, zu dem heute alle evangelischen Gemeinden Remscheids gehören, sofern es sich nicht um Freikirchen handelt. Der Evangelische Kirchenkreis Lennep umfasst insgesamt zwanzig evangelische Kirchengemeinden, auch einige Gemeinden außerhalb der heutigen Stadt Remscheid, etwa in Radevormwald, Hückeswagen und Wermelskirchen.
In Remscheid sind ferner verschiedene Freikirchen ansässig, darunter zwei Evangelisch-Freikirchliche Gemeinden (Baptisten und Brüderbewegung), eine Gemeinde der Evangelisch-methodistischen Kirche, eine Freie evangelische Gemeinde (FeG), die Jesus Freaks Remscheid e. V., eine Gemeinde der Selbständigen Evangelisch-Lutherischen Kirche (die Martini-Gemeinde), sowie die Gemeinschaft der Siebenten-Tags-Adventisten.
Jehovas Zeugen sind im Remscheider Stadtgebiet mit drei deutschsprachigen Versammlungen (West, Ost, Lennep) vertreten. Außerdem gibt es noch eine italienische und eine polnische Versammlung. Die Zusammenkünfte werden in zwei Königreichssälen in Lennep und Nord

#### Konfessionsstatistik
Laut der Volkszählung 2011 waren im Jahr 2011 35,5 % der Einwohner evangelisch, 22,7 % römisch-katholisch und 41,8 % waren konfessionslos, gehörten einer anderen Glaubensgemeinschaft an oder machten keine Angabe. Der Anteil der Katholiken und Protestanten an der Gesamtbevölkerung sinkt seitdem jährlich um zirka 1 Prozentpunkt. Im  Dezember 2024 waren von den Einwohnern 23,9 % evangelisch (27.517), 19,3 % katholisch (22.185) und 56,9 % konfessionslos oder gehörten einer anderen Glaubensgemeinschaft an.
Laut kirchliche Statistik waren am 31. Dezember 2024 von den Einwohnern 22.300 Mitglied der katholische Kirche.
Nach einer Berechnung aus den Zensuszahlen für die Personen mit Migrationshintergrund lag der Bevölkerungsanteil der Muslime in Remscheid 2011 bei 10,7 % (rund 11.800 Personen).

#### Römisch-katholische Kirchen
Heilig-Kreuz
Die Heilig-Kreuz-Kirche ist die Kirche der Katholischen Pfarrgemeinde in Remscheid-Lüttringhausen. Sie wurde von 1925 bis 1927 erbaut. Ursprünglich hatte in alter Zeit an der heutigen Kreuzbergstraße ein großes Kreuz gestanden, zu dem Gläubige aus dem Bergischen Land pilgerten. An dieser Stelle wollten die Katholiken später eine Kirche erbauen. Doch der damalige Lüttringhauser Bürgermeister Richard Gertenbach fand, dass dieser Platz sich besser für ein neues Rathaus eigne. So tauschte er mit dem katholischen Eigentümer das Grundstück und baute 1908 an der Kreuzbergstraße das Rathaus. Das Grundstück für die katholische Kirche liegt in der Richard-Pick-Straße 7, einige hundert Meter entfernt. Zur Erinnerung an den ehemaligen Standort des Kreuzes bekam die Kirche dann ihren Namen. Architekt war der Lenneper Otto Christ, der „das längliche Kirchenschiff mit Satteldach und Schmuckgiebeln im Stil des Traditionalismus der 1920er Jahre in Anlehnung an süddeutsche Barockformen“ entwarf. Am 23. Oktober 1927 erfolgte die Einweihung der Glocken. Die Glasbilder der Fenster stammen von Wilhelm de Graaff aus Essen-Werden, während die Orgel von Johannes Klais aus Bonn gefertigt wurde.
Heilig-Geist
Die Heilig-Geist-Kirche (Architekt Hans Schilling) im Stadtteil Klausen wurde im November 1970 durch Weihbischof Augustinus Frotz geweiht und im September/Oktober 2000 abgerissen. Aufgrund der zurückgehenden Gottesdienstbesucher konnte die Kirchengemeinde Heilig-Kreuz das Gotteshaus nicht weiter unterhalten.
St. Engelbert
St. Engelbert ist der jüngste Kirchenbau in Remscheid. Er liegt in Vieringhausen. Nach der Grundsteinlegung am 19. Februar 1989 fand die Einweihung am 27. Mai 1990 statt, Architekt war der Düsseldorfer Wilhelm Dahmen. Neben anderen Kunstgegenständen befinden sich in der Kirche ein Kreuz von Bert Gerresheim und Fenster von Johannes Schreiter. Die Kirche steht unter dem Patronat des heiligen Graf Engelbert II. von Berg. Die Gottesdienste finden in deutscher und polnischer Sprache statt.
St. Suitbertus
Die Kirche liegt an der Papenberger Straße, nahe der Palmstraße, in der im Jahre 1847 das erste katholische Gotteshaus nach der Reformation erbaut wurde. In den Jahren 1882 bis 1883 errichtete man hier die St. Suitbertuskirche im neoromanischen Stil. Der Turm wurde erst 1894 angebaut. Durch den Bombenangriff am 31. Juli 1943 wurde die Kirche – und hier vor allem der Turm – erheblich beschädigt. Bis auf die kunstvoll gestalteten Beichtstühle aus dunklem Holz ist kaum etwas von der ursprünglichen Innenausstattung erhalten geblieben. Beim Wiederaufbau erhielt der Turm eine etwas stumpfere Form, welche besser zu der romanischen Bauart des Gotteshauses passt.
St. Bonifatius
Die 1978 erbaute Kirche liegt im Stadtteil Honsberg.
St. Marien
Die Kirche liegt an der Wilhelmstraße in einem Parkgelände mit hohem Baumbestand. Sie wurde 1929–1930 nach Plänen der Düsseldorfer Architekten Tietmann & Haake zunächst als einschiffige Kirche mit Spitztonnen-Rabitzgewölbe errichtet und bot damals 170 Gemeindegliedern Platz. Bis 1967 steigerte sich die Zahl der Kirchgänger derart, dass eine Erweiterung erforderlich wurde (Arch. Theodor Scholten, Bergisch Gladbach) – 1968 zählte die Gemeinde immerhin etwa 4600 Mitglieder. Zwecks Vergrößerung wurden die Querseite mit dem früheren Haupteingang um zehn Meter vorgezogen und an der Längsseite eine Beicht- und eine Taufkapelle angefügt. Außerdem gab es noch eine optische Vergrößerung, indem das Hauptschiff hochgezogen wurde: Das Rabitzgewölbe wurde entfernt, die Decke des Hauptschiffs sowie der beiden neuen Kapellen wurden mit Fichtenholz verkleidet. Eine neue Orgel und ein zeitgenössischer Altar kamen hinzu. Danach bot das Gotteshaus Platz für 320 Besucher. Erhalten blieb das farbige Marienfenster (Künstler W. Pütz).
St. Josef
Die Kirche liegt an der Ecke Berghauser/Menninghauser Straße (laut Bauamt: Berghauser Str. 20) in Remscheid-Süd. Erbaut wurde sie 1928 nach mehrfach geänderten Entwürfen des Lenneper Architekten Otto Christ schließlich im Stile der „Neuen Sachlichkeit“. Der vertikal akzentuierte Glockenturm ist weithin sichtbar und gilt als Wahrzeichen von Remscheid-Süd. Sonntags und an großen kirchlichen Feiertagen wird dort eine heilige Messe im tridentinischen Ritus gefeiert, zusätzlich zu den gewohnten Gemeindemessen. Zelebranten sind die Geistlichen der Priesterbruderschaft St. Petrus aus Köln. Außerdem werden Eucharistiefeiern in polnischer Sprache und in kroatischer Sprache an allen Sonntagen gehalten. Als einziges Gotteshaus in Remscheid besitzt St. Josef eine Krypta (kleine Unterkirche), welche z. B. für Werktagsmessen oder besondere religiöse Angebote genutzt wird. Im Kirchturm sind fünf Glocken untergebracht. Die heutige Orgel stammt von der Firma Seifert aus Kevelaer und wurde am 30. Oktober 1988 geweiht. In einer Nische im Eingangsbereich der Kirche dient eine Darstellung der Fatima-Madonna der Gemeinde zur stillen Andacht; sie wurde eigens für St. Josef in Portugal geschaffen und dort gesegnet.
St. Bonaventura
Die Kirche liegt an der Hackenberger Straße 1 in Lennep. Die dreischiffige neugotische Hallenkirche ist 1868 eingeweiht worden.
St. Andreas
Die Kirche wurde im Heiligen Jahr 1925 erbaut und liegt im Stadtteil Bergisch Born, der am 1. Januar 1975 nach Remscheid eingemeindet wurde.
St. Theresia
Die Kirche wurde 1980 in Hasenberg als Filialkirche von St. Bonaventura gebaut, am 27. April 2006 profaniert und im Jahr 2007 abgerissen.

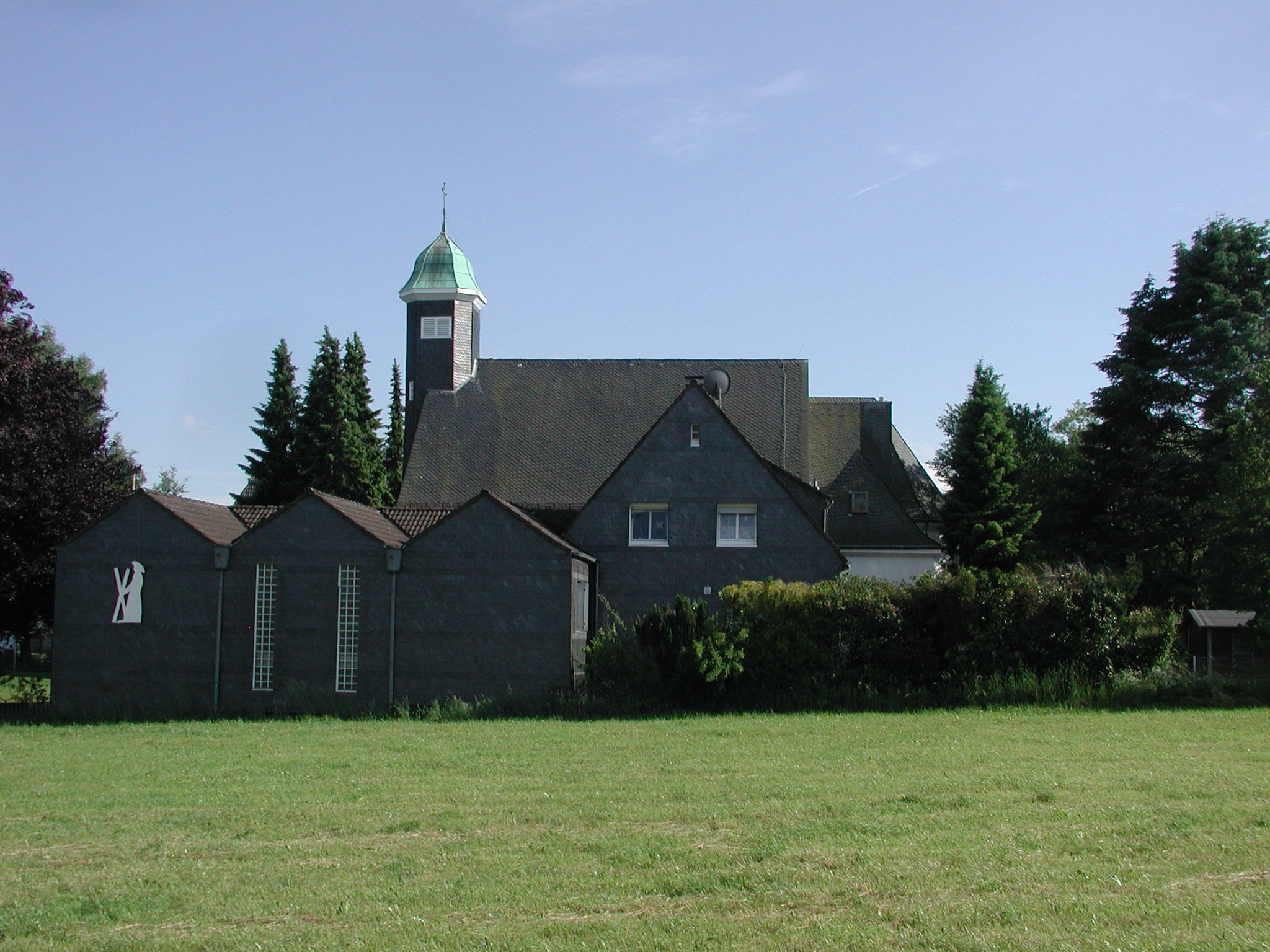
St. Andreas in Bergisch Born, Remscheid-Ost
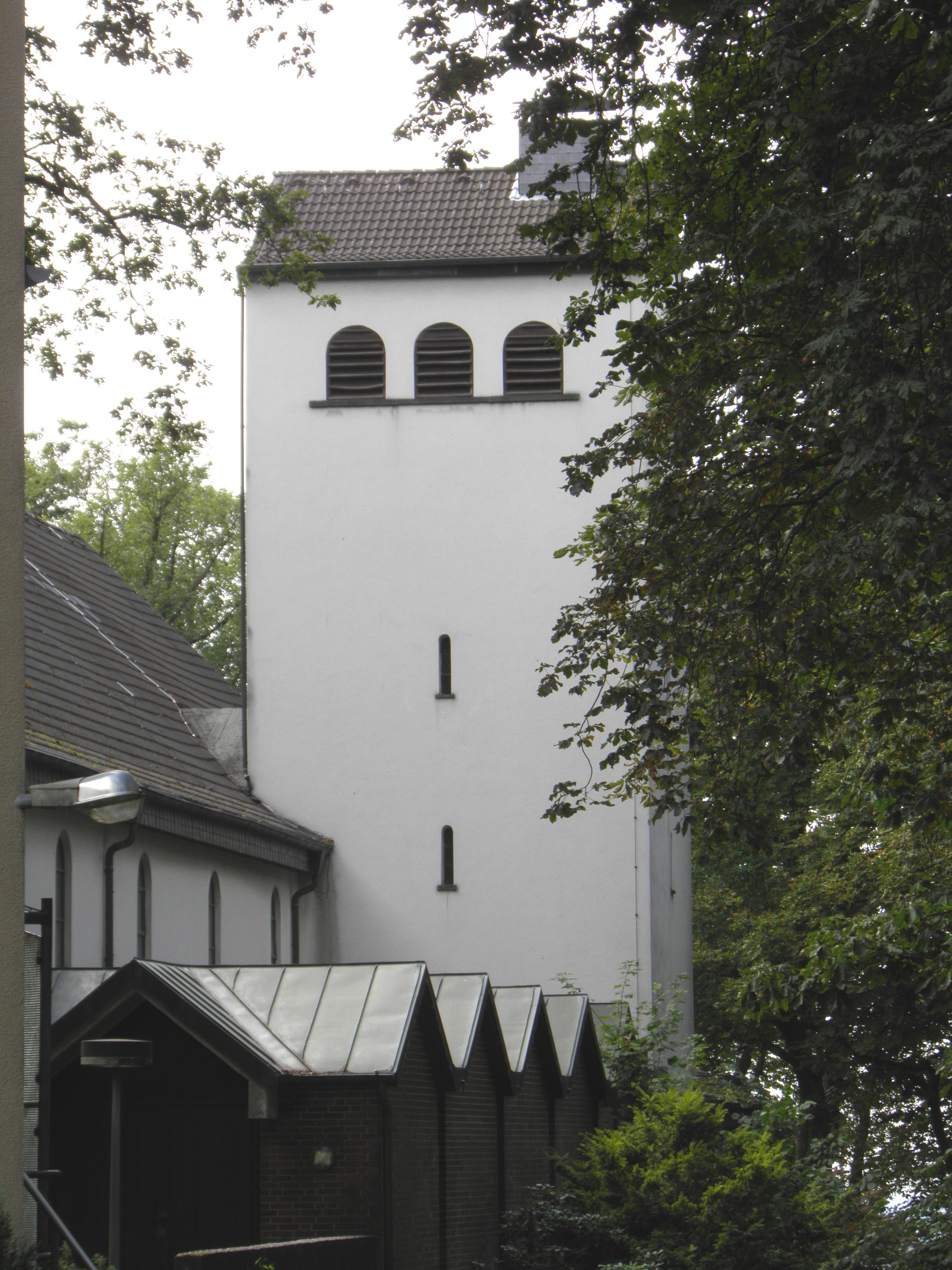
Kathol. Kirche St. Marien, Remscheid-Innenstadt
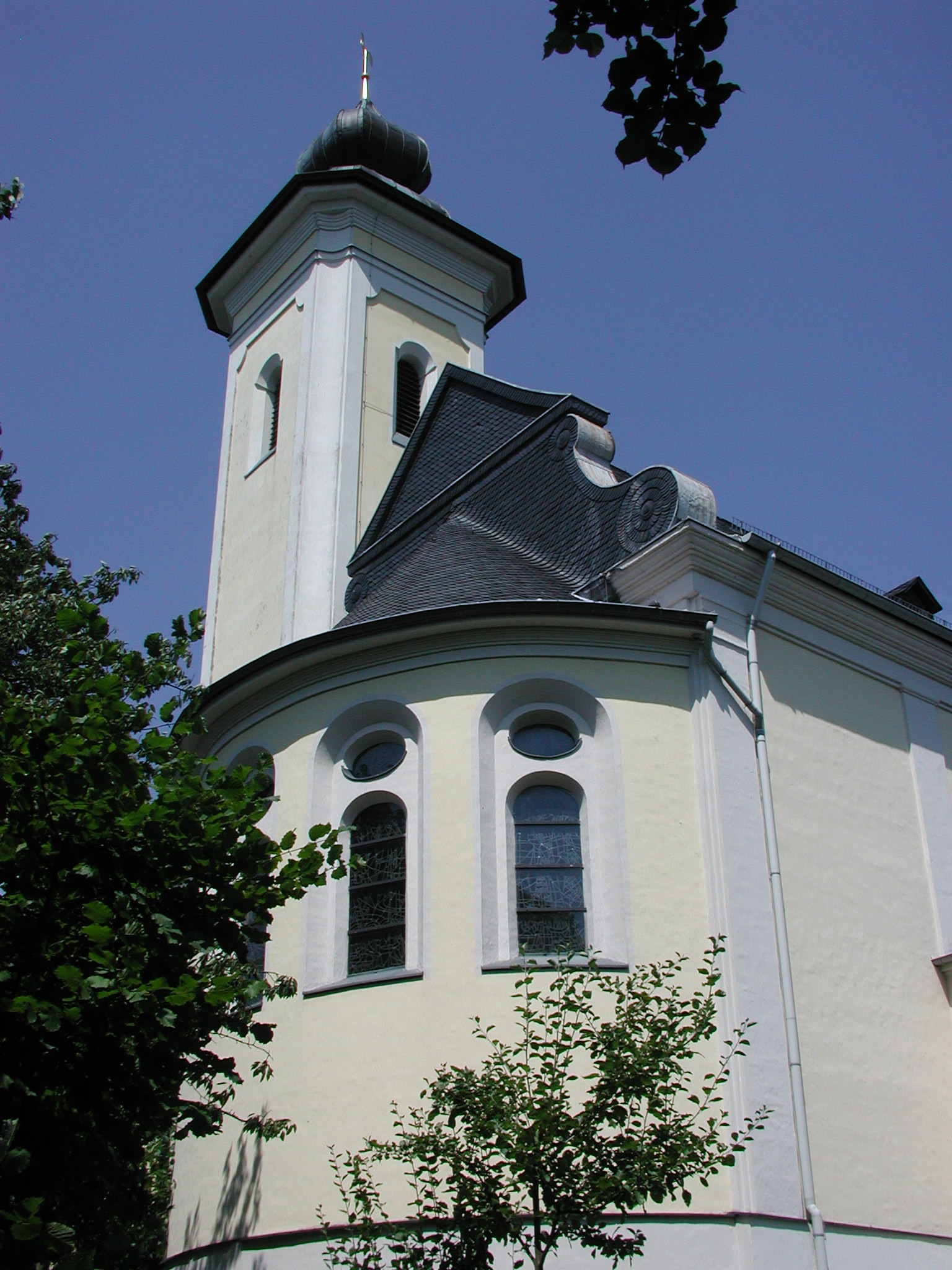
Heilig-Kreuz-Kirche in Remscheid-Lüttringhausen
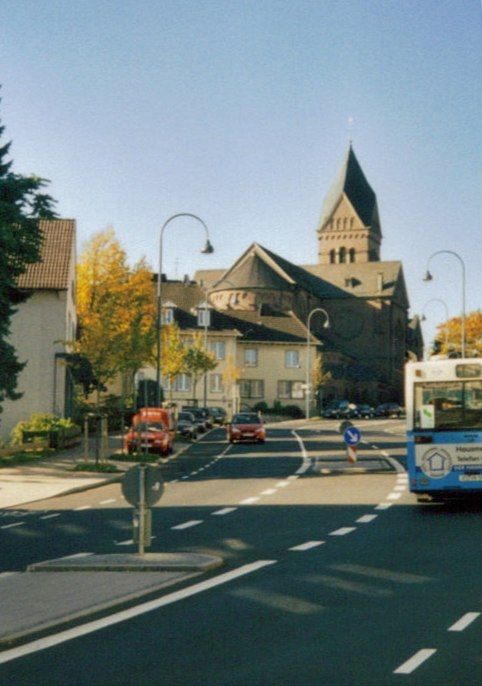
St. Suitbertus, Remscheid-Innenstadt
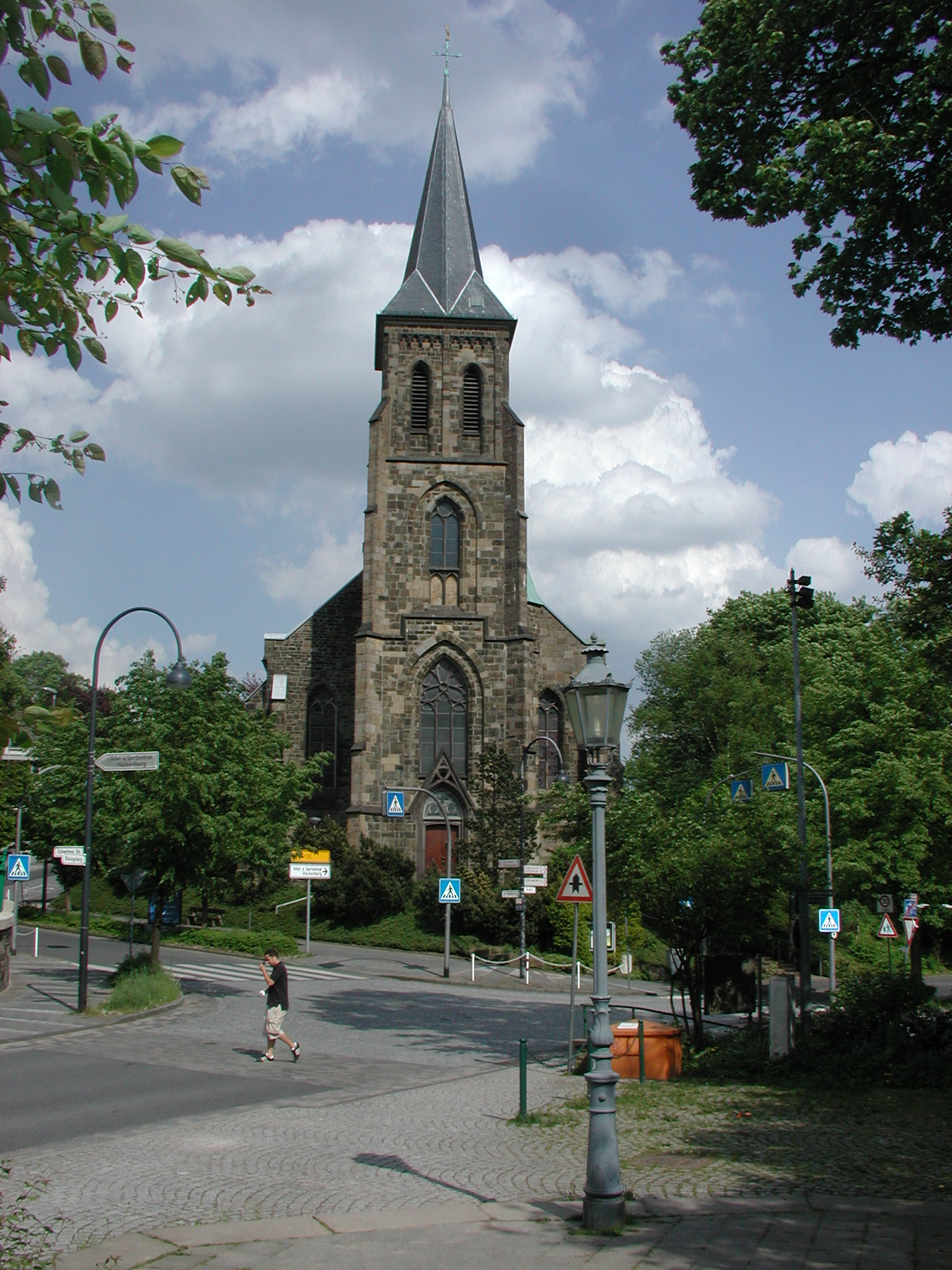
Kirche St. Bonaventura in Remscheid-Lennep
St. Josef in Remscheid-Süd

#### Evangelische Kirchen
Evangelische Stadtkirche Remscheid
Ursprünglich ist die ev. Stadtkirche aus einer alten Fronhofskapelle hervorgegangen.
Als barocke Saalkirche wurde sie nach dem Stadtbrand im Jahr 1723 neu errichtet und 1726 eingeweiht. Der Bombenangriff auf Remscheid am 31. Juli 1943 richtete schwere Zerstörungen an dem Gebäude an. Es brannte bis auf die Außenmauern nieder. Nach dem Zweiten Weltkrieg entschloss sich die Stadt unter Leitung des Remscheider Architekten Hanns Berger zum Wiederaufbau. Am 27. Februar 1955 wurde der Einweihungsgottesdienst gefeiert. Vielen Gemeindemitgliedern gefiel der Innenraum jedoch nicht, so dass dieser im Rahmen der erforderlichen Sanierung des Mauerwerks im Jahr 1977 neu gestaltet wurde. Die Wiedereröffnung erfolgte im November 1980.
Kirche in Bergisch Born
Die Kirche liegt an der B 51 im Ortsteil Bergisch Born.
Kirche bei der Stiftung Tannenhof
Die Kirche liegt auf dem Gelände der Evangelischen Stiftung Tannenhof. Am 14. Juli 1907 erfolgte die Grundsteinlegung, ein Jahr später die Einweihung. Noch vor dem Zweiten Weltkrieg wurden die beiden Seitenemporen zusätzlich eingebaut. Auf der Kirchturmspitze erkennt man das Christus-Monogramm, die griechischen Buchstaben X und P. Besagte Spitze dient auch als trigonometrischer Punkt bei der Landvermessung.
Kirche Kräwinklerbrücke
Die 1953 erbaute Kirche liegt am Kirchweg.
Evangelische Stadtkirche Lüttringhausen
Die älteste Kirche Lüttringhausens ist die 1735 erbaute evangelische Kirche. Sie gilt weithin als Meisterwerk des „Bergischen Barocks“.
Evangelische Stadtkirche Lennep

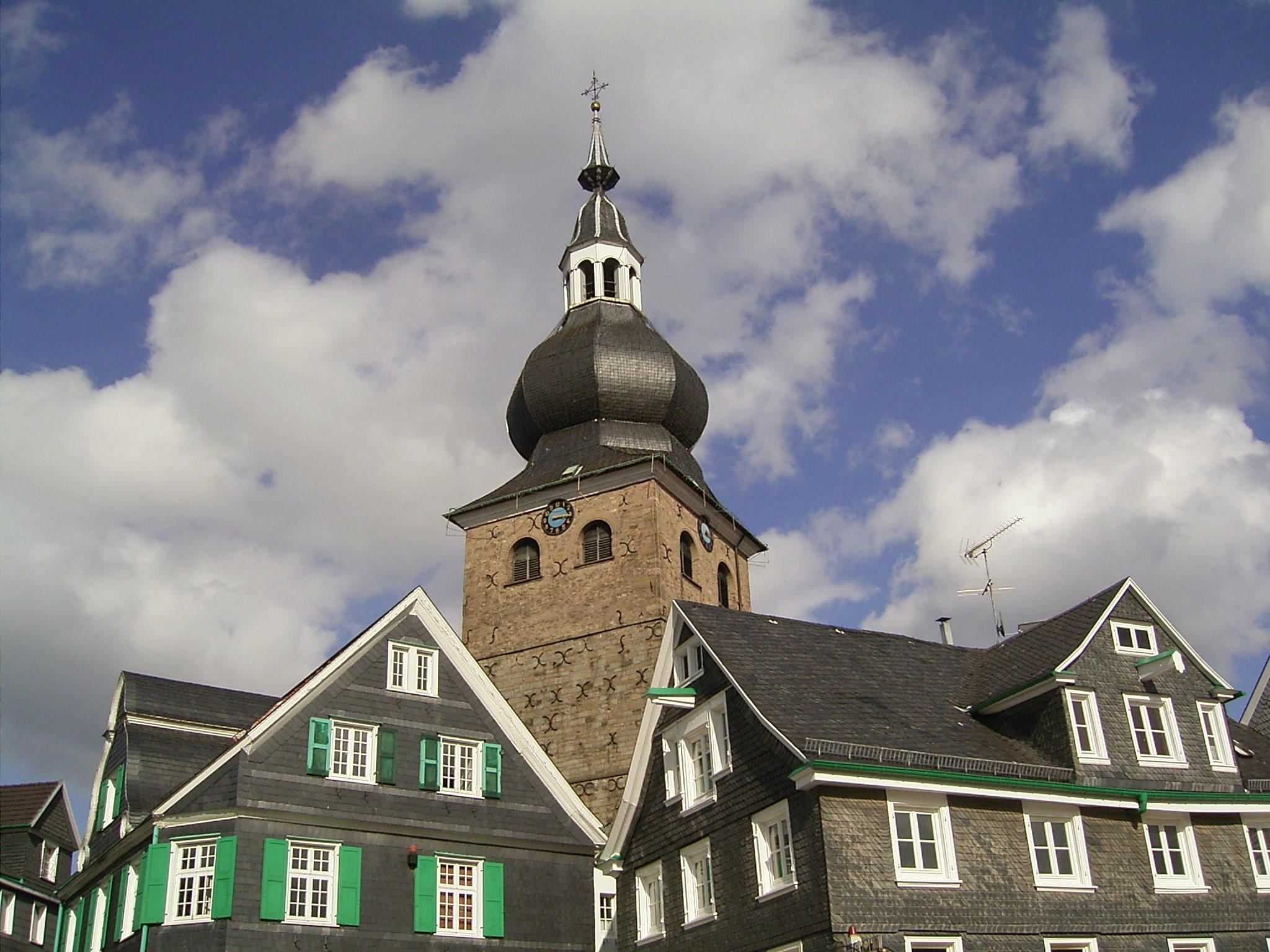
Remscheid, Evangelische Stadtkirche Lennep

Die Kirche liegt inmitten der Altstadt. Das erste Kirchengebäude stammte aus dem Mittelalter. Beim zweiten Stadtbrand 1563 wurde das Gotteshaus schwer beschädigt, konnte jedoch repariert werden, während nach dem dritten Stadtbrand im Jahre 1746 nur eine Ruine blieb. An selbiger Stelle wurde eine neue Kirche errichtet – eine bergische Predigtkirche als Saalkirche – und 1756 eingeweiht. Im August wurde die von Christian und Gerhard Kleine aus Eckenhagen gelieferte Orgel installiert.
Waldkirche Lennep
Die Kirche liegt am Wallenberg nahe der Wuppertalsperre
Kirche Goldenberg
Die Kirche liegt am Goldenberger Kirchweg und wurde 1954 erbaut und eingeweiht. Nebenan steht das Pfarrhaus. Angegliedert ist ein Kindergarten unter der Trägerschaft der evangelischen Kirchengemeinde Lüttringhausen.
Johanneskirche
Die Kirche liegt an der Hohenhagener Straße. Sie wurde 1952 von Hanns Berger errichtet. Seit der Fertigstellung des neuen Gemeindezentrums in der Eschenstraße findet hier kein regelmäßiger Gottesdienst mehr statt.
Lutherkirche
Die nach dem Reformator Martin Luther benannte Kirche liegt an der Ecke Martin-Luther-Straße / Goethestraße und wurde 1891–1894 im neogotischen Stil nach einem Entwurf des Essener Architekten Peter Zindel erbaut. Sie war die dritte evangelische Kirche in Remscheid und steht seit 1987 unter Denkmalschutz. Als 1971 die alte Walcker-Orgel störanfällig geworden war, bekam die Kirche im Rahmen der Neugestaltung des Innenraums eine neue Steinmeyer-Orgel.
Versöhnungskirche
Die Versöhnungskirche an der Burger Straße wurde 1968 nach den Plänen des Architekten Walter Arns errichtet.
Christuskirche
Die Kirche liegt an der Burger Straße. Die seit 1956 bestehende Gemeinde umfasst neben den Stadtbezirken Bliedinghausen und Ehringhausen noch Papenberg, Ueling und Burger Straße. Sie ist Teil des Kirchenkreises Lennep. Das Gemeindezentrum liegt an der Burger Straße, der zugehörige Kindergarten und der evangelische Südfriedhof befinden sich in der Steinackerstraße. Die Kirche gilt als Zweckbau aus den 1950er Jahren.
Pauluskirche
Die Pauluskirche, als Filialkirche der Remscheider Stadtkirche 1853 erbaut, erhielt im Jahr 1928 ihren Namen. Sie liegt an der Büchelstraße im Ortsteil Hasten. Sie wurde nach den Plänen von Baumeister Carl Conradi im Stile des Rundbogen-Klassizismus erbaut. Der Orgelprospekt stammt aus den Jahren 1866/1867. Das „Kreuzigungsfenster“ und das „Auferstehungsfenster“ datieren auf 1905, das „Tauffenster“ und das „Abendmahlsfenster“ auf 1910. Immer noch in Betrieb ist ein mechanisches Uhrwerk.
Adolf-Clarenbach-Kirche
Die Kirche liegt an der Reinshagener Straße im Ortsteil Reinshagen.

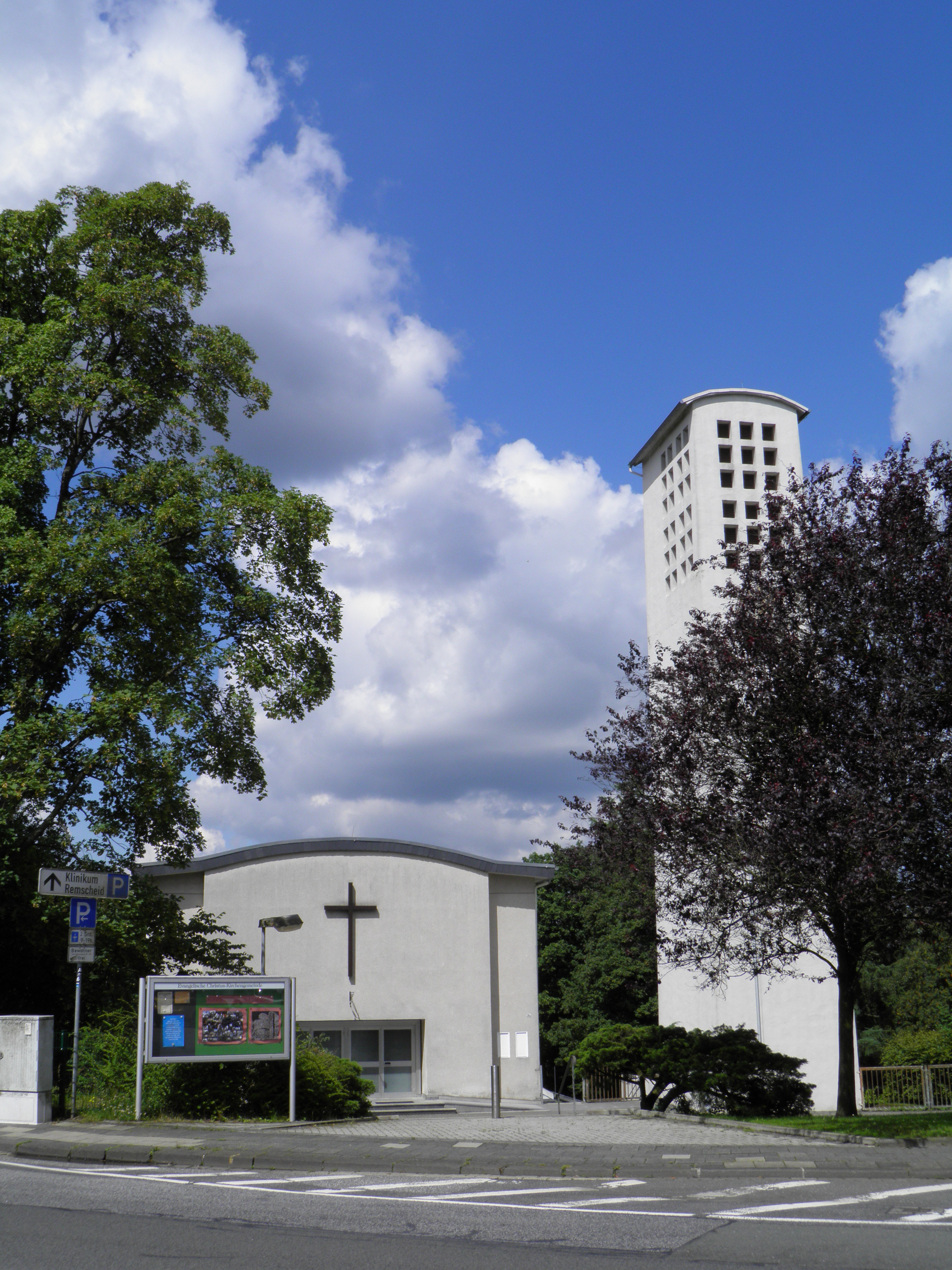
Christuskirche an der Burger Straße
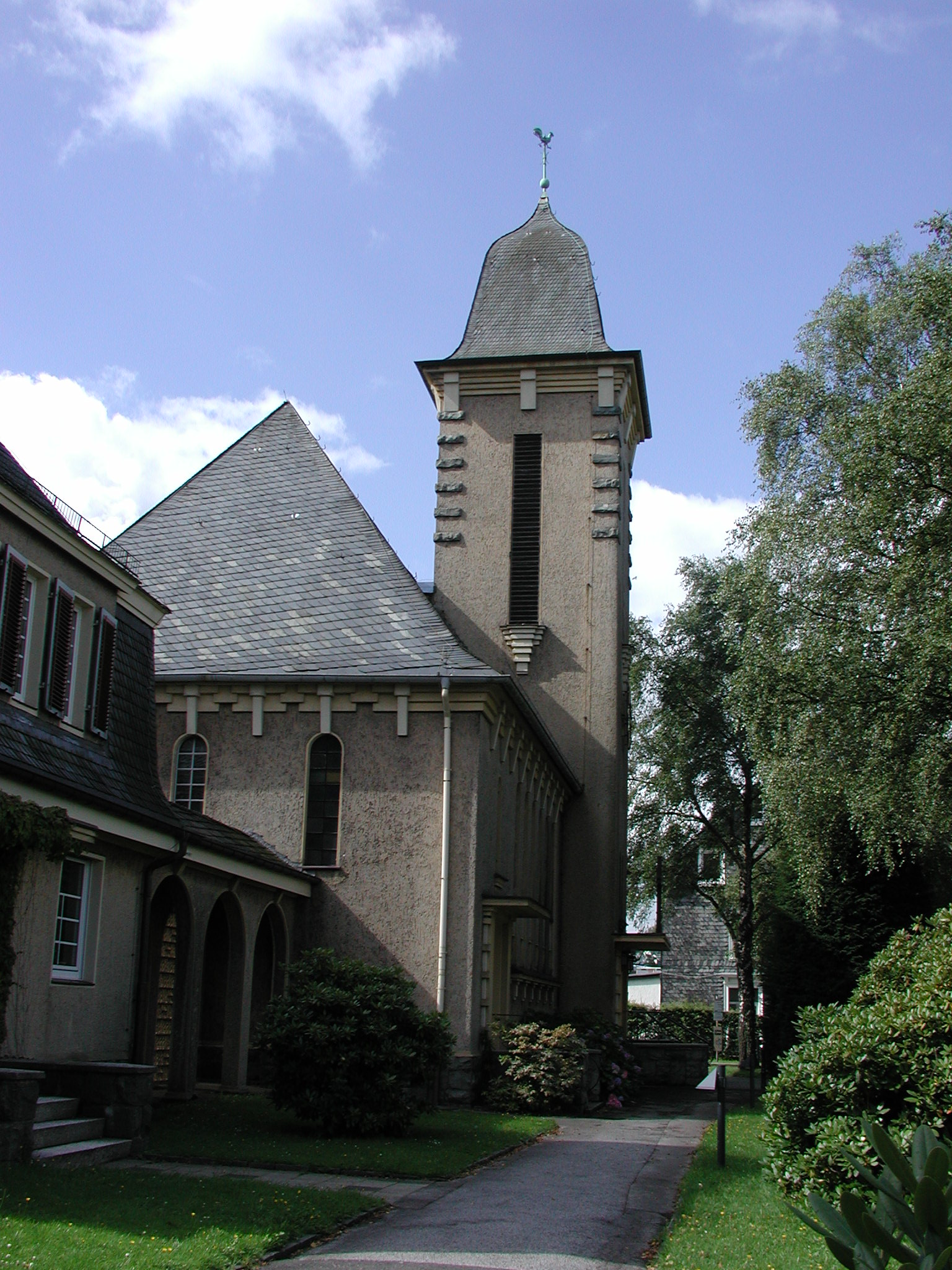
Adolf-Clarenbach-Kirche Reinshagen
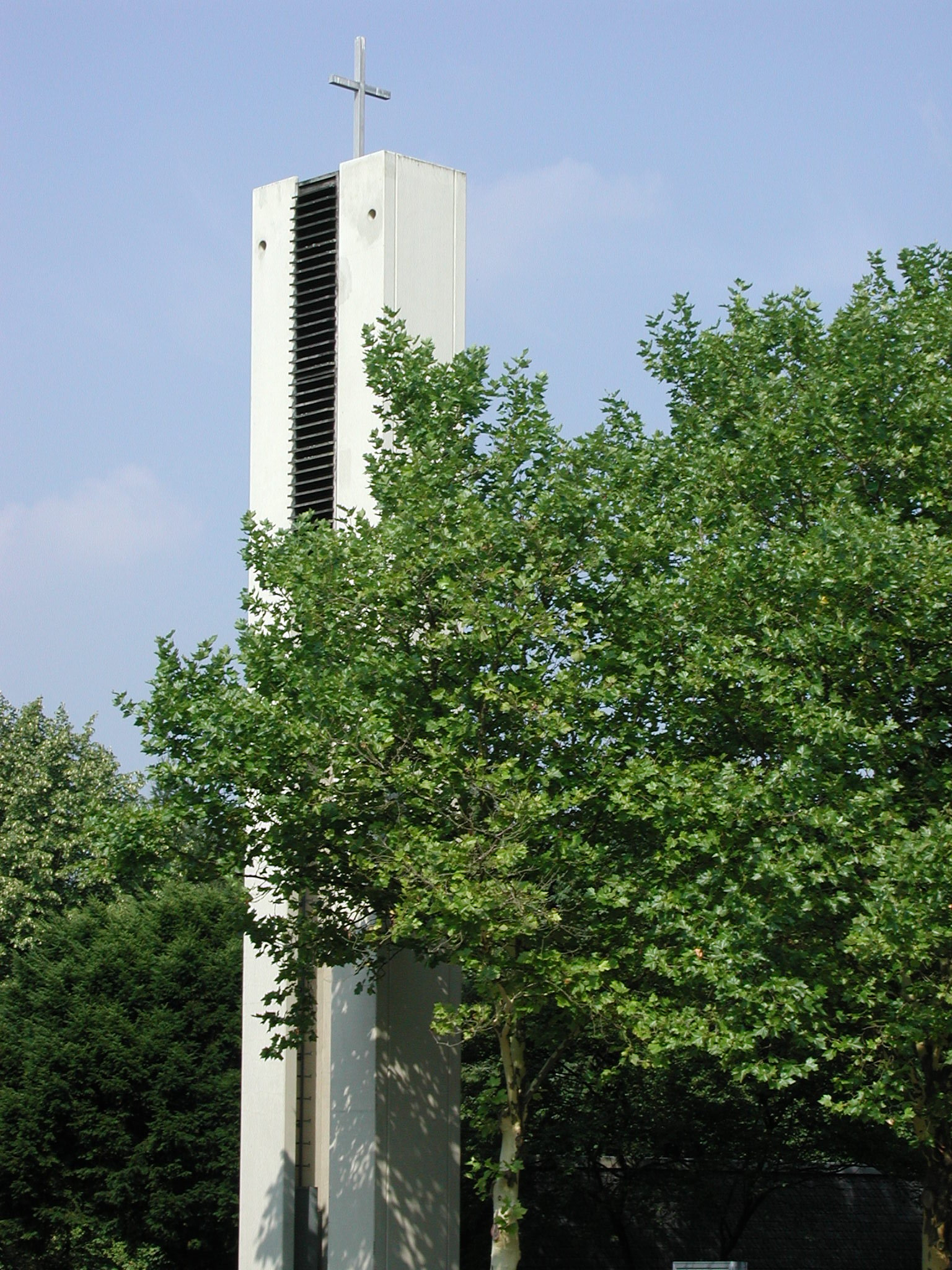
Ehemalige evang. Kirche Klausen (2014 abgerissen)
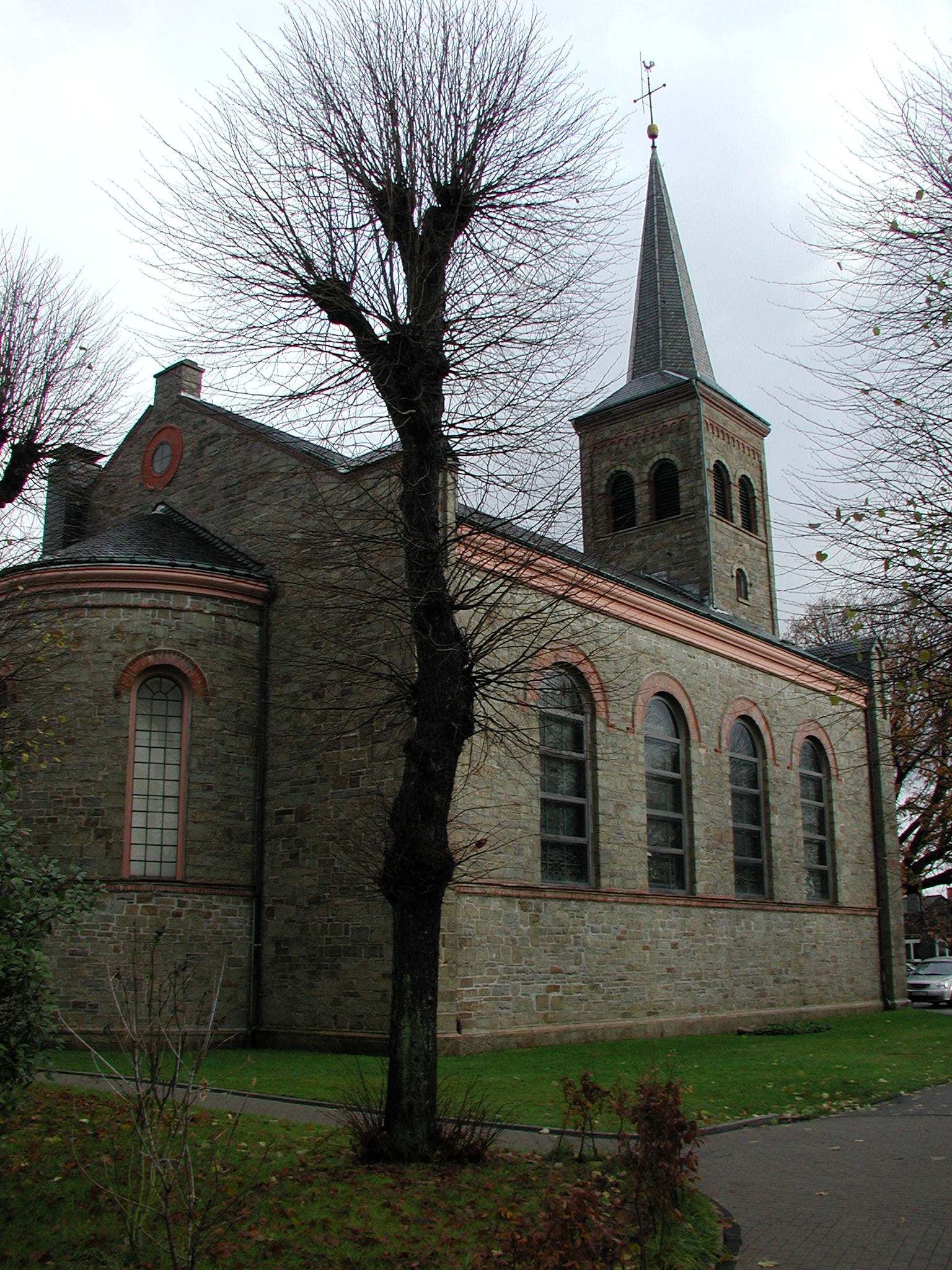
Pauluskirche Hasten
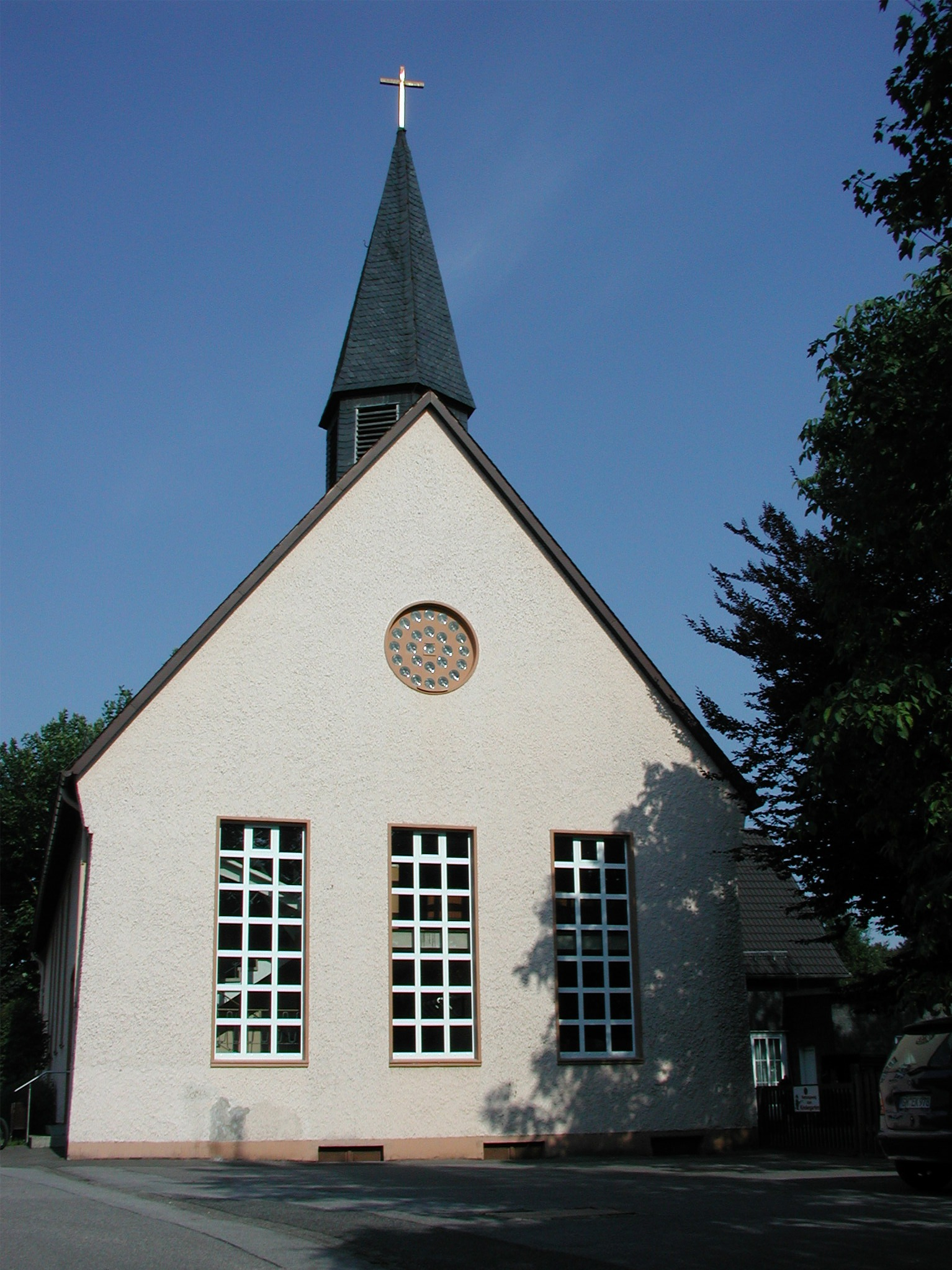
Evang. Kirche Goldenberg
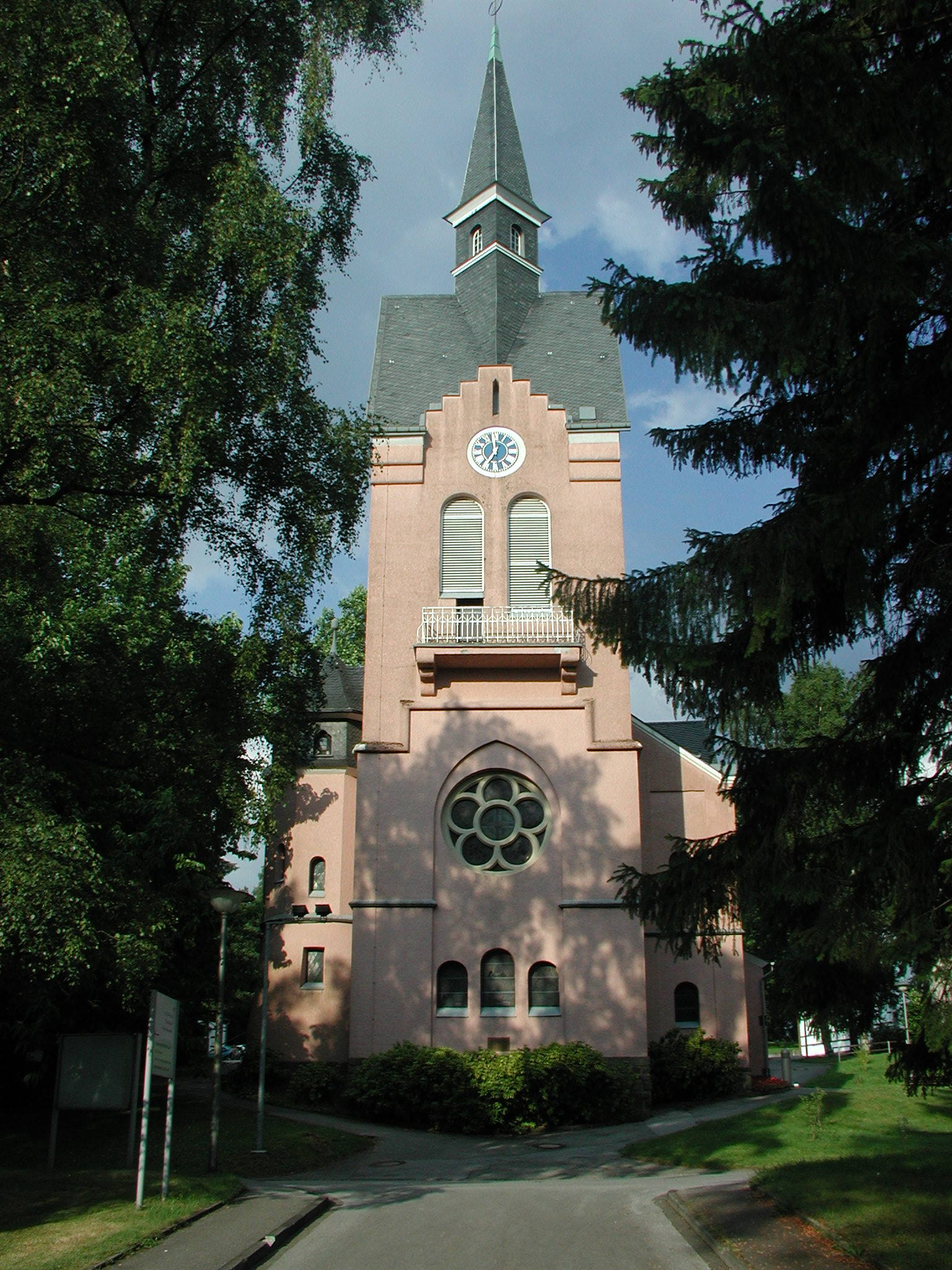
Evang. Kirche der Stiftung Tannenhof
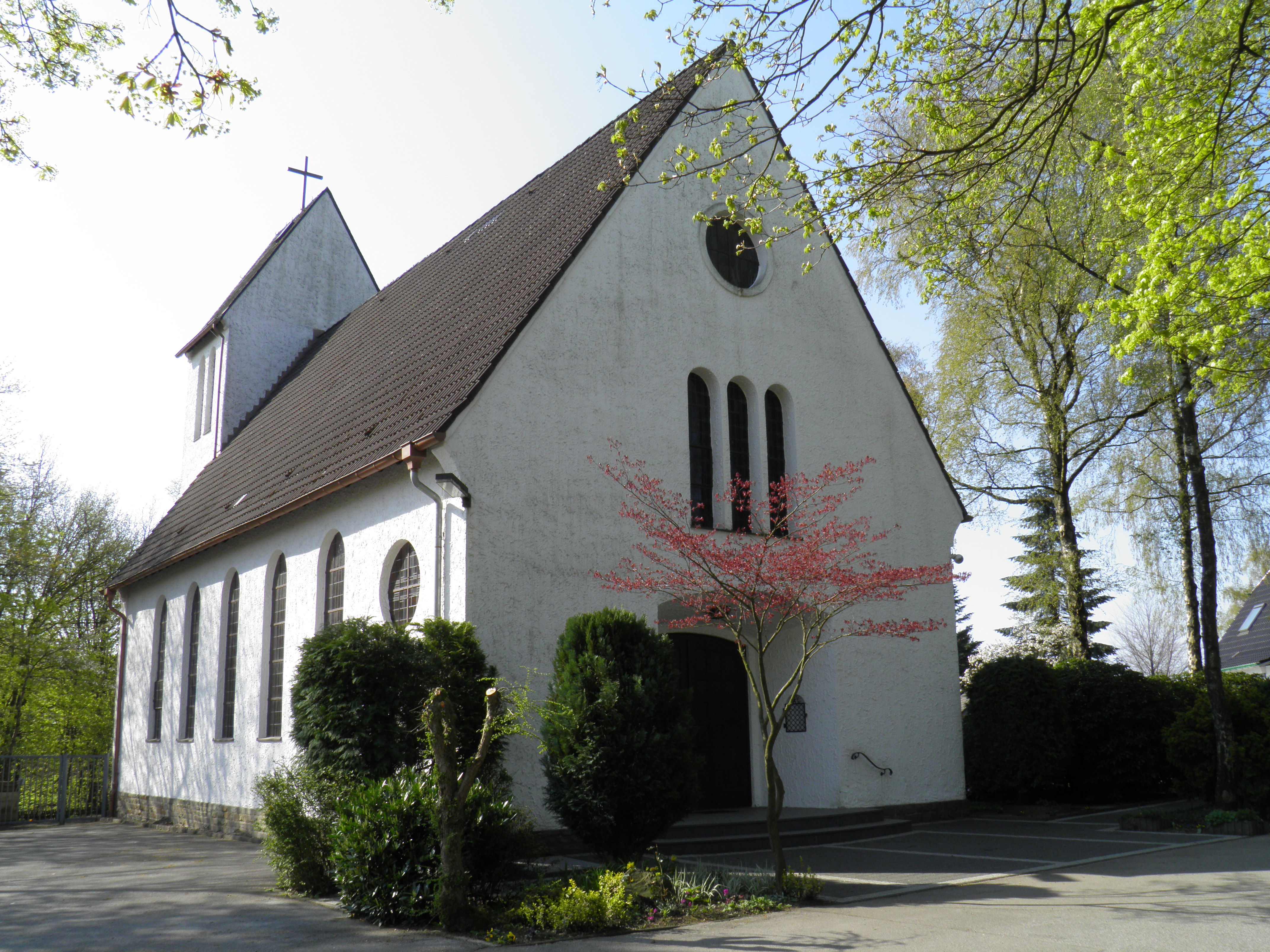
Evang. Kirche Bergisch Born
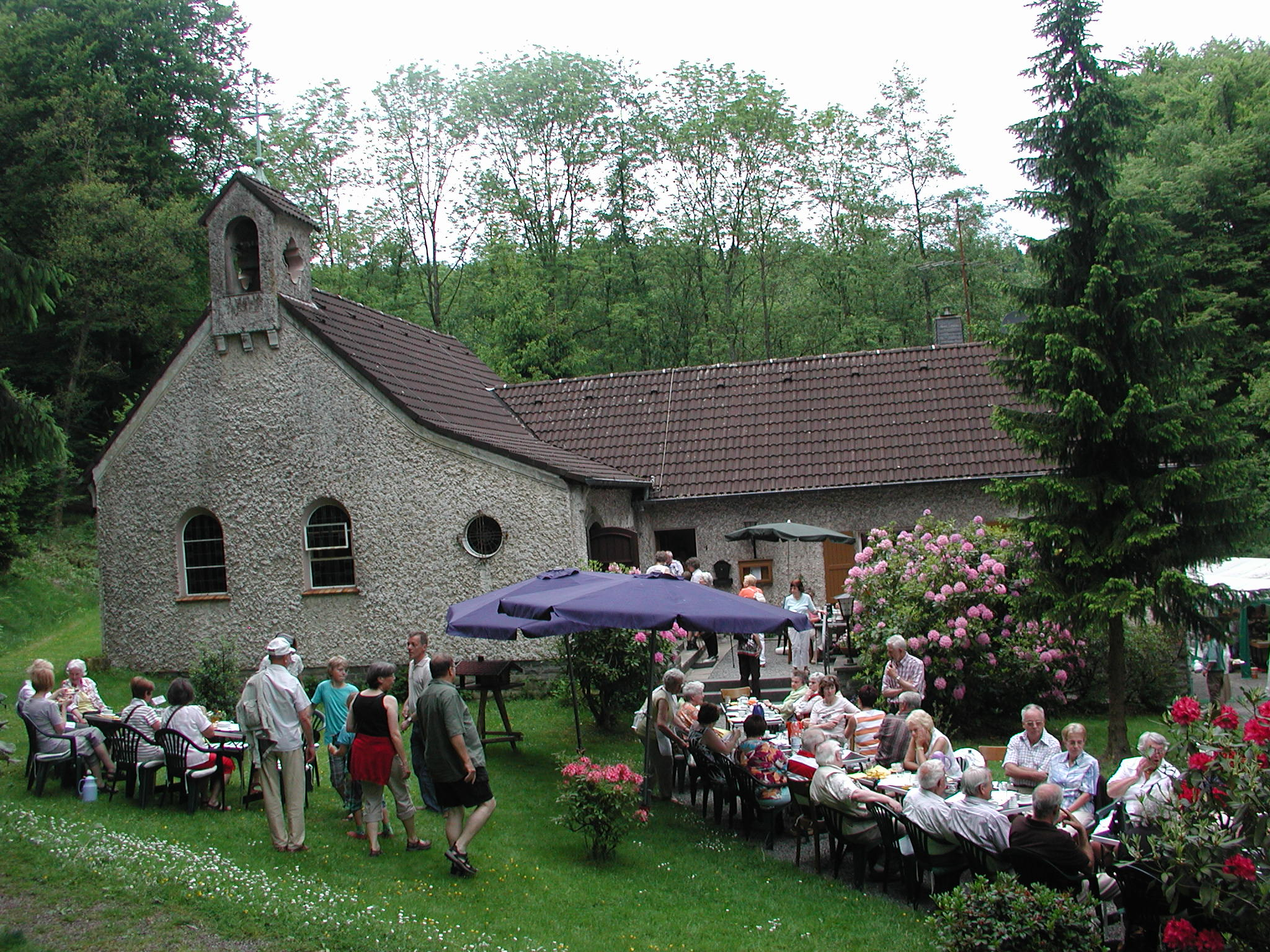
Waldkirche Lennep
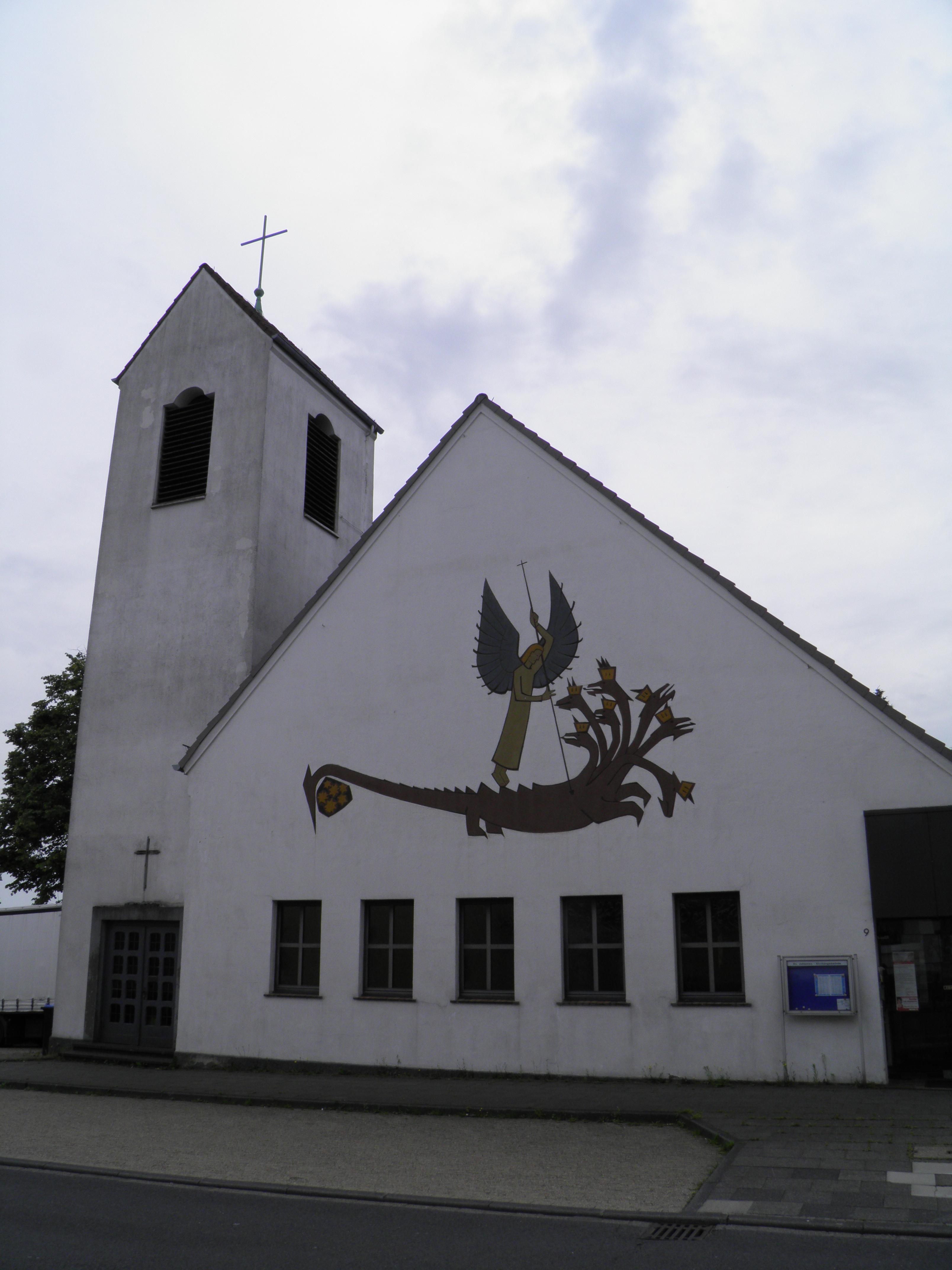
Johanneskirche Hohenhagen
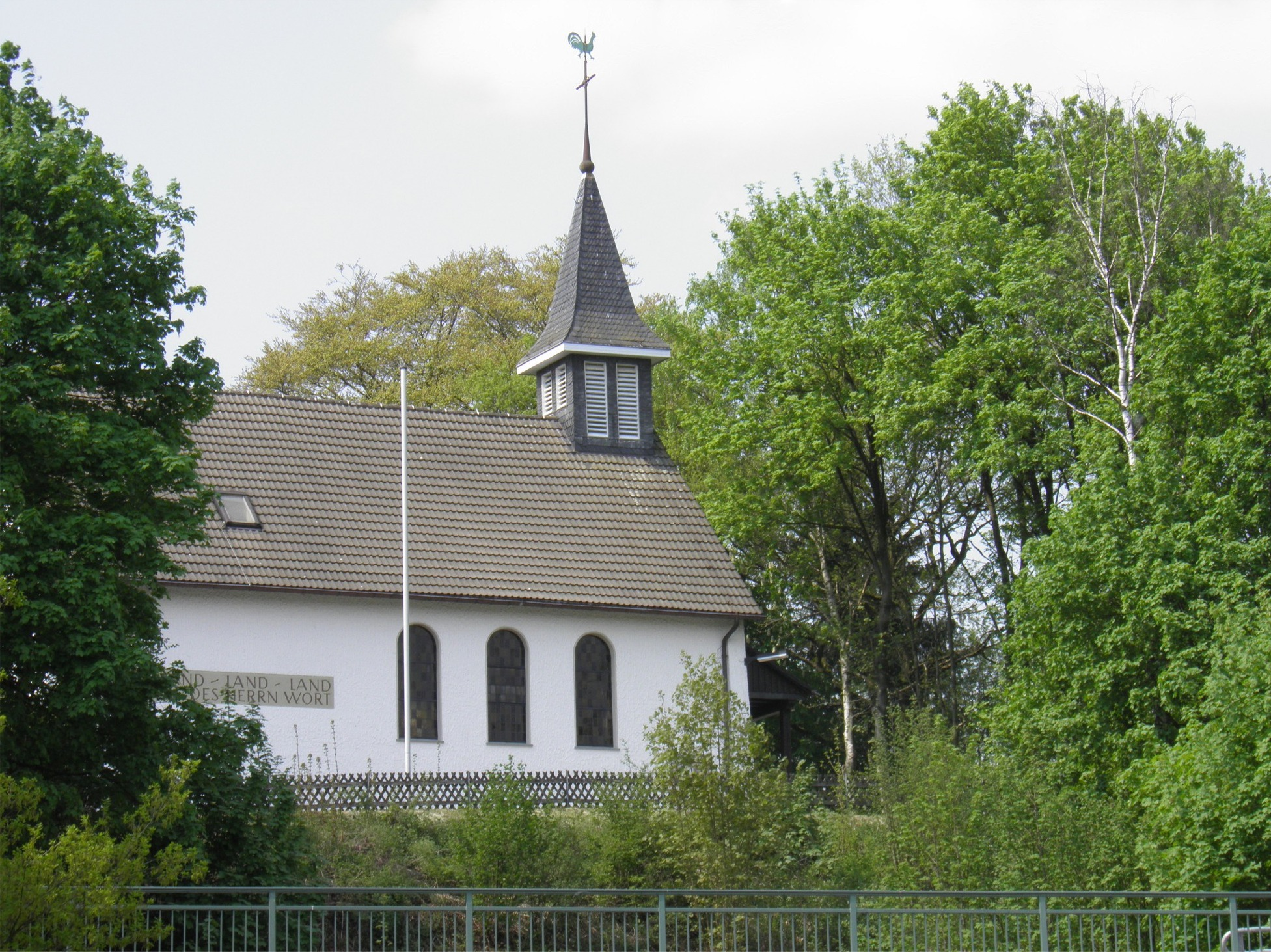
Evang. Kirche Krähwinklerbrücke

#### Weitere christliche Religionsgemeinschaften
- Freie evangelische Gemeinde Remscheid-Lennep

Die Gemeinde liegt an Höhenweg 2 in Lennep
- Evangelische Freikirche der Baptisten

Die Gemeinde liegt an der Schützenstraße
- Evangelisch Freikirchliche Gemeinde Lüttringhausen (Brüdergemeinde)

Die Gemeinde liegt im Stadtbezirk Lüttringhausen an der Schulstraße am Schützenplatz
- Auferstehungskirche

Die Kirche liegt an der Ludwig-Straße
- Neuapostolische Kirche

Remscheid, Martin-Luther-Straße 38

Lennep, Kölner Straße 100a

Lüttringhausen, Lindenallee 7a
- Jehovas Zeugen

Königreichssaal Remscheid, Hammesberger Straße 48

Königreichssaal Lennep, Höhenweg 93
- Jesus Freaks

Die Gemeinde trifft sich im ehemaligen Werk II in der Stockder Straße

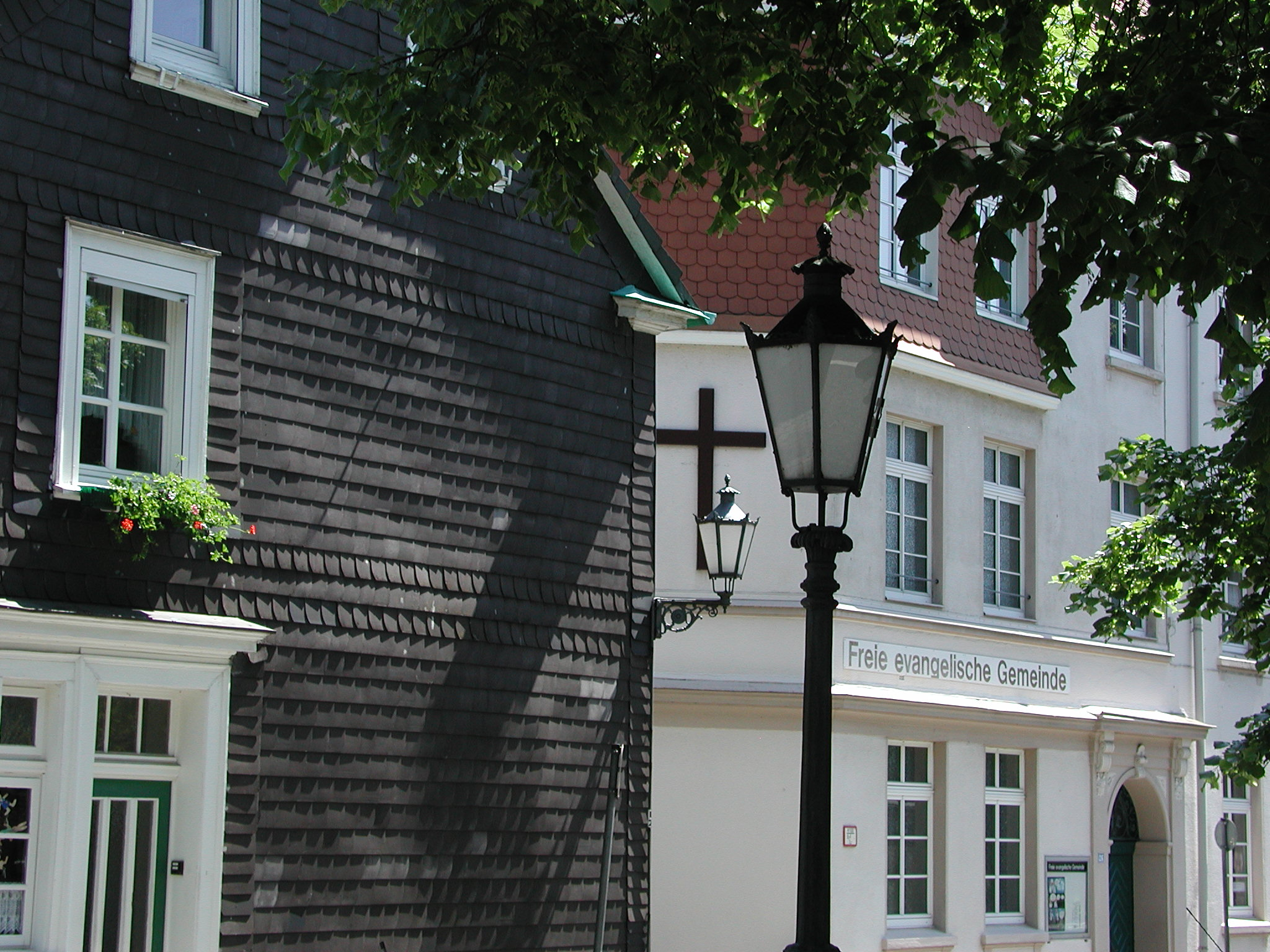
Freie Evangelische Gemeinde in Remscheid-Lennep
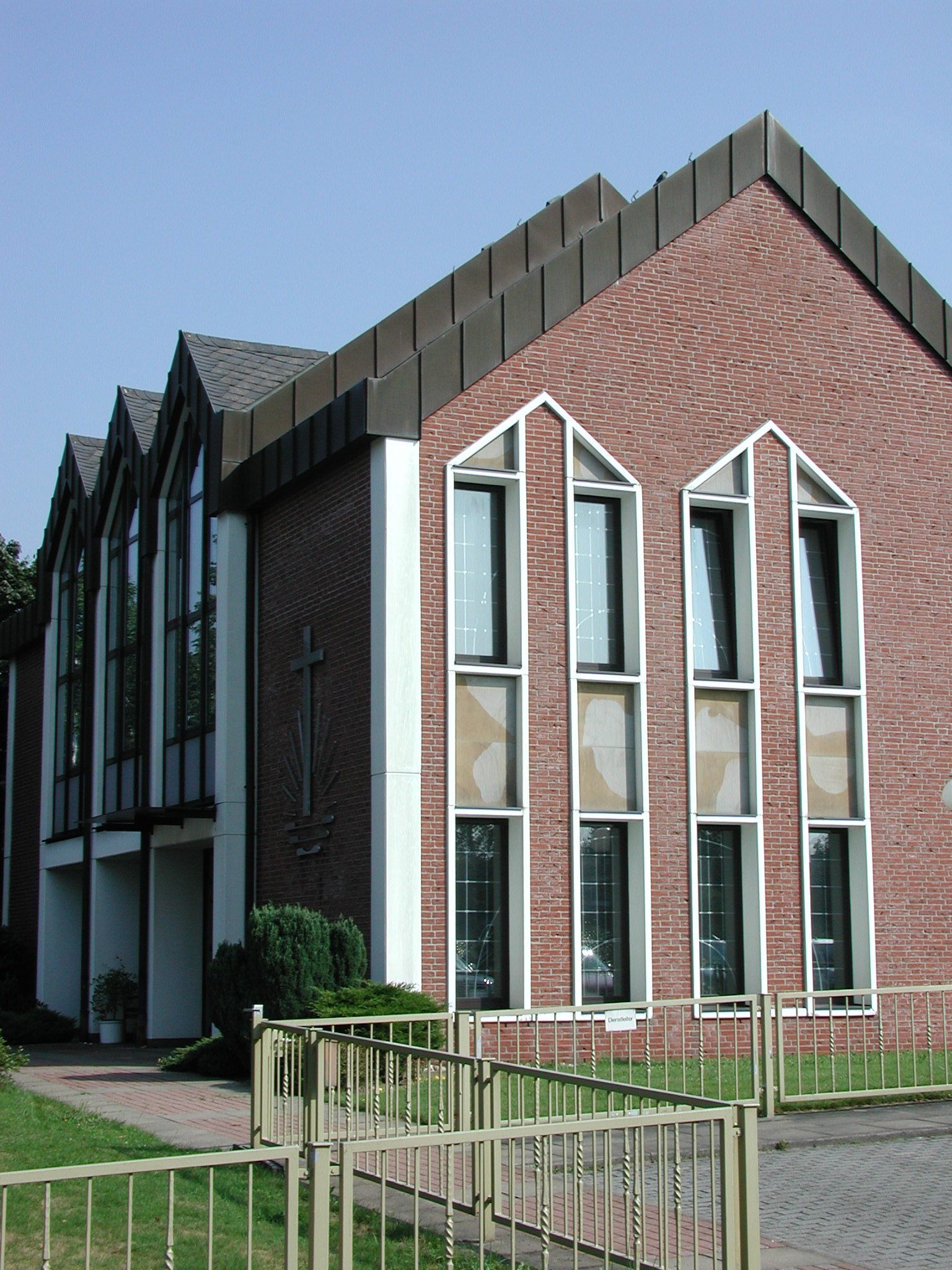
Neuapostolische Kirche Lüttringhausen
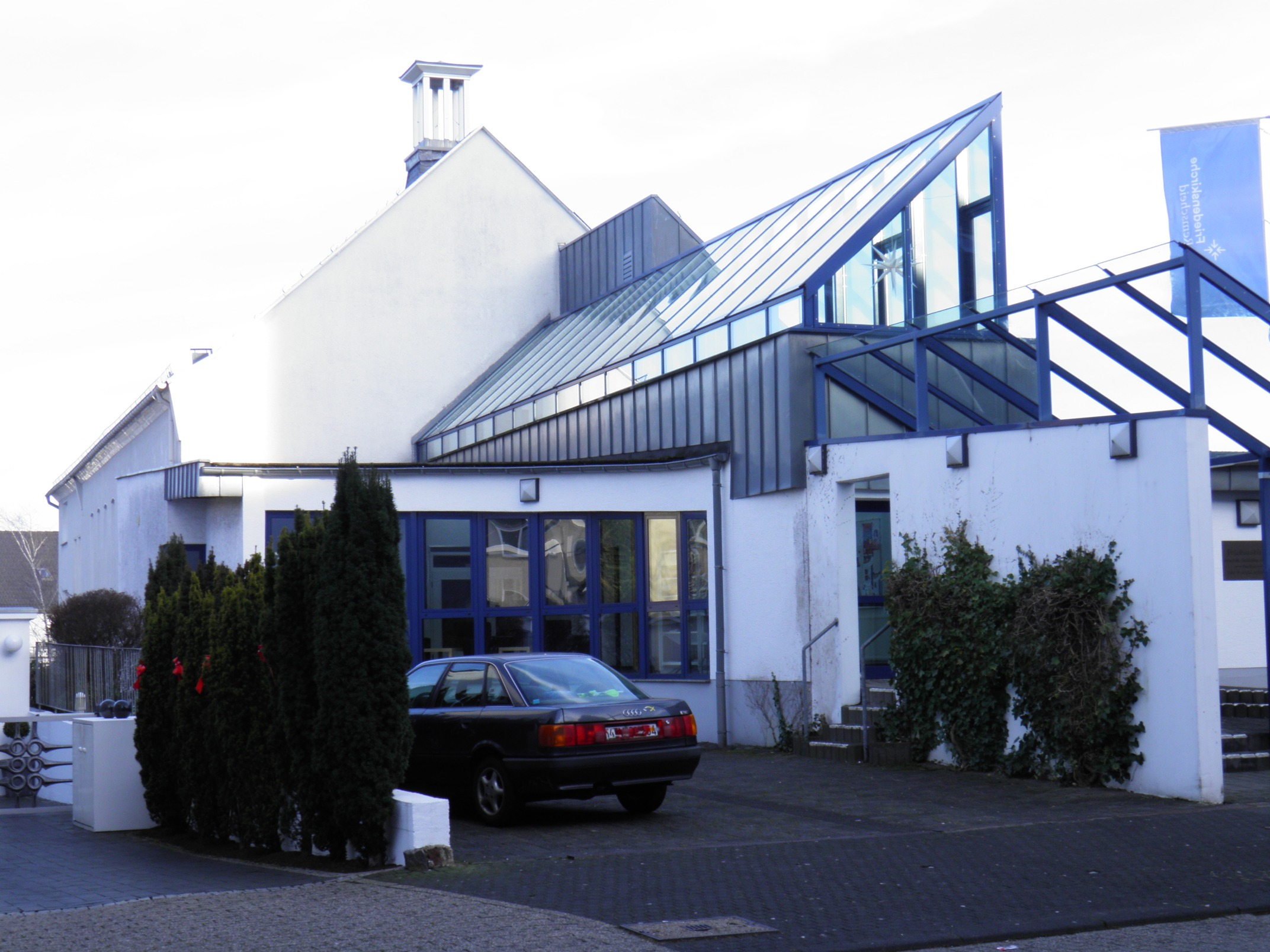
Friedenskirche Remscheid Schützenstraße

#### Moscheen
Im Zuge der zunehmenden Migration stieg ab 1970 die Zahl der Muslime in Remscheid rasch an. Die hier ansässig gewordenen muslimischen Familien fanden sich in verschiedenen Stadtteilen zusammen und gründeten die ersten Moscheen. Heute gibt es in der Stadt überwiegend türkische Moscheen und Vereine, darüber hinaus auch eine marokkanische und eine bosnisch-albanische Moschee.
- IGMG – Islamische Gemeinschaft Milli Görüs e. V., Honsbergerstr. 73, 42857 Remscheid
- VIKZ – Vereinigung Islamischer Kulturzentren e. V., Kremenhollerstr. 24, 42857 Remscheid
- DITIB – Türkisch-Islamische Union der Anstalt für Religion e. V., Stachelhauserstr. 41, 42859 Remscheid
- ATIB – Union der Türkisch-Islamischen Kulturvereine e. V., Industriestr. 25b, 42859 Remscheid
- ATB – Verband der Türkischen Vereine
- Türk Federasyon – Europäisch Türkische Föderation, Freiheitstr. 72, 42853 Remscheid
- Kocatepe Moschee, Klausen 20a, 42899 Remscheid
- Buhara Kultur Zentrum, Waldstr. 10, 42853 Remscheid
- Islamisch-Marokkanische Gemeinde e. V., Bismarckstr. 119, 42853 Remscheid
- Bosnisch-Albanisches Kulturzentrum, Karlstr. 15, 42899 Remscheid

### Regelmäßige Veranstaltungen
Anfang Februar findet alle zwei Jahre im Berufskolleg Technik der Remscheider-Ausbildungs-Markt (RAM) statt, wo viele bergische Unternehmen und Schulen über Ausbildungen und Studienplätze informieren. Am Rosenmontag findet alljährlich ein großer Karnevalsumzug in Lennep statt, der durch die Lenneper Karnevalsgesellschaft organisiert wird. Ende März gibt es jeweils eine Frühjahrskirmes auf dem Lenneper Kirmes- und Remscheider Schützenplatz. Im April findet die Bergische Biennale für Neue Musik statt.
Die Löscheinheit Lennep der Freiwilligen Feuerwehr Remscheid veranstaltet jedes Jahr den Tanz in den Mai.
Im Mai findet die Maikirmes am Stadtpark und am letzten Wochenende das Frühlingsfest der Freiwilligen Feuerwehr Löscheinheit Hasten statt.
Zu Pfingsten gibt es die Pfingstkirmes der „Eintracht-Schützen“ in Lennep. Am letzten Sonntag im Mai wird in Lüttringhausen ein Seifenkistenrennen veranstaltet und am letzten Juniwochenende findet zwei Wochen lang das Große Schützen- und Heimatfest des Remscheider Schützenvereins v. 1816 Korp. mit Kirmes am Stadtpark statt.
Am letzten September-Sonntag veranstalten der Marketingrat Lüttringhausen e. V. in der Altstadt von Lüttringhausen den Herbst- und Bauernmarkt mit angegliedertem Kunsthandwerkermarkt in der Richthofenstraße und die Interessengemeinschaft Bergisch Borner Bürger in Bergisch Born am gleichen Wochenende die Krammetsvogelfesttage.
Darüber hinaus findet alle zwei Jahre das Altstadtfest im Wechsel mit dem Bergischen Puppenspiel-Festival in Lennep statt. Am letzten Sonntag im Oktober startet der überregional bekannte Röntgenlauf in Lennep am Hackenberg.
Im Dezember finden die Bergischen Lichterwochen sowie ein kommerzieller Weihnachtsmarkt in der Innenstadt statt.
In den Stadtteilen Lennep (zweiter Advent) und Lüttringhausen (erster Advent) sowie an der evangelischen Stadtkirche am Markt (dritter Advent) finden ideelle Weihnachtsmärkte statt.
Ein Weihnachtsdorf mit einer Eislaufbahn wird in der Vorweihnachtszeit auf dem Remscheider Theodor-Heuss-Platz aufgebaut.

## Sport und Freizeit
Etwa 23.000 Einwohner sind in 73 Sportvereinen aktiv, die dem Stadtsportbund Remscheid angegliedert sind. Der Sportbund Remscheid ist eine lokale Vertretung des Landessportbund Nordrhein-Westfalen.
Vor allem in den Bereichen Fußball, Rollhockey und Fallschirmspringen konnten die Sportler regelmäßige Erfolge einfahren. Remscheid ist ebenfalls ein bekannter Standort von wichtigen Läufen. Zuletzt konnten zudem im Bereich Judo beachtliche Erfolge gefeiert werden.

### Sportvereine

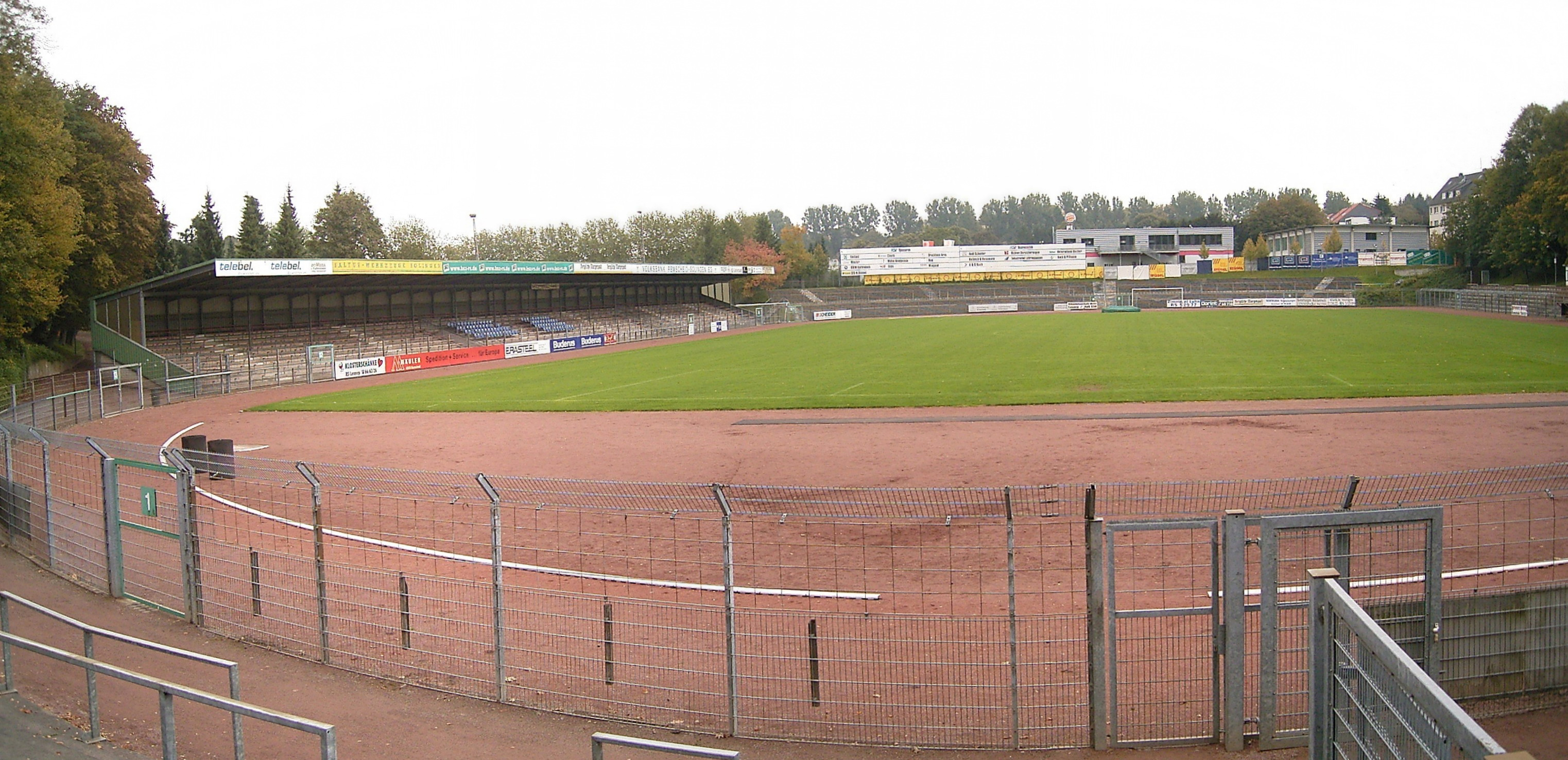
Röntgen-Stadion, Remscheid-Lennep

Fußball
Der bekannteste Fußballverein aus Remscheid ist der FC Remscheid, hervorgegangen aus einer Fusion von BVL 08 Remscheid und VfB Marathon 06/08, der seine Heimspiele im Lenneper Röntgen-Stadion austrägt. In den Spielzeiten 1982 bis 1984 (als BV 08 Lüttringhausen), 1987/88 (als BVL 08 Remscheid) und 1991 bis 1993 gehörte der Verein der 2. Bundesliga an. 2016/17 ist der FCR in der siebtklassigen Bezirksliga vertreten.
Neben dem FC Remscheid existieren noch 14 weitere Fußballvereine:
- BV 1910 Remscheid,
- Hastener Turnverein 1871 e.V.[61]
- 1. FC Klausen,
- 1. Spvgg 07 Remscheid,
- SC Ayyildiz Remscheid,
- S. G. Hackenberg,
- SSV Bergisch Born,
- SSV Remscheid TG 90,
- S. S. V. Grund,
- T. S. Struck,
- Türkiyemspor Remscheid,
- Tura Remscheid-Süd,
- VFB Marathon Remscheid,
- VfL 07 Lennep.

Die Vereine bilden zusammen mit den Mannschaften aus den Städten Burscheid, Hückeswagen, Radevormwald und Wermelskirchen den Fußballkreis Remscheid, welcher Mitglied im Fußballverband Niederrhein ist. Der Fußballkreis Remscheid trägt jährlich den Diebels-Cup aus, dessen Sieger sich für den Niederrheinpokal qualifiziert.
Am höchsten platziert sind momentan die Seniorenmannschaften des FC Remscheid in der Landesliga Niederrhein Gruppe 1 (VI) sowie des SC Ayyildiz Remscheid und Hastener TV in der Bezirksliga Gruppe 2 (VII). Die restlichen Mannschaften spielen in den Kreisligen Remscheids (Kreis 14).

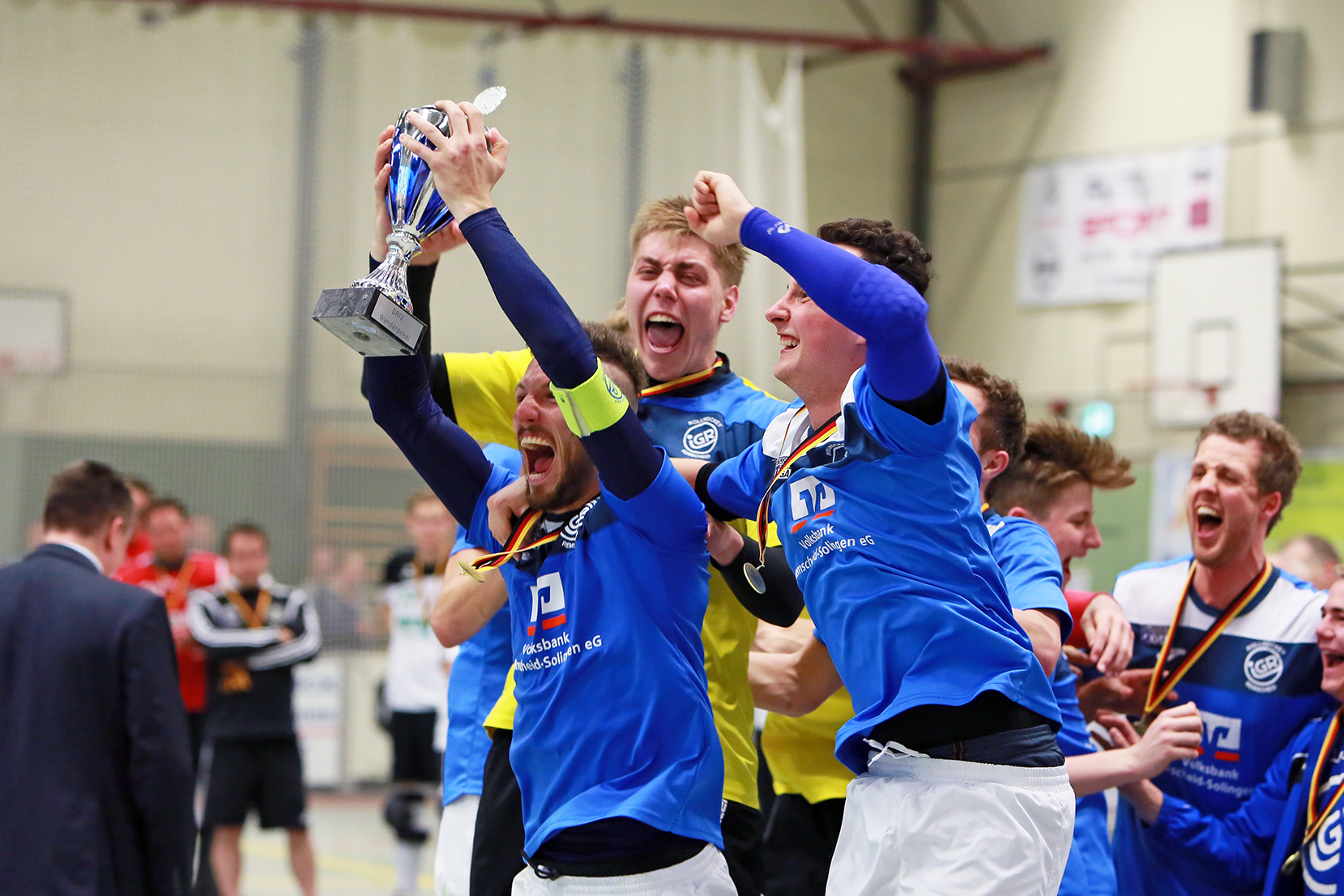
IGR Remscheid – Jubel nach dem Pokalsieg 2016

Rollhockey
Remscheid gehört neben Wuppertal zu den „Rollhockeyhochburgen“ in Deutschland. Die IGR Remscheid spielt seit Jahren in der Rollhockey-Bundesliga und wurde in den Jahren 1968, 1969, 1978, 1992 und 1994 Deutscher Meister. Im Jahr 2016 gewann die IGR Remscheid den DRIV-Pokal. Die Damen der IGR Remscheid wurden in den Jahren 2020 und 2023 Deutscher Meister. Die Heimspiele werden im Sportzentrum Hackenberg ausgetragen. Auch die Jugendmannschaften der IGR sind sehr erfolgreich und wurden bereits mehrfach Deutscher Meister. Im Dezember 2017 richtete die IGR Remscheid in der Sporthalle Hackenberg die Europameisterschaft der U17-Juniorinnen aus, bei der die deutsche Nationalmannschaft Bronze gewann.
Hockey
Remscheid hat einen Hockeyclub, der dem Reinshagener Turnerbund 1910 angehört. In der Saison 2014/15 gelang es der Hallenhockey-Mannschaft, in die 2. Verbandsliga aufzusteigen und in der Saison 2018/19 in die 1. Verbandsliga.
Judo
Seit 2012 besteht das Remscheider TV Judoteam. Dieses stieg in 10 Jahren sieben Mal auf und trat damit im Jahre 2022 erstmals in der 1. Bundesliga an. Zwei Jahre später wurde die Mannschaft deutscher Meister. Erstmals nach 55 Jahren kam damit wieder ein deutscher Mannschaftsmeister im Judo aus Nordrhein-Westfalen. Für die Stadt Remscheid war dies generell der erste deutsche Meistertitel in einer olympischen Sportart.
Tennis
In Remscheid existieren mit dem TC Blau-Weiß Remscheid, TC Grün-Weiß Lennep, TC Westen, SC Rot-Weiß Remscheid, TC FA Lennep und TC Mannesmann Remscheid sechs reine Tennisvereine, wobei die letzten beiden keine eigenen Mannschaften stellen, sondern in Kooperationen mit anderen Vereinen arbeiten.
Daneben gibt es noch Tennisabteilungen in den Sportvereinen Remscheider SV, Sport- und Spielverein Bergisch Born, Haddenbacher TV und Hastener TV.
Handball
Der bekannteste Handballverein ist die HG Remscheid. Die erste Herren-Mannschaft bestreitet ihre Spiele in der Oberliga. Austragungsort ist die Sporthalle Neuenkamp. Die HG Remscheid ist eine im Jahr 2001 gegründete Spielgemeinschaft der Handballabteilungen von TV Hasten und TG Lennep. Weitere Handballabteilungen haben der Remscheider TV und der Lüttringhauser Turnverein, der TV Goldenberg und der TV Güldenwerth.
Alle Mannschaften sind Mitglied im Bergischen Handballkreis, der Mitglied des Handball-Verbandes Niederrhein im Westdeutschen Handballverband ist.
Prellball
Diese Sportart wird beim Reinshagener Turnerbund, beim Hastener Turnverein, bei der LTG und beim LTV gespielt.
Schwimmen
Der zuerst als reiner Schwimmverein gegründete Remscheider Schwimm Verein (Remscheider SV) ist ein Breitensportverein mit Abteilungen für Basketball, Fechten, Tennis, Leichtathletik, Sportkegeln, Volleyball und Wasserball. Die erste Wasserballmannschaft des RSV spielt in der NRW-Verbandsliga. Mit über 2700 Mitgliedern ist er der größte Sportverein der Stadt Remscheid. Neben dem RSV gibt es den Lenneper Schwimm-Verein.
American Football
Der AFC Remscheid Amboss spielt in der Verbandsliga und trägt seine Heimspiele im Stadion Reinshagen aus. Die Seniorenmannschaft wurde in Bergischer Amboss umbenannt, um die Bedeutung der Städte Solingen und Wuppertal ebenfalls in den Namen zu bringen.
Radsport
Der Radsportverein „Adler Lüttringhausen“ besteht seit 1952 und richtet, mit kurzer Unterbrechung, seit 1954 Radrennen mit überwiegend internationaler Besetzung aus. Die fast 200 Mitglieder sind in den Bereichen Mountainbiking, Einradfahren, Radtouristikfahrten und Straßenradrennen aktiv.
Einradfahren wird auch von Goldenberger Turnverein, TV Jahn und TV „Frisch Auf“ Lennep angeboten.
Sportschießen
Im Bereich Sportschießen stehen in Remscheid fünf Vereine zur Auswahl. Größter ist der Remscheider Schützenverein von 1816 mit Sitz im Schützenhaus am Stadtpark.
Daneben gibt es den Schützenverein Wildschütz Aue, die Schützenbruderschaft „Zum Kreuz“ Lüttringhausen 1355, den Schützenverein Eintracht Lennep 1928 und den Lenneper Schützenverein 1805.
Fallschirmspringen
Der zu Beginn der 1970er Jahre gegründete FSC Remscheid konnte mit verschiedenen Mannschaften im Formationsspringen die deutsche Meisterschaft erringen und vertrat Deutschland mehrfach bei den Weltmeisterschaften. Daneben gibt es den AERO Club Bergisch Land, der neben Fallschirmspringen auch Motorflüge anbietet.

### Traditioneller Sport
Eine Sportart zum Ende des 19. Jahrhunderts war das Pöhlsche Schieten, ähnlich dem französischen Boule oder dem schweizerischen Bootschen. Seit den 1990er Jahren wird es wieder in Remscheid im Stadtpark gespielt.

### Sportveranstaltungen
Remscheid hat sich Laufe der letzten Jahre zu einem wichtigen Standort für Laufveranstaltungen entwickelt. Der bekannteste Lauf ist der Röntgenlauf, der seit 2001 jedes Jahr am letzten Sonntag im Oktober stattfindet. Es handelt sich um einen Volkslauf mit Strecken bis zum Ultramarathon (63,3 km) und zur 100-km-Distanz. In seinem Rahmen wurden schon mehrere deutsche Meisterschaften ausgetragen. Mittlerweile hat der Röntgenlauf eine Teilnehmerzahl von mehr als 4.000 Läufern erreicht. Seit Beginn der 1990er Jahre wird darüber hinaus im Juni in der Remscheider Innenstadt der Remscheider City-Lauf veranstaltet. Am 31. Dezember jeden Jahres findet seit 2003 der Silvesterlauf mit Start und Ziel im Stadion Reinshagen statt. Alle zwei Jahre veranstaltet die katholische Kirchengemeinde Heilig Kreuz in Lüttringhausen den 24-Stunden-Lauf.

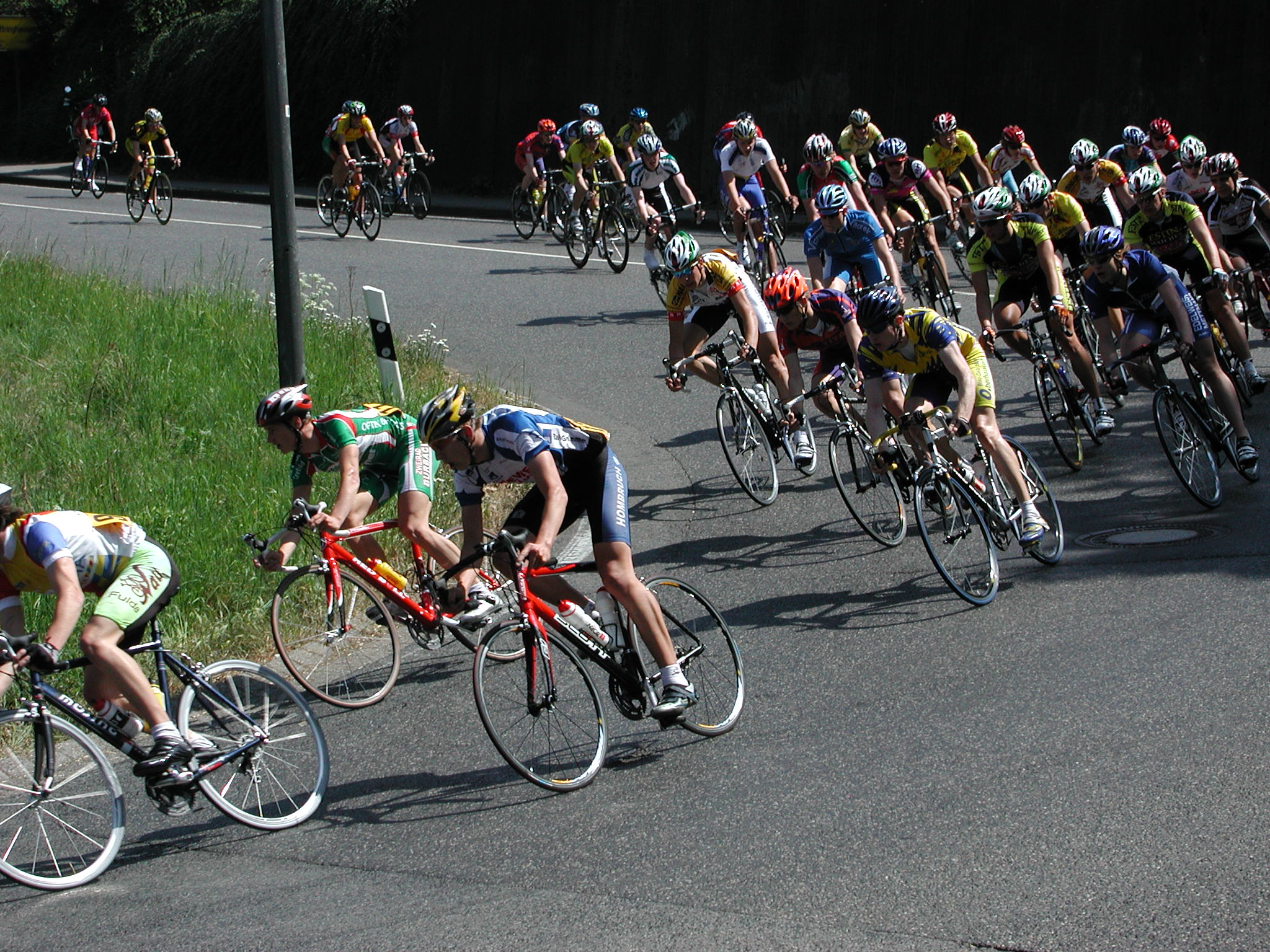
Radrennen in Lüttringhausen 2012 über den Goldenberg

Bei der U-18-Fußball-Europameisterschaft 1981 fand im Stadion Reinshagen ein Gruppenspiel zwischen Schweden und Rumänien statt. 1985 war die Stadt Remscheid Ausrichter der Deutschen Schwimmmeisterschaften.
2011 trug Remscheid zusammen mit seiner Nachbarstadt Solingen das 2. NRW-Turnfest aus. Zu dieser Veranstaltung kamen über 10.000 Besucher.
Seit 1954 findet in Remscheid ein Radrennen statt, das zumeist internationalen Charakter hat. „Rund in Lüttringhausen“ führt die Strecke über Goldenberg, durch das Leyerbachtal und über die August-Erbschloe-Straße hinauf zum Ziel. Veranstalter ist der Radsportverein „Adler“ Lüttringhausen. Mehrmals wich dieser wegen hoher Organisationskosten und kaum zu erfüllender Auflagen in das Industriegebiet Großhülsberg aus.

### Sportstätten
Die größte Sportstätte ist das Röntgen-Stadion mit über 12.000 Zuschauerplätzen. Sie ist die Spielstätte des FC Remscheid. Das zweite Stadion auf Remscheider Stadtgebiet ist das Stadion Reinshagen mit der Sporthalle West sowie einem Kunstrasenplatz. Weitere wichtige Sportanlagen befinden sich am Hackenberg mit unter anderem einem Sportplatz, Kunstrasenplatz und dem Spaßbad H2O, sowie am Stadtpark mit einem weiteren Kunstrasenplatz, einem Sportschwimmbad, Basketballplätzen, Handballplätzen, einem Weitsprung-Sandbunker und 100 Meter Sprintstrecke. Weitere Platzanlagen für den Fußballsport finden sich in der Düppelstraße (Düppeler Schanze), an der Neuenkamperstraße mit der Sporthalle Neuenkamp, sowie zwei an der Klausener Straße (Anlage des 1. FC Klausen nahe der Stadtgrenze und Jahnplatz in der Nähe des Ortszentrums mit Jahn-Turnhalle). Ebenfalls an dieser Straße ist die Sporthalle Lüttringhausen gelegen. Nahe der Eschbachtalsperre liegt außerdem noch das einzige verbliebene Freibad der Stadt Remscheid, das bereits am 29. Juni 1912 unter dem Namen Strandbad im Eschbachtal als erstes Freibad mit künstlicher Wasserzufuhr in Deutschland eröffnet wurde. Das seit den 1886 im Stadtteil Lennep bestehende Hallenschwimmbad wird mittlerweile als Jugendzentrum Die Welle genutzt, das seit 1894 in der Freiheitstraße befindliche Hallenbad sowie das 1930 in Lüttringhausen entstandene Hallenbad wurden aus Kostengründen geschlossen und abgebrochen. Im Süden der Stadt befindet sich das Vereinsheim und der Sportplatz von Tura-Remscheid-Süd 80/09 in der Steinackerstraße.

### Freizeitmöglichkeiten
Durch die Innenstadt und an seinen Sehenswürdigkeiten vorbei führen zahlreiche Wander- und Radwege.
25 Rundwanderwege gibt es im Stadtgebiet, das Netz derselben ist insgesamt 250 km lang und wird vom Sauerländischen Gebirgsverein betreut, so etwa der Radweg Wasser, Wälder, Eisenhämmer. Für neue Radwege wurden ehemalige Eisenbahngleisstrecken umgebaut, so ergeben sich durch die Trasse von Lennep nach Bergisch Born Anschlüsse zum Oberbergischen und in Richtung Wermelskirchen. Es gibt weitere Bemühungen, die Strecke nach und durch Lüttringhausen bis zur Linde auszuweiten.

Längster Wanderweg im Stadtgebiet ist der Röntgenweg. Diese auch als „Wanderweg rund um Remscheid“ bekannte Strecke ist 58 km lang und wird beim jährlichen Röntgen-Lauf benutzt.

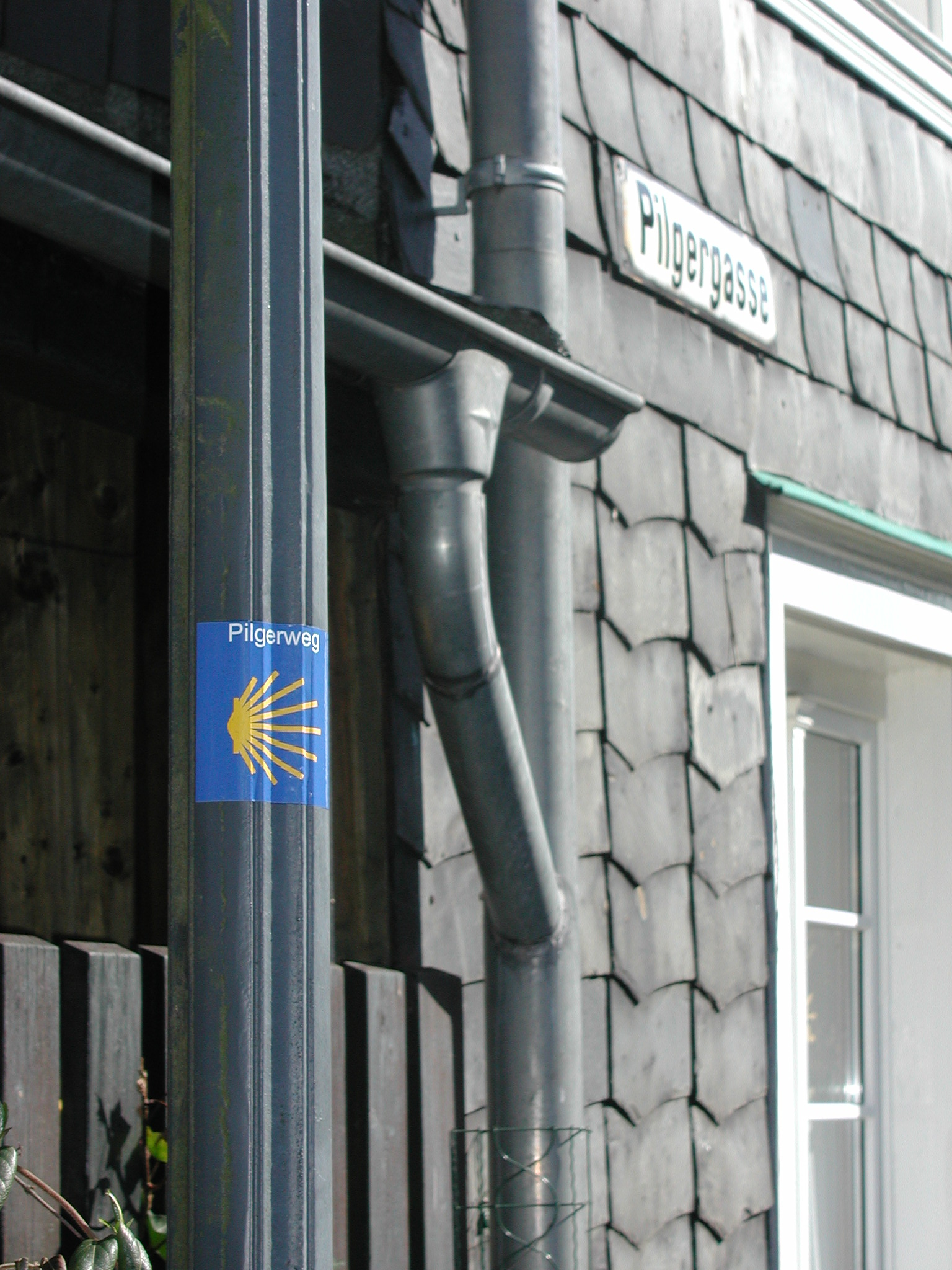
Pilgerweg durch die Pilgergasse in Lennep

 Ferner verläuft auch eine Route des Jakobswegs durch die Stadt. Diese führt von Wuppertal-Beyenburg über Lennep nach Wermelskirchen mit dem endgültigen Ziel, am angeblichen Grab des Apostels Jakobus in Santiago de Compostela nahe der spanischen Küste anzukommen. In Lennep führt er durch die Pilgergasse, wo eines seiner vielen Wanderzeichen zu sehen ist. Hier gibt es auch für Pilger spezielle einfache Übernachtungsmöglichkeiten.
Zusätzlich bestehen mehrere Naherholungsgebiete, wie zum Beispiel Kuckuck im Stadtteil Struck sowie das größte zusammen hängende Waldgebiet zwischen Alt-Remscheid, Lennep und Lüttringhausen mit dem Hohenhagener Gebiet, Diepmannsbachtal und dem Brodtberg. Ein weiteres Erholungsgebiet befindet sich an der Stadtgrenze zu Radevormwald an der Kräwinklerbrücke.

### Nachtleben
In Lüttringhausen gibt es die Diskothek Club Déjà-Vu. In der Remscheider Innenstadt findet sich die Partylocation Tanzfabrik.

## Persönlichkeiten

### Ehrenbürger
Die Stadt Remscheid bzw. die früheren Städte Lennep und Lüttringhausen haben folgenden Personen das Ehrenbürgerrecht verliehen:
Remscheid
- 1862: Johann Karl Halbach, Großkaufmann
- 1875: Georg Hoffmeister, Oberbürgermeister
- 1893: Otto Intze, Geheimer Regierungsrat
- 1895: Otto von Bismarck, Reichskanzler
- 1895: Heinrich von Stephan, Geheimer Regierungsrat
- 1900: Richard Koenigs, Oberregierungsrat
- 1900: Carl Friederichs, Geheimer Kommerzienrat
- 1909: Robert Böker, Geheimer Kommerzienrat
- 1925: Moritz Böker, Geheimer Kommerzienrat
- 1937: Walther Hartmann, Oberbürgermeister
- 1995: Wilhelm Hartkopf, Oberbürgermeister
- 2000: Peter Wolf, Oberbürgermeister
- 2008: Gerd Ludwig Lemmer, Staatsminister a. D. und Oberbürgermeister

Lennep
- 1890: Richard von Hardt, Großkaufmann und Rittergutsbesitzer
- 1895: Otto von Bismarck, Reichskanzler
- 1896: Wilhelm Conrad Röntgen, Physiker
- 1900: Richard Koenigs, Oberregierungsrat
- 1910: Johann Daniel Fuhrmann, Großkaufmann
- 1929: Julius Caesar, Beigeordneter
- 1929: Hermann Hardt, Kommerzienrat

Lüttringhausen
- 1895: Otto von Bismarck, Reichskanzler
- 1900: Richard Koenigs, Oberregierungsrat
- 1924: August Erbschloe, Stadtverordneter
- 1925: Richard Gertenbach, Bürgermeister
- 1928: Adolf Westen, Fabrikant
- 1929: Richard Pick, Beigeordneter

### Söhne und Töchter der Stadt Remscheid

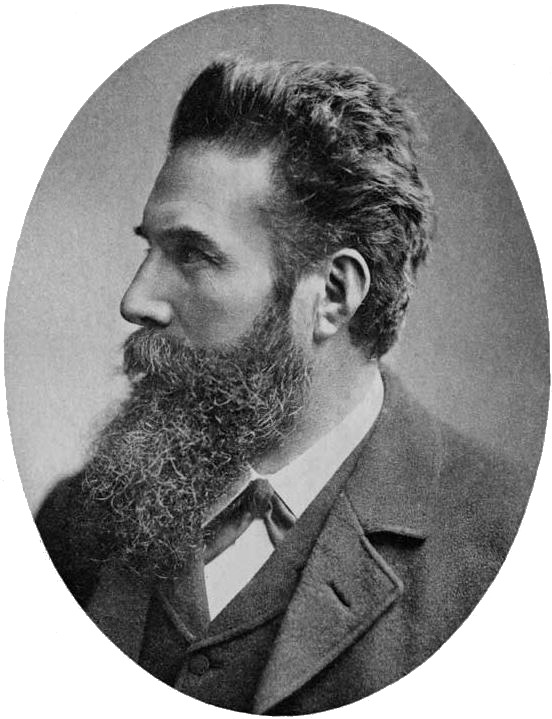
Wilhelm Conrad Röntgen

In Remscheid und den bis 1929 selbständigen Städten Lennep und Lüttringhausen wurden eine Reihe von Personen geboren, die über die Stadtgrenzen hinaus bekannt wurden.
Der wohl berühmteste Sohn der Stadt ist der Physiker und Nobelpreisträger Wilhelm Conrad Röntgen, der die nach ihm benannten Strahlen entdeckte.
Adolf Clarenbach war ein früher Anhänger der Reformation, der wegen seiner Überzeugung auf dem Scheiterhaufen verbrannt wurde.
Der bekannte Maler Johann Peter Hasenclever war ebenso ein Sohn Remscheids wie der Bühnenbildner Teo Otto. Als Schauspieler in Film und Fernsehen wurde Karl-Michael Vogler bekannt, als Musiker die Sängerin Lonny Kellner, in der klassischen Musik der Bariton Günter Lesche und der Tenor Fritz Windgassen. Der Saxophonist Peter Brötzmann war einer der bedeutendsten Vertreter des Free Jazz. Gus Anton leitet in der Stadt und in der näheren Umgebung zahlreiche Chöre. Ein bekannter Architekt war Hans Schwippert. Wolfgang Tillmans ist ein wichtiger zeitgenössischer Künstler.
Hermann Kaiser war ein Beteiligter beim Attentat auf Hitler vom 20. Juli 1944.
Carsten Pröpper, Sohn des Wuppertaler Stürmers Günter Pröpper, begann seine eigene Karriere ebenfalls beim Wuppertaler SV. Hans Bertram erlangte in den 1930er Jahren durch seinen Flug über und die Notlandung in Nord-Australien einige Bekanntheit.
Geprägt wurde die Stadt jedoch von bedeutenden Unternehmern wie Johann Vaillant und Reinhard Mannesmann (Nahtlose Stahlrohre), Richard Lindenberg (Elektrostahlofen) und Otto Dowidat (Werkzeughersteller). Emil Lux war jenseits der Stadtgrenze in Wermelskirchen Mitgründer der Handelskette Obi. Ludwig Poullain hat die Entwicklung der WestLB zu einer Universalbank vorangetrieben.
Hermann Schäfer (FDP/DDP) und später Ernst Lemmer (CDU) gehörten als Minister der Bundesregierung an, Gerd Ludwig Lemmer (CDU) der Landesregierung und später dem Europaparlament. Langjährige Bundestagsabgeordnete waren Kurt Wüster (SPD) und Adolf Müller (CDU) (im Bundestag: Adolf Müller (Remscheid)). Karl Jarres (DVP) war Reichsinnenminister in der Weimarer Republik, sowie Oberbürgermeister der Stadt Remscheid.
Ein international renommierter Klimaforscher ist Wolfgang Seiler.
Ein international bekannter Sohn der Stadt war der Schatzsucher von Isla del Coco August Gissler.
Auch die Schauspielerin Christine Urspruch stammt aus Remscheid.
Andreas Thiel, Rollhockeyspieler und -trainer beim RSC Cronenberg, Nationalspieler
Max Thiel, Rollhockeyspieler aus Remscheid beim RSC Cronenberg, Nationalspieler

## Sonstiges

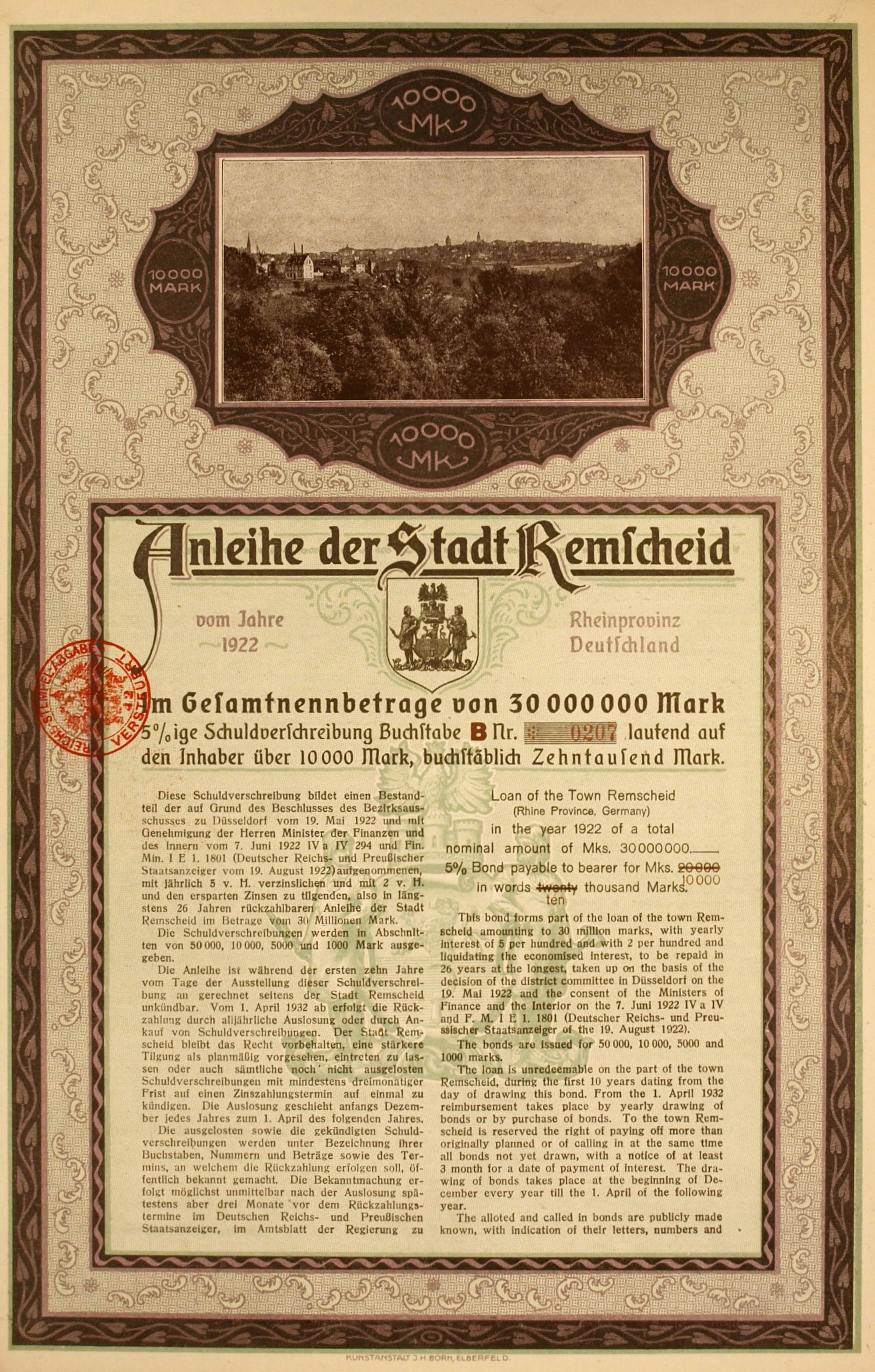
Anleihe der Stadt Remscheid über 10.000 Mark vom 25. August 1922

Beim Wirbelsturm im Bergischen Land 1906 wurde im August 1906 auch Remscheid in Mitleidenschaft gezogen.
Im Jahre 1961 entstanden in Remscheid-Lennep die Außenaufnahmen für den sechsteiligen Krimi-Klassiker Das Halstuch von Francis Durbridge. Der WDR verzichtete aus Kostengründen auf Dreharbeiten in England, daher suchte man lange nach einer passenden Kulisse für den fiktiven Ort Littleshaw. Die meisten Aufnahmen entstanden rund um den Marktplatz von Lennep.
Zwei Verkehrsflugzeuge der Lufthansa wurden auf den Namen Remscheid getauft, zunächst eine Boeing 737-230C, Seriennummer 20253, Kennzeichen D-ABBE, im Einsatz für die Lufthansa vom 15. Dezember 1969 bis zum 19. August 1985, dann ein Airbus A340-311, Seriennummer 28, Kennzeichen D-AIGD, seit dem 28. Januar 1994 für die Lufthansa zugelassen.
Am 8. Dezember 1988 stürzte eine Fairchild-Republic A-10 der United States Air Force über Remscheid-Hasten in einem Wohngebiet ab. Dabei kamen 7 Menschen ums Leben, es gab 50 Verletzte und ca. 13 Millionen DM an Sachschaden. Näheres siehe im Artikel Flugzeugabsturz in Remscheid.